# Yellowstone River
Der Yellowstone River, kurz Yellowstone, [jɛləʊ̯stəʊ̯nˈrɪvə] ⓘist ein rechter Nebenfluss des Missouri River und nach Milk River und James River dessen drittlängster Zufluss. Er hat eine Länge von 1098 Kilometern und fließt durch den nördlichen Mittelwesten der Vereinigten Staaten. Der Name des Flusses ist auf die gelbe Färbung des Gesteins an seinen Ufern zurückzuführen. Der Yellowstone ist der wasserreichste Zufluss des Missouri, einer der bedeutendsten Flüsse im Einzugsgebiet des Mississippi River sowie nach dem Kuskokwim River der zweitlängste frei fließende Fluss in den Vereinigten Staaten von Amerika.
Der Yellowstone River entspringt im Nordwesten des Bundesstaates Wyoming, unweit der nordamerikanischen kontinentalen Wasserscheide in den Rocky Mountains. Er fließt nordwärts durch die Absaroka Mountains und den Yellowstone-Nationalpark, durchfließt den Yellowstone Lake, fällt zwei Wasserfälle hinunter und formt den Grand Canyon of the Yellowstone. Weiter im Norden in Montana durchfließt er das Paradise Valley in der Gallatin Range und wendet sich bei Livingston nach Ostnordosten. Durch die nördlichen Great Plains fließt er über Billings durch das südliche Montana und erhält seine größten Zuflüsse allesamt aus dem nördlichen Wyoming: östlich von Billings erhält er Zuwachs vom Bighorn River, bei Miles City vom Tongue River und im östlichen Montana vom Powder River. Unmittelbar nach Überqueren der Grenze zu North Dakota mündet er in den hier wasserärmeren Missouri River.
Seit über 13.000 Jahren sind die Menschen auf den Yellowstone River und seine Nebenflüsse als Nahrungs- und Transportquelle angewiesen. Etwa zehn große Gruppen amerikanischer Ureinwohner bevölkerten das Einzugsgebiet des Flusses, die meisten führten einen nomadischen Lebensstil und waren auf riesige Bisonherden angewiesen waren, die durch die Great Plains streiften. Die ersten Europäer stießen im frühen 18. Jahrhundert auf den Fluss; die Region war zunächst in Besitz Spaniens und Frankreichs und wurde durch den Kauf Louisianas im Jahr 1803 Teil der Vereinigten Staaten.
Der Yellowstone River spielte eine wichtige Rolle in der Westexpansion der Vereinigten Staaten im 19. Jahrhundert. Der zu Beginn des Jahrhunderts an Bedeutung zunehmende Pelzhandel führte zum Entstehen der ersten Überlandrouten und legte den Grundstein für die wirtschaftlichen Nutzungen in der Region. Ab den 1830er-Jahren zogen die Pioniere in größeren Zahlen nach Westen, zunächst mit Planwagen über Land, später mit Dampfschiffen auch auf dem Fluss. Konflikte zwischen Siedlern und amerikanischen Ureinwohnern im Einzugsgebiet des Yellowstone führten zu einigen der längsten und gewalttätigsten Indianerkriege. Zahlreiche Expeditionen und Forschungsreisen führten in der zweiten Hälfte des 19. Jahrhunderts zum Oberlauf des Yellowstone und legten den Grundstein zur Gründung des weltweit ersten Nationalparks.
Freizeitaktivitäten wie Angeln, Jagen, Rafting, Fliegenfischen oder Tierbeobachtungen erfreuen sich großer Popularität entlang des Yellowstone River und stellen einen wichtigen Bestandteil der lokalen Wirtschaft dar. Der Oberlauf des Flusses ist integraler Bestandteil des Größeren-Yellowstone-Ökosystems.

## Etymologie
Der Begriff Yellowstone geht auf den Sprachgebrauch der Hidatsa zurück. Das Volk nannte den Fluss Mi tse a-da-zi (Hidatsa: miʔciiʔriaashiish'), was die frühen französischen Trapper mit Rivière des Roches Jaunes übersetzten. Der Legende nach geht die Bezeichnung auf die gelb gefärbten Felsen im Grand Canyon of the Yellowstone zurück, was heute allerdings umstritten ist, da die Hidatsa nie am Oberlauf des Yellowstone lebten. Einige Wissenschaftler glauben, dass der Fluss stattdessen nach gelb gefärbten Sandsteinklippen am Unterlauf des Flusses benannt wurde.
Die Cheyenne, die in den Gebieten des heutigen Yellowstone County um Billings lebten, nannten den Fluss Mo'éheo'hé'e (in etwa: Yellow Rocks River). Die Crow, die am oberen Yellowstone River im Süden Montanas beheimatet sind, nannten ihn hingegen E-chee-dik-karsh-ah-shay, was mit Elk River (Wapiti-Fluss) übersetzt werden kann. Letztendlich wurde die durch die französischen Trapper übersetzte Bezeichnung der Hidatsa bis Mitte des 19. Jahrhunderts von französischen und anderen europäischen Pelzhändlern und Mountain Men übernommen.
Der kanadische Kartograph David Thompson verwendete wohl erstmals den englischen Begriff „Yellow Stone“ in einer Notation von 1797. Lewis und Clark, die nach dem Kauf Louisianas im Jahr 1803 einer allgemeinen Politik des Anglizismus folgten, bezeichneten den Fluss ebenfalls als Yellow Stone, nachdem sie 1805 auf die Hidatsa gestoßen waren. Mit der zunehmenden Besiedlung des amerikanischen Westens wurde der englische Name immer häufiger genutzt. Obwohl der englische Name ursprünglich aus zwei Teilen bestand, wurde er im späteren Sprachgebrauch als ein einziges Wort formalisiert. Der Fluss wurde 1806 von William Clark erkundet, als die Lewis-und-Clark-Expedition von der Pazifikküste nach Osten zurückkehrte. Der Clarks Fork Yellowstone River wurde nach ihm benannt. Sowohl der im Jahr 1872 gegründete Yellowstone-Nationalpark als auch das Yellowstone County in Montana wurden im späten 19. Jahrhundert nach dem Yellowstone River benannt.

## Geographie

### Flusslauf

#### Oberlauf
Als Oberlauf des Yellowstone River (engl.: Upper Yellowstone River) wird für gewöhnlich der Abschnitt des Flusses von der Quelle bis nach Livingston im Süden Montanas bezeichnet. Je nach Definition zählt nur der Flussabschnitt von Gardiner bis Livingston oder der von Gardiner bis Columbus oder Laurel als Upper Yellowstone River. Der Oberlauf des Flusses liegt damit vollständig im Größeren-Yellowstone-Ökosystem.

Der Fluss entsteht westlich des Younts Peak durch den Zusammenfluss seiner beiden Quellflüsse North Fork Yellowstone River und South Fork Yellowstone River inmitten der Absaroka Mountains auf einer Höhe von 2586 m. Der Fluss entspringt dabei nur rund drei Kilometer nördlich der Kontinentalen Wasserscheide innerhalb der Teton Wilderness des Bridger-Teton National Forest, etwa 50 km nordöstlich von Moran und 55 km nordwestlich von Dubois. Im Verlauf durch den Woodard Canyon fließt er zunächst durch das Park County, durchfließt dann für wenige Kilometer das Teton County und bildet ab Erreichen des Yellowstone-Nationalparks bis zum Yellowstone Lake die Grenze beider Countys. Der Yellowstone River fließt von seiner Mündung bis zum Yellowstone Lake durch eine der abgelegensten Regionen der Contiguous United States – unweit des Zusammenflusses mit dem Thorofare Creek liegt auf dem westlichen Thorofare Plateau der Punkt in den Lower 48, der mit 30,19 km am weitesten von der nächsten Straße entfernt ist. 

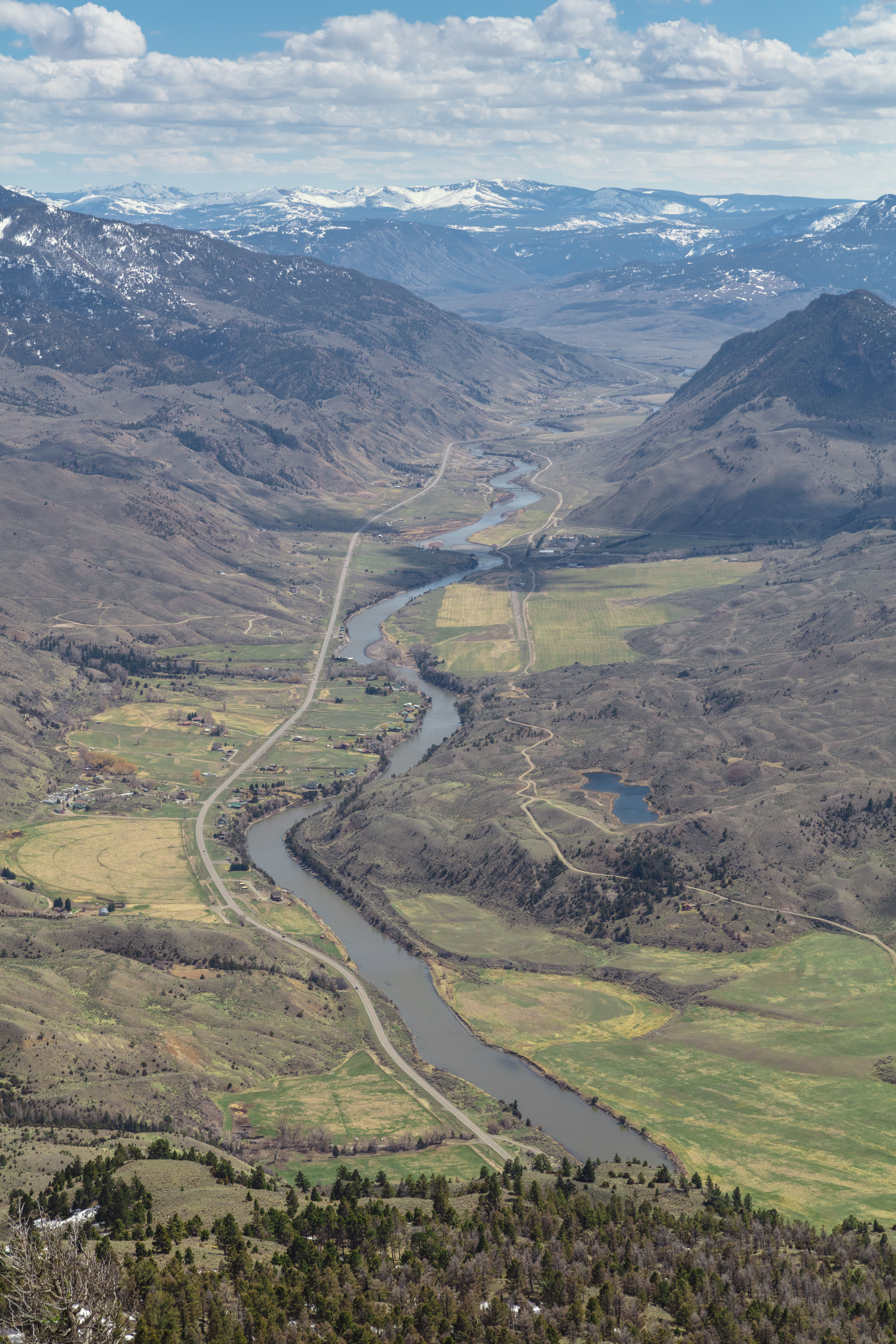
Oberlauf des Yellowstone River zwischen Gardiner und dem Yankee Jim Canyon. Blick nach Südosten.

Die ersten Flusskilometer des Yellowstone sind durch einen stark mäandrierenden Verlauf geprägt, den auch der Thorofare Creek, der erste größere Zufluss des Yellowstone, aufweist. Am Zusammenfluss der beiden Flüsse befinden sich die ersten Backcountry-Campingplätze am Fluss, außerdem verlaufen mehrere Wanderwege durch das obere Flusstal. Der Yellowstone fließt nach zunächst nordwestlichem Verlauf nun nach Nordosten durch ein breites Tal zwischen dem Two Ocean Plateau im Westen und dem Hauptkamm der Absaroka Range im Osten. In einem breiten Flussdelta mündet der Yellowstone auf einer Höhe von 2357 m in den Southeast Arm des Yellowstone Lake, des größten Bergsees Nordamerikas. Fast 35 km fließt der Yellowstone River durch den See und erhält einige Zuflüsse wie den Pelican Creek, bevor er ihn bei Fishing Bridge nach Norden verlässt. Hier wird der Fluss erstmals von einer Straße gequert; die Fishing Bridge führt den U.S. Highway 14 über den Yellowstone. Im weiteren Verlauf verläuft die Grand Loop Road entlang des Flusses bis Canyon Village. Der Fluss fließt nun durch das zentrale Hochplateau des Yellowstone-Nationalparks, wendet sich an den LeHardys Rapids nach Nordwesten und erreicht am Thermalbecken Mud Volcano das Hayden Valley, das für seine reiche Tierwelt bekannt ist. Mit Trout Creek, Alum Creek und Sour Creek erhält der hier kleinere Nebenflüsse aus den umliegenden Bergländern, bevor sich das bis hierhin breite Flusstal abrupt verengt und südlich der Washburn Range in den Grand Canyon of the Yellowstone übergeht. Der Fluss fällt hier zunächst über die 33 m hohen Upper Falls und unmittelbar flussabwärts über die 94 m hohen Lower Falls hinab.
Durch die bis zu 400 m tiefe Schlucht fließt der Fluss nun nach Nordosten, wendet sich östlich des Mount Washburn wieder nach Norden und bei Einmündung des Tower Creek nach Nordwesten. Der Canyon endet nach 32 km bei Tower Junction, wo der Yellowstone im untersten Teil des Lamar Valley mit dem Lamar River von rechts seinen bisher größten Zufluss erhält, der von Osten aus den nördlichen Absaroka Mountains hinzufließt. In weiterhin nordwestlichem Verlauf umfließt der Yellowstone den Garnet Hill, erhält den Hellroaring Creek und verlässt den Bundesstaat Wyoming. Im Park County in Montana durchfließt er nun den ebenfalls bis zu 400 m tiefen Black Canyon of the Yellowstone. Bei Einmündung des Gardner River verlässt der Fluss den Yellowstone-Nationalpark und passiert mit Gardiner die erste dauerhaft bewohnte Ortschaft am Fluss. Durch den Gallatin National Forest fließt der Yellowstone nun parallel zum U.S. Highway 89 durch den Yankee Jim Canyon und vorbei an Corwin Springs bis ins Paradise Valley, das er am unteren Ende des Canyons erreicht. Ab hier weist der Fluss wieder ein geringeres Gefälle auf und verläuft mit Fließrichtung Nordost mäandrierend durch das Hochtal zwischen der Gallatin Range im Westen und den Beartooth Mountains im Osten. Am Fluss liegen hier die Gemeinden South Glastonbury, Emigrant und Pray, zudem fließen beidseitig wasserreiche Zuflüsse aus den Bergländern hinzu. Als verflochtener Fluss verlässt der Yellowstone River das Paradise Valley und damit die Rocky Mountains nach Norden und erreicht mit Livingston die bisher größte Stadt am Fluss.

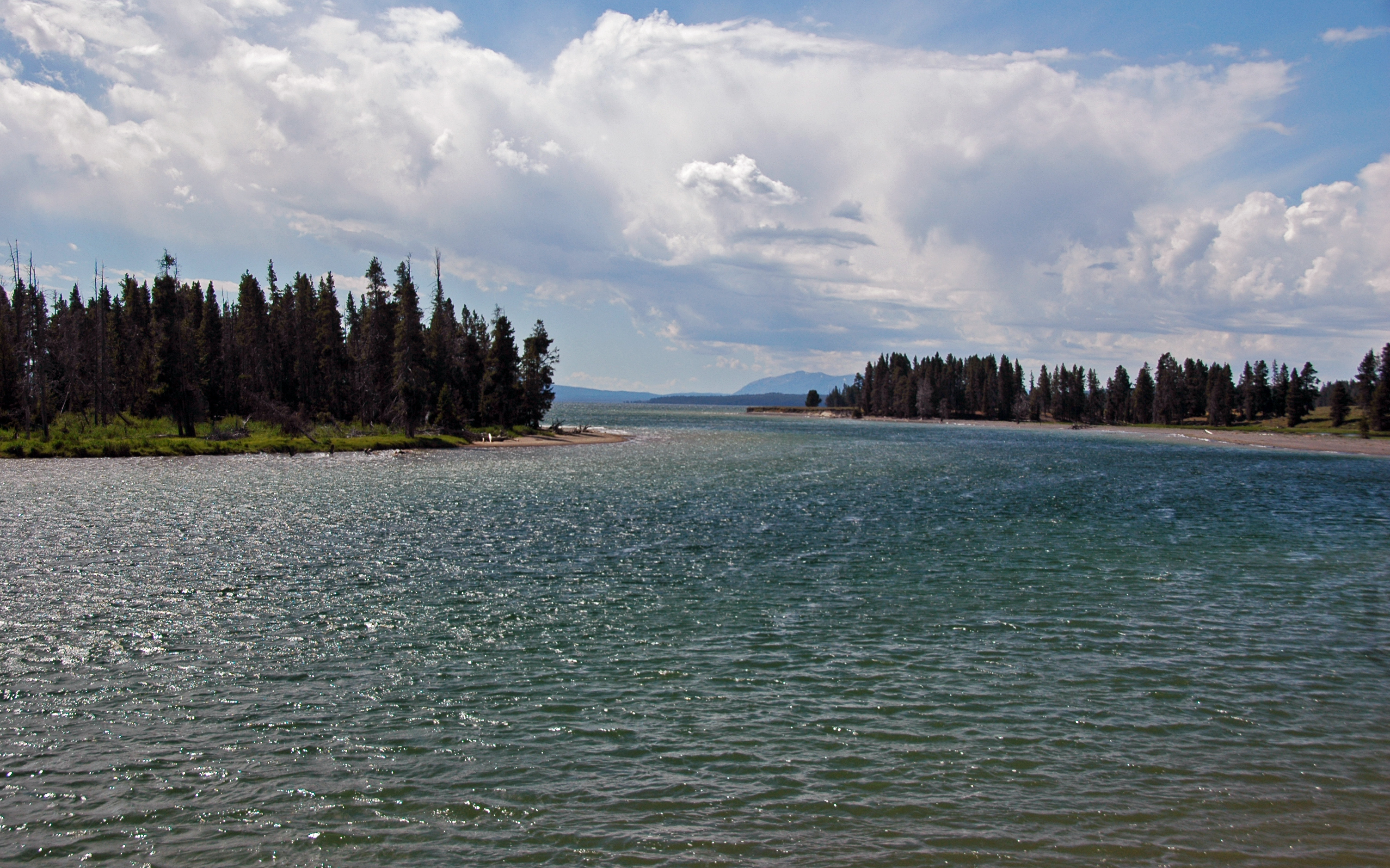
Der Fluss bei Fishing Bridge am Lake Yellowstone
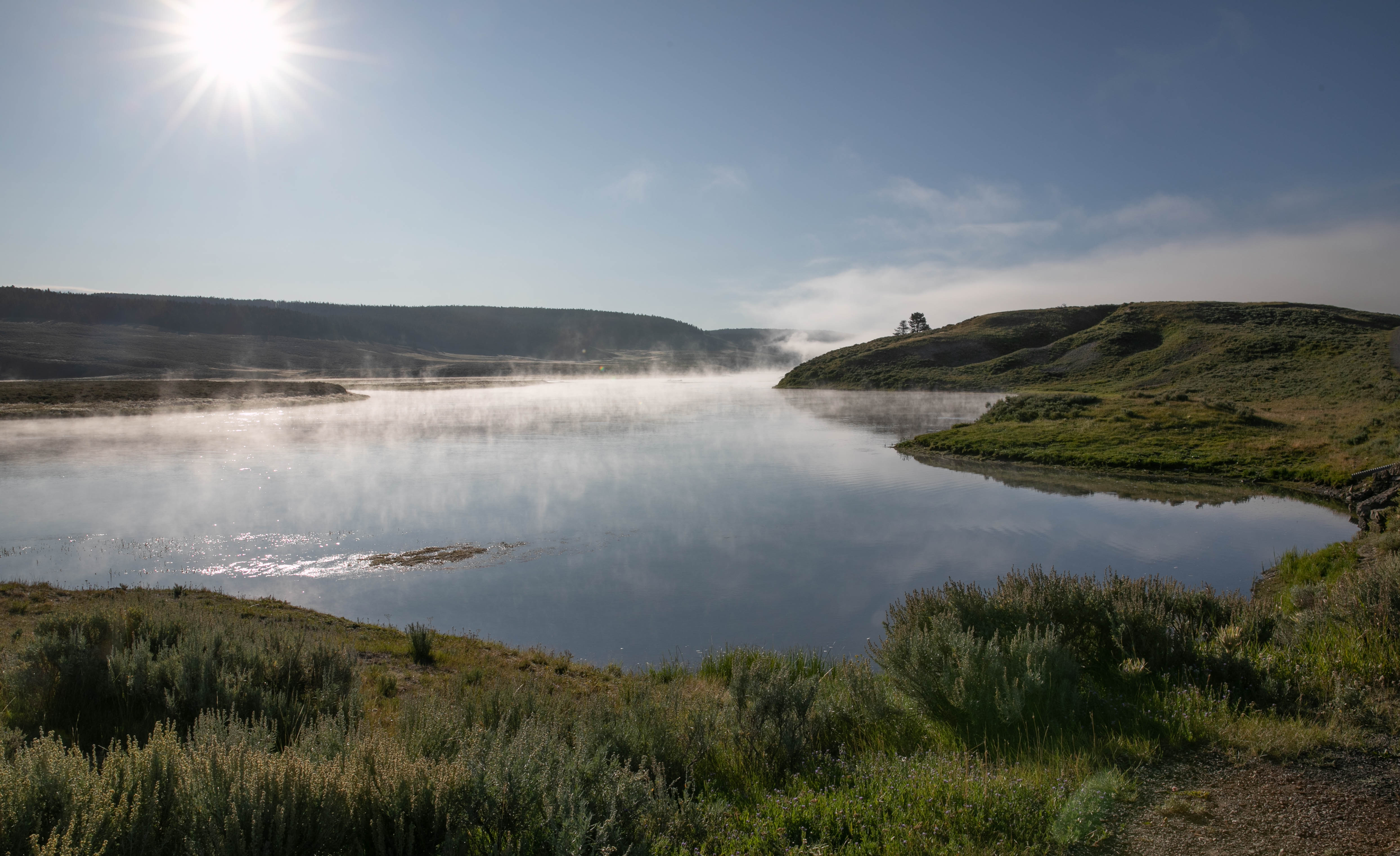
Yellowstone im Hayden Valley
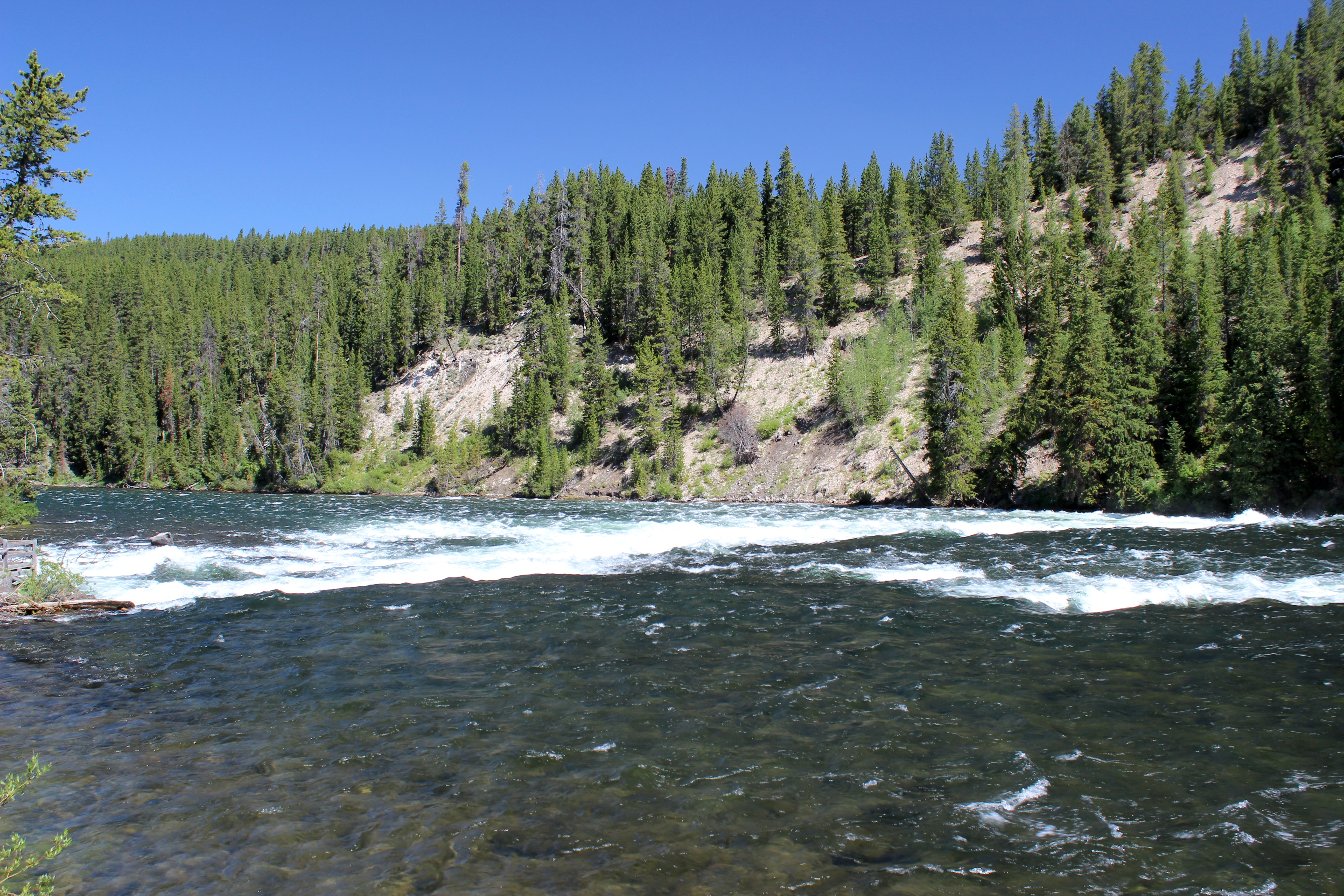
An den LeHardys Rapids
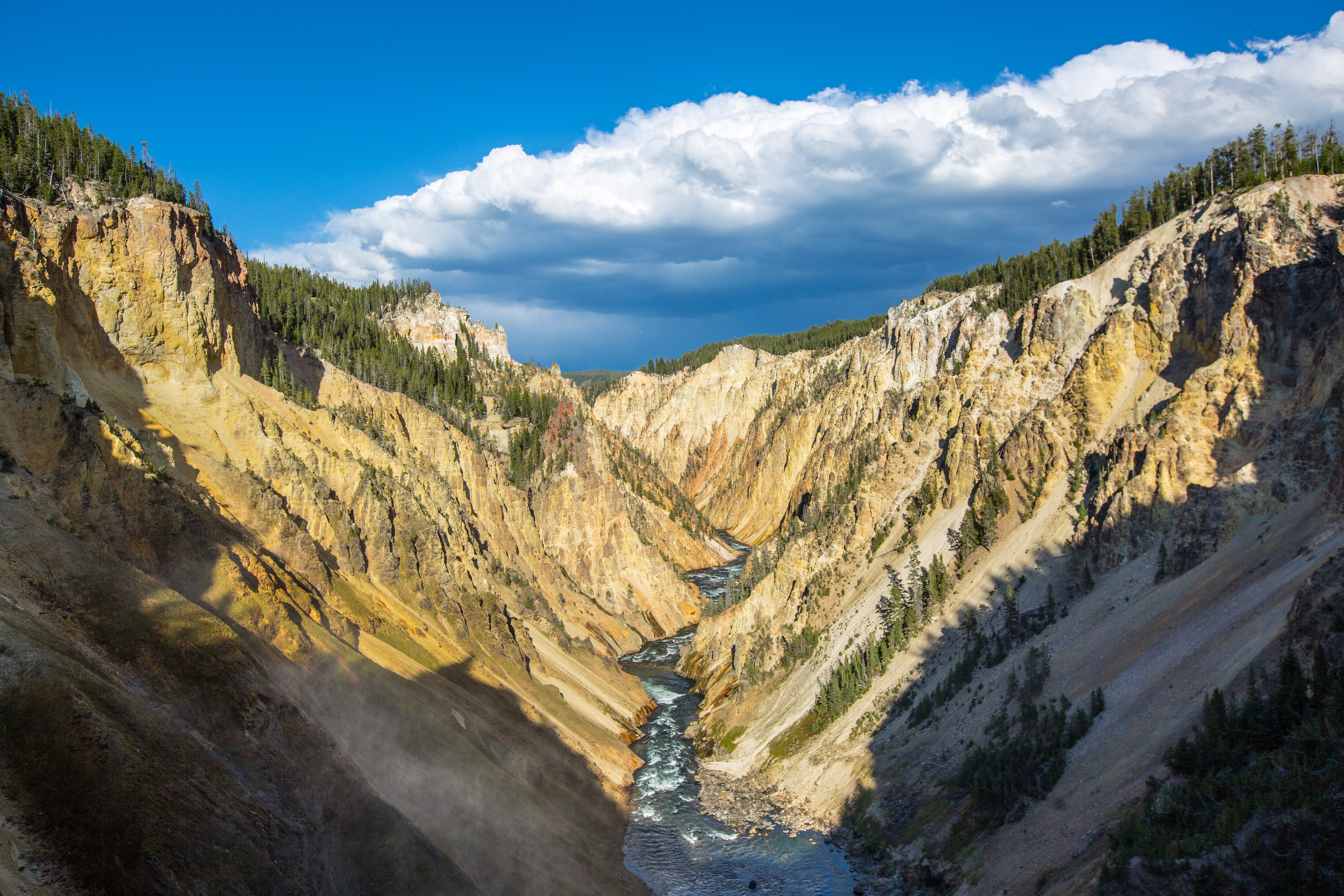
Der Fluss im Grand Canyon of the Yellowstone
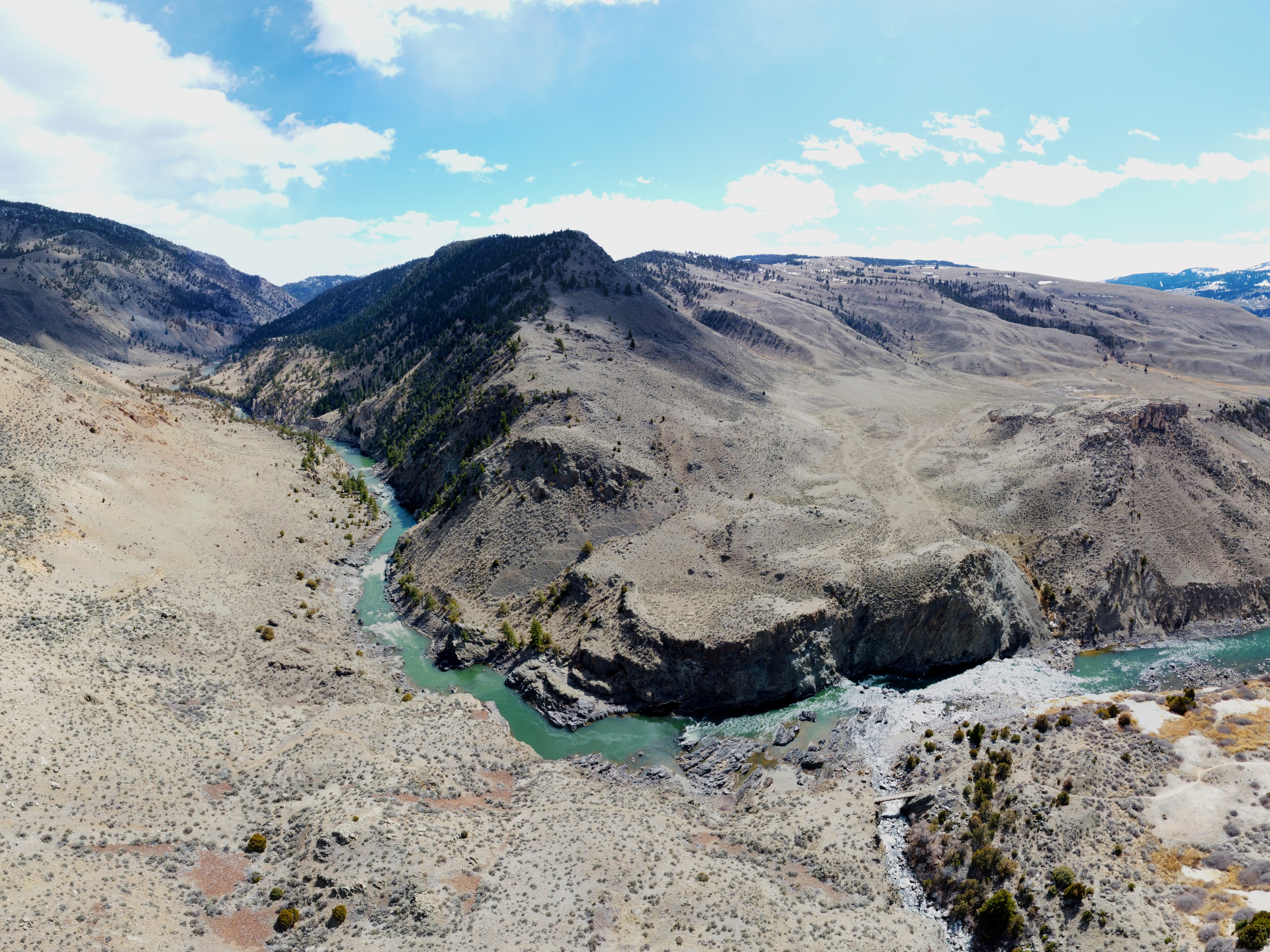
Im Black Canyon of the Yellowstone

#### Mittellauf
Als Mittellauf des Yellowstone River (Middle Yellowstone River) wird hier der Flussabschnitt zwischen Livingston und der Einmündung des Bighorn River definiert. Der Fluss verläuft hier mit geringerem Gefälle durch die westlichen Prärien Montanas.
Livingston markiert den Übergang von den Bergländern in die westlichsten Ausläufer der Great Plains. Ab hier weist der Fluss ein breiteres Flussbett auf und fließt teils als verflochtener Fluss, teils mit großen Mäandern in grundsätzlich West-Ost-Richtung durch das südliche Montana. In Livingston trifft zudem die Interstate 90 auf den Fluss und folgt diesem nach Osten bis Billings. Außerdem trifft die von Bozeman kommenden Bahnstrecke der Montana Rail Link auf den Yellowstone und folgt ihm auf den verbleibenden 798 Flusskilometern bis zur Mündung in North Dakota. Der Yellowstone River fließt nun nördlich der Beartooth Mountains nach Osten und erhält wenige Kilometer flussabwärts von Livingston mit dem Shields River seinen nach Abflussmenge größten orographisch linken Zufluss. Hinter Springdale erreicht der Fluss das Sweet Grass County und erhält dort mit Duck Creek, Big Timber Creek und Sweet Grass Creek größere Zuflüsse aus den nördlich gelegenen Crazy Mountains. Der Boulder River ist der erste große Zufluss des Yellowstone aus den Beartooth Mountains; er mündet in der Kleinstadt Big Timber in den Yellowstone, der hier nach ab Livingston leicht nordöstlichem Verlauf wieder nach Südosten abbiegt. Der Fluss passiert Greycliff und erreicht das Stillwater County, wo er östlich von Reed Point erstmals von der Interstate 90 sowie Montana Rail Link überquert wird. Vor Columbus erhält der Yellowstone River Zufluss vom Stillwater River, der mit seinen Nebenflüssen große Teile der Beartooth Mountains entwässert. Östlich von Columbus schlägt der Fluss erneut eine nordöstliche Fließrichtung ein, die er grundsätzlich bis zur Mündung beibehält. Südlich von Park City bildet der Yellowstone für einige Kilometer die Grenze zwischen den Countys Sweet Grass und Carbon und erreicht südwestlich von Laurel das Yellowstone County, das er auf 150 km Länge durchfließt. Der Yellowstone River fließt am südlichen Stadtrand von Laurel nach Nordosten und erhält unmittelbar östlich der Stadt mit dem Clarks Fork Yellowstone River seinen bisher mit Abstand längsten und wasserreichsten Zufluss, der mit seinem Nebenfluss Rock Creek die gesamten östlichen Beartooth Mountains sowie Teile der nordöstlichen Absaroka Range entwässert.
Rund 15 km weiter flussabwärts erreicht der Yellowstone River mit Billings die größte Stadt Montanas sowie die mit Abstand größte Stadt am gesamten Flussverlauf. Der Fluss fließt größtenteils südöstlich der Stadt; an den Ufern sind große Teile als öffentliche Parks ausgewiesen. Im Osten von Billings wird der Yellowstone erneut von der I-90 sowie der Bahnstrecke, außerdem vom U.S. Highway 87 überquert. Im Ballungsraum von Billings durchfließt der Fluss zudem die sich östlich anschließende Stadt Lockwood sowie die Stadtteile Southwest Corridor, North Park und Billings Heights. Hinter Billings zweigt die Interstate 90 nach Osten ins Big Horn County ab, während dem Yellowstone nun die Interstate 94 über mehrere hundert Kilometer bis fast nach North Dakota folgt. Bei Huntley erhält der Yellowstone River zudem den aus den Pryor Mountains hinzufließenden Pryor Creek. Der nun bereits an Stellen bis zu 400 m breite Fluss wendet sich für einige Kilometer wieder direkt nach Osten, passiert das Pompeys Pillar National Monument und passiert die gleichnamige Ortschaft Pompeys Pillar. Wieder nach Nordosten fließend, erreicht der Yellowstone nun zunehmend aride Gebiete und erhält einige nur periodisch wasserführende Zuflüsse aus den Great Plains. Östlich von Custer verlässt der Fluss das Yellowstone County und erhält mit dem Bighorn River seinen nach Einzugsgebiet und Abfluss größten Nebenfluss, der mit seinen Zuflüssen und dem Oberlauf Wind River das gesamte Bighorn Basin sowie das Wind River Basin im nördlichen Wyoming entwässert und nach Verlauf durch den Bighorn Canyon und die Crow Reservation von rechts in den Yellowstone mündet.

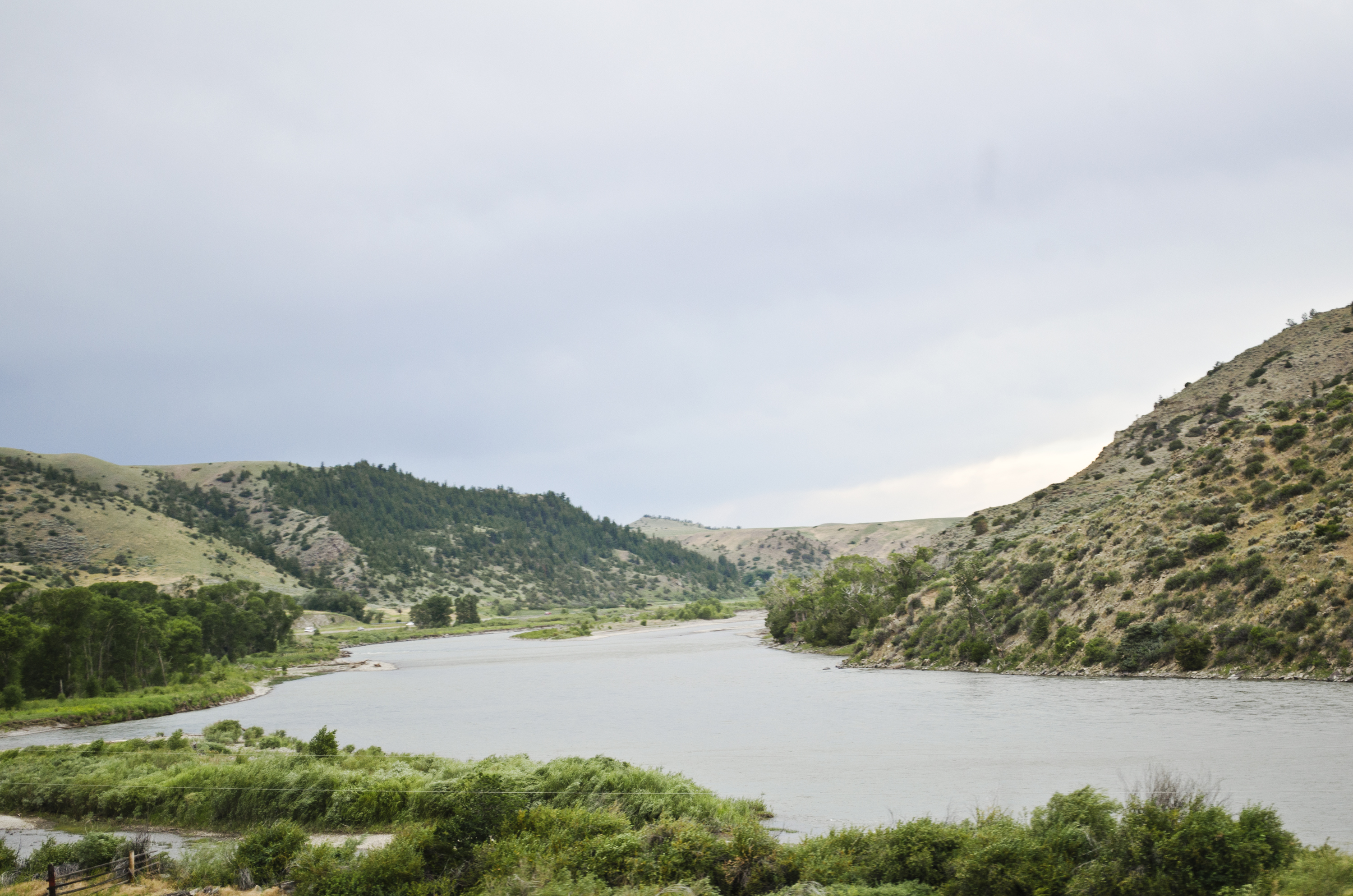
Yellowstone River östlich von Livingston, Montana
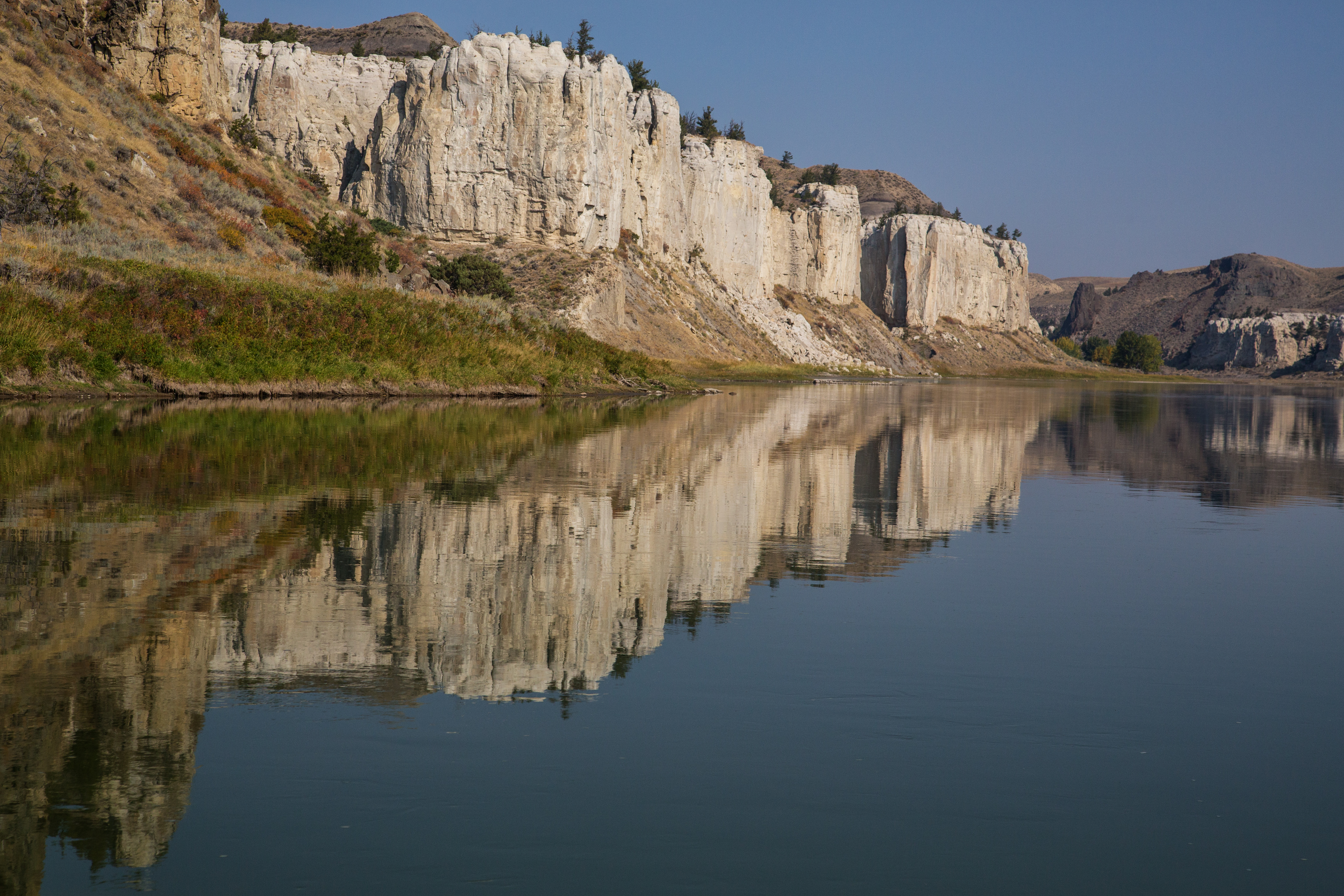
Der Fluss bei Billings, Montana
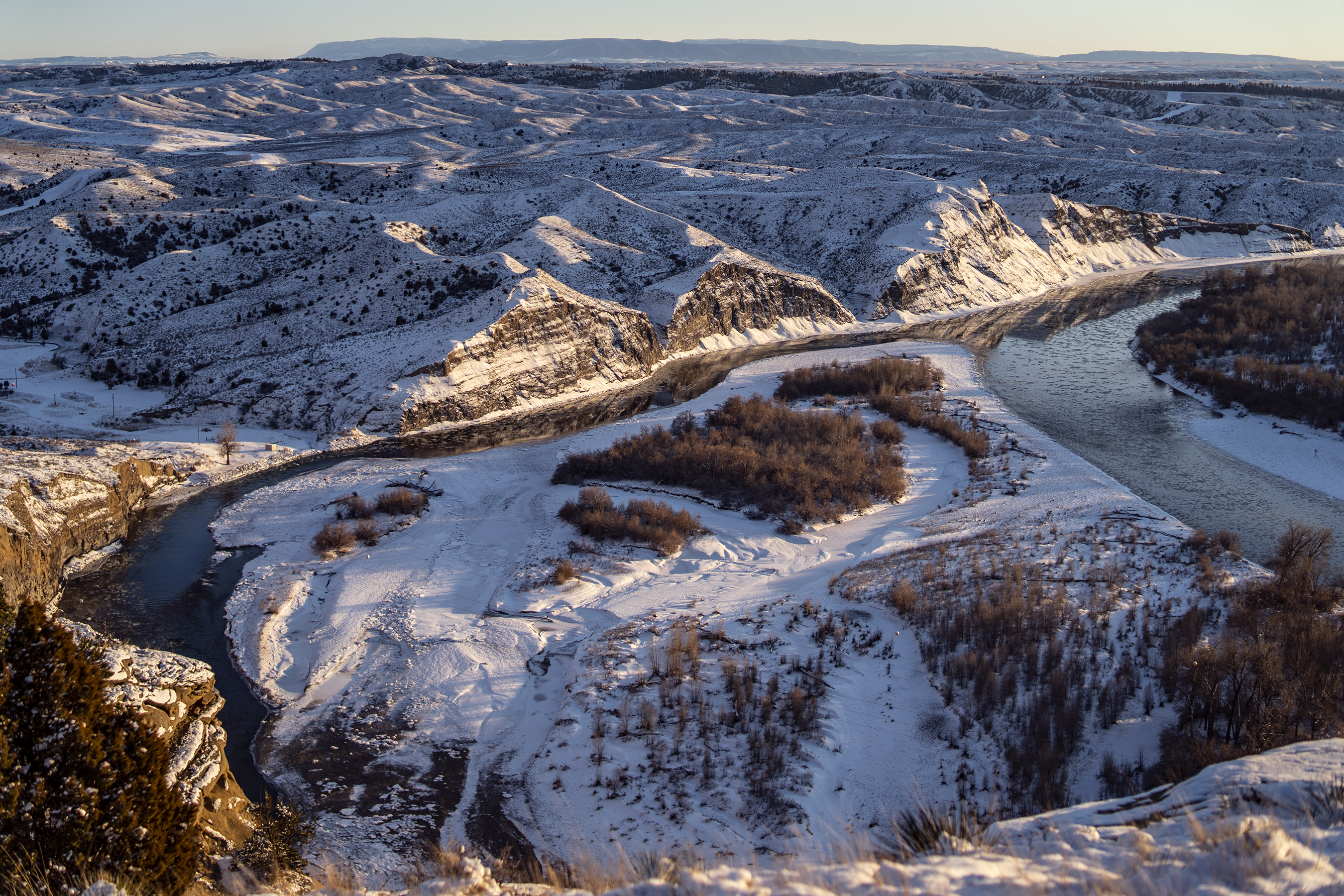
Yellowstone mit Flussarm in Billings
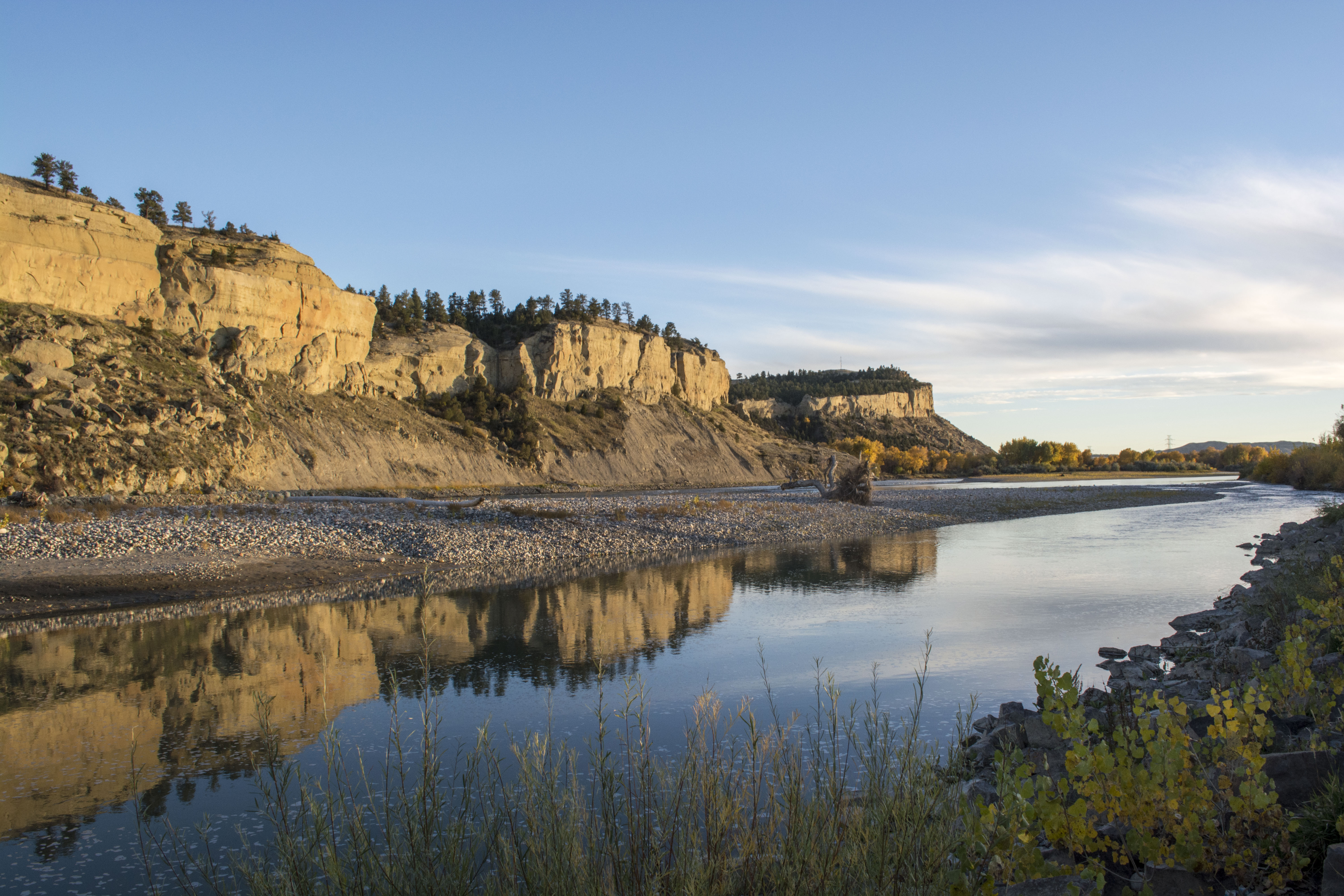
Four Dances Recreation Area in Billings
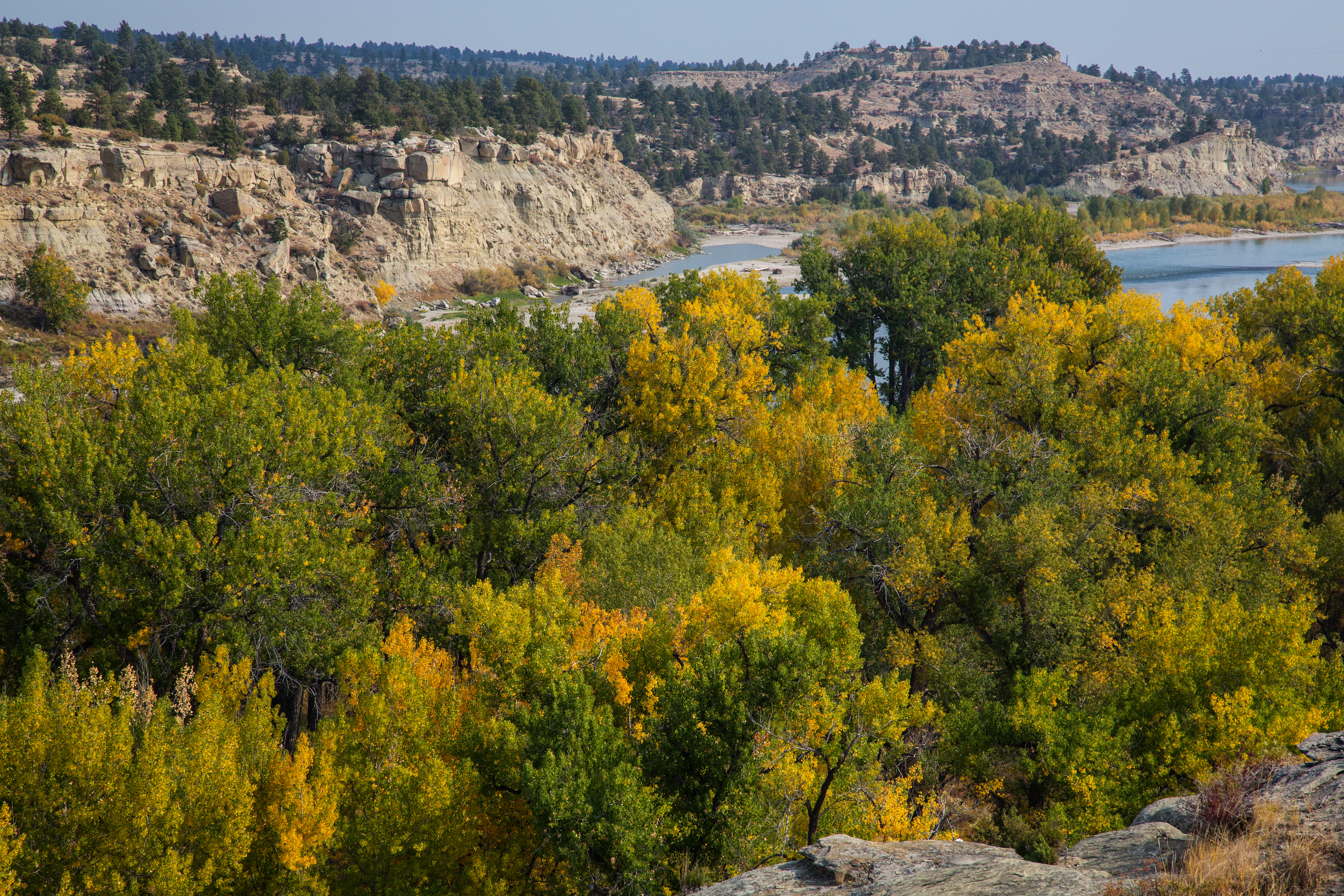
Blick auf den Fluss im Pompeys Pillar National Monument

#### Unterlauf

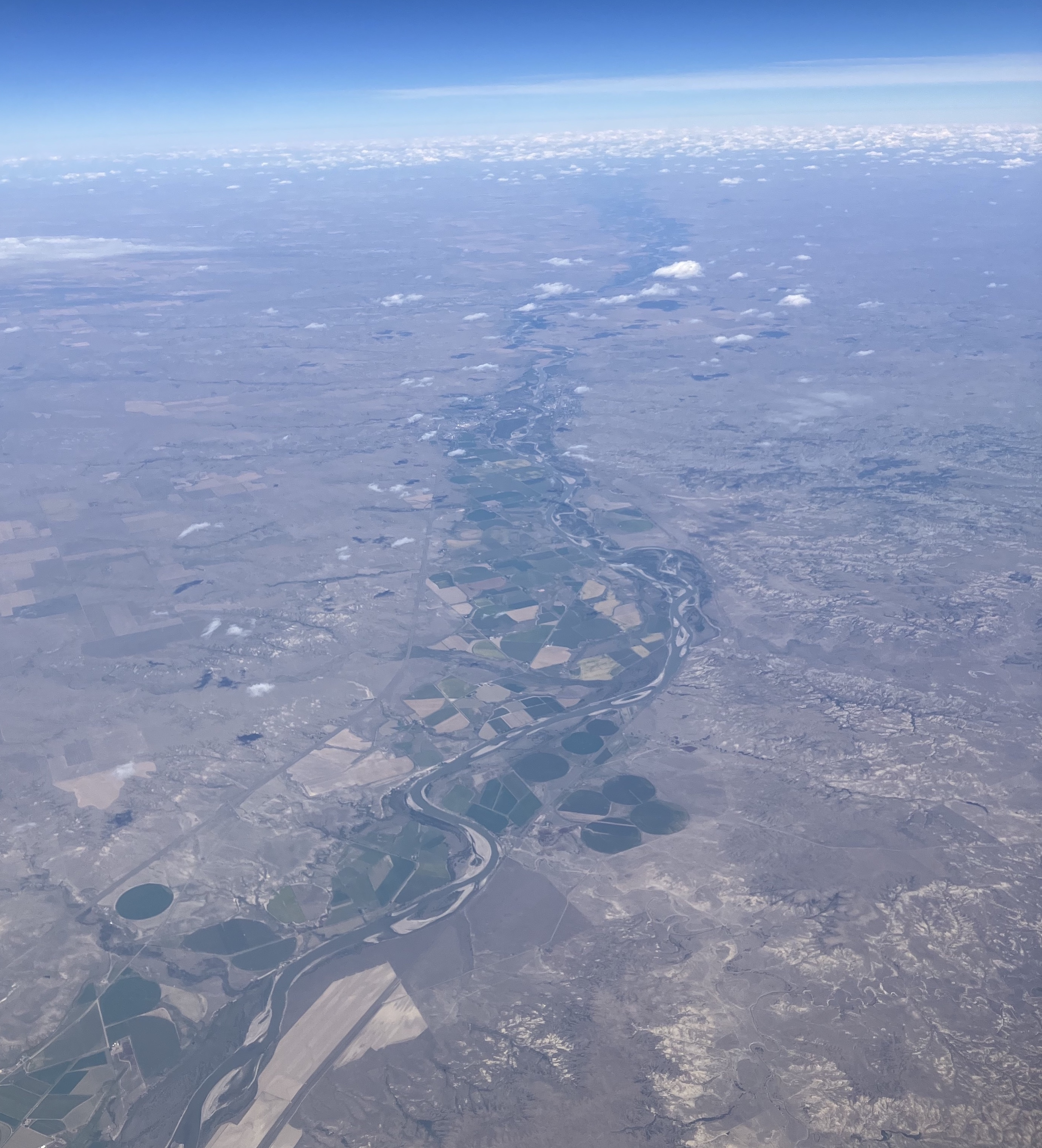
Luftaufnahme des Yellowstone River im Dawson County

Der Unterlauf des Yellowstone River (Lower Yellowstone River) umfasst mehr als die Hälfte der gesamten Fließstrecke und befindet sich vollständig in den Great Plains im Südosten bzw. Osten Montanas und im äußersten Westen North Dakotas.
Nach Einmündung des Bighorn River fließt der Yellowstone River weiter in nordöstliche Richtung durch das Treasure County und bildet teils große Mäander. Nördlich von Hysham schlägt er einen zwischenzeitlich östlichen Verlauf ein, den er auch im östlich anschließenden Rosebud County beibehält. Dort passiert er die Kleinstadt Forsyth und erhält bei Rosebud Zuwachs vom Rosebud Creek. Kurz vor Erreichen des Custer County schlägt der Yellowstone River endgültig einen nordöstlichen Verlauf ein und fließt durch die Great Plains bis Miles City, wo von rechts der aus den nördlichen Bighorn Mountains kommende Tongue River hinzufließt. Im nordöstlich anschließenden Prairie County mündet mit dem Powder River der längste Nebenfluss des Yellowstone ein, der große Teile der als Powder River Basin bezeichneten Prärieregion im südöstlichen Montana und nordöstlichen Wyoming entwässert und seine Quellflüsse in den südlichen Bighorn Mountains hat. Flussabwärts passiert der Fluss bei Terry die Terry Badlands, erhält mit dem O'Fallon Creek seinen letzten längeren Nebenfluss und wird weiter östlich bei Fallon von der Interstate 94 überquert, die im weiteren Verlauf nördlich des Flusses verläuft. Ohne größere Mäander fließt der Fluss durch das Dawson County bis nach Glendive und West Glendive. Hier biegt die Interstate 94 in östliche Richtung nach Bismarck ab, während lediglich der kleine Montana Highway 16 weiterhin dem Yellowstone River folgt. Auch die Bahnstrecke der Montana Rail Link führt nach wie vor am Fluss entlang, der nordöstlich von Glendive für wenige Kilometer auf der Grenze zum Wibaux County verläuft und mit dem Richland County das letzte County Montanas erreicht. Im Richland County passiert der Fluss die Gemeinden Knife River und Crane und erreicht mit Sidney die letzte Stadt am Fluss. Nordöstlich von Sidney erreicht der Yellowstone River schließlich das McKenzie County in North Dakota, streift das Little Missouri National Grassland und verläuft auf seinen letzten 20 Kilometern in nördliche Richtung. Etwa 13 km nordnordwestlich von Cartwright mündet der Yellowstone River nach insgesamt 1098 km auf einer Höhe von 567 m in den hier nach Nordosten fließenden Missouri River, 60 Kilometer flussaufwärts des Lake Sakakawea.

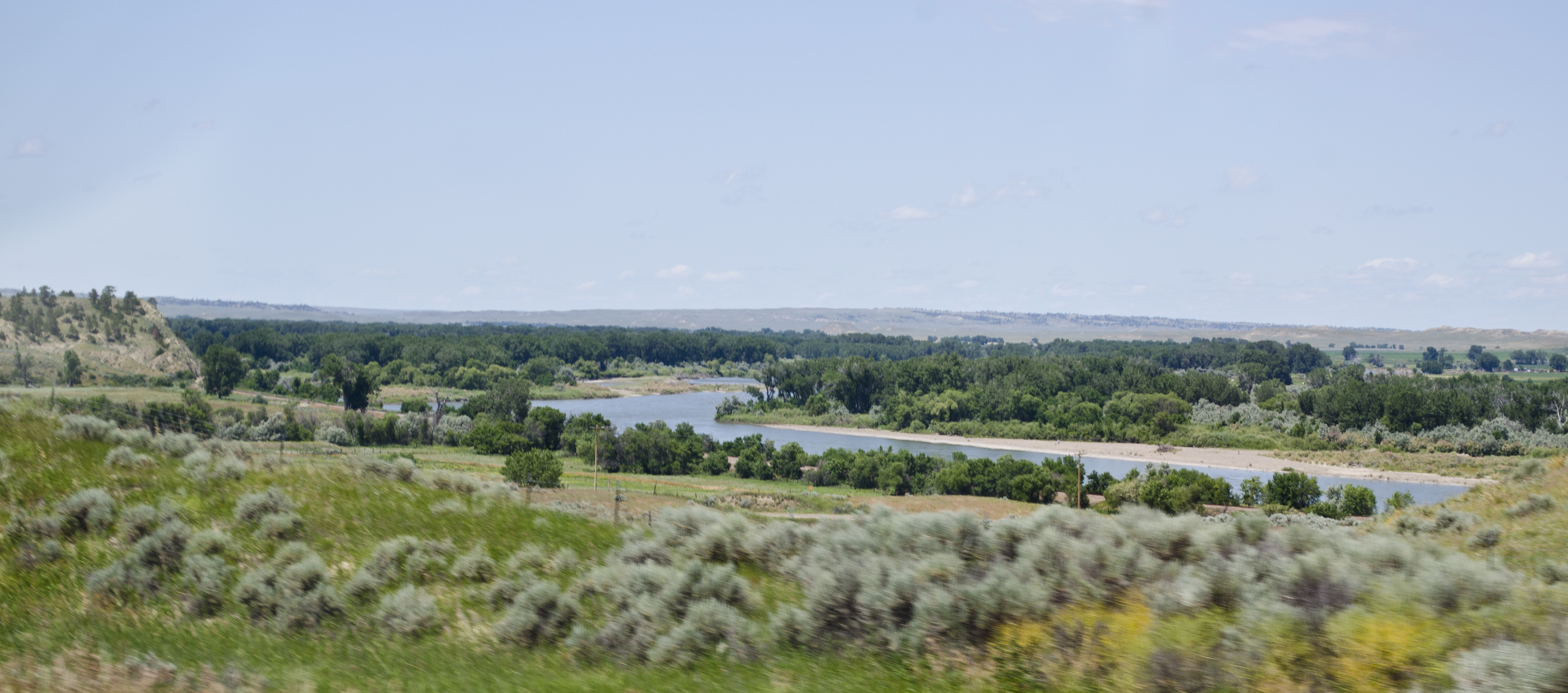
Yellowstone bei Miles City, Montana
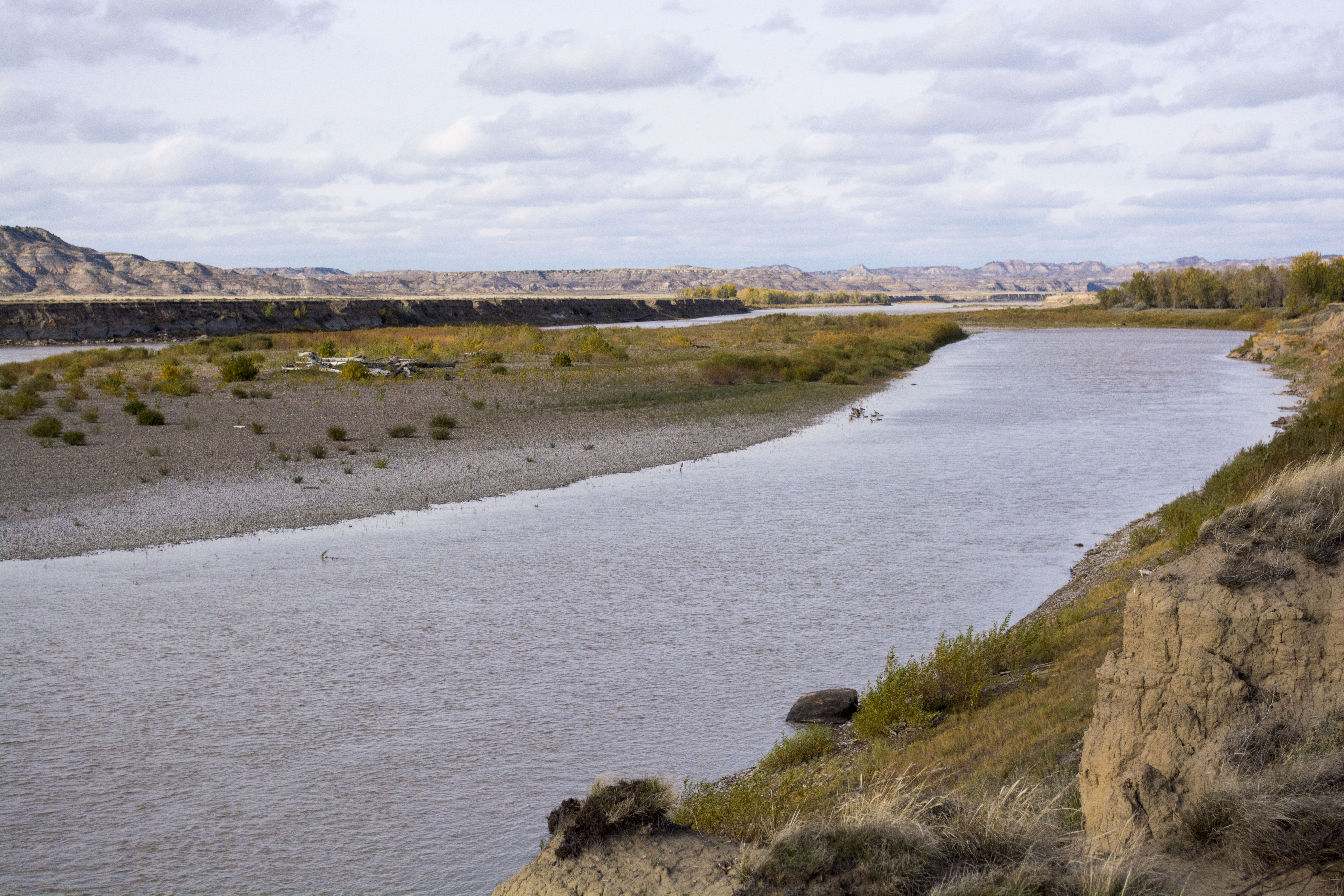
Yellowstone unweit der Mündung des Powder River bei Terry, Montana
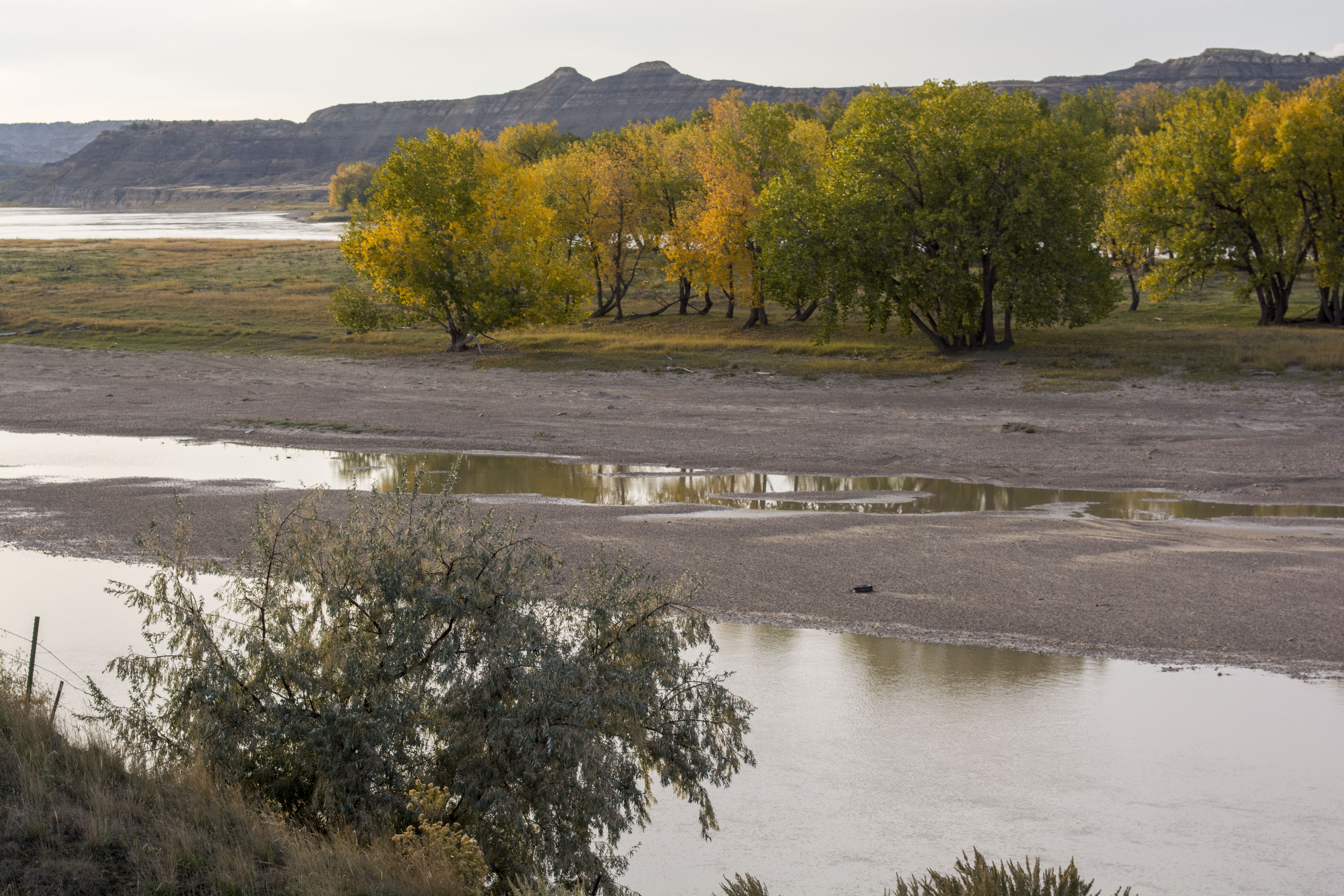
Terry Badlands bei Terry, Montana
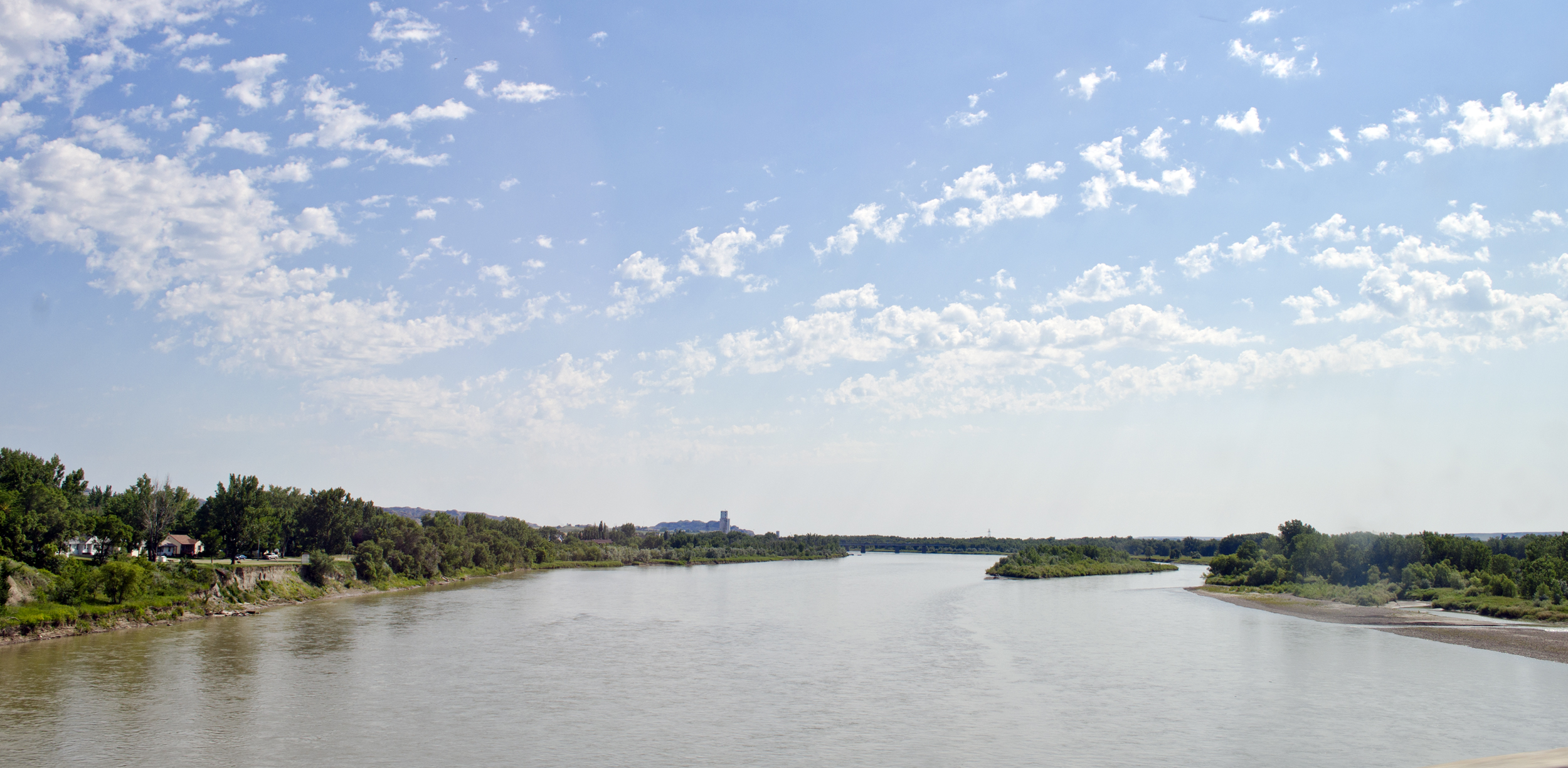
Blick von der Interstate 90 auf den Yellowstone River bei Glendive, Montana
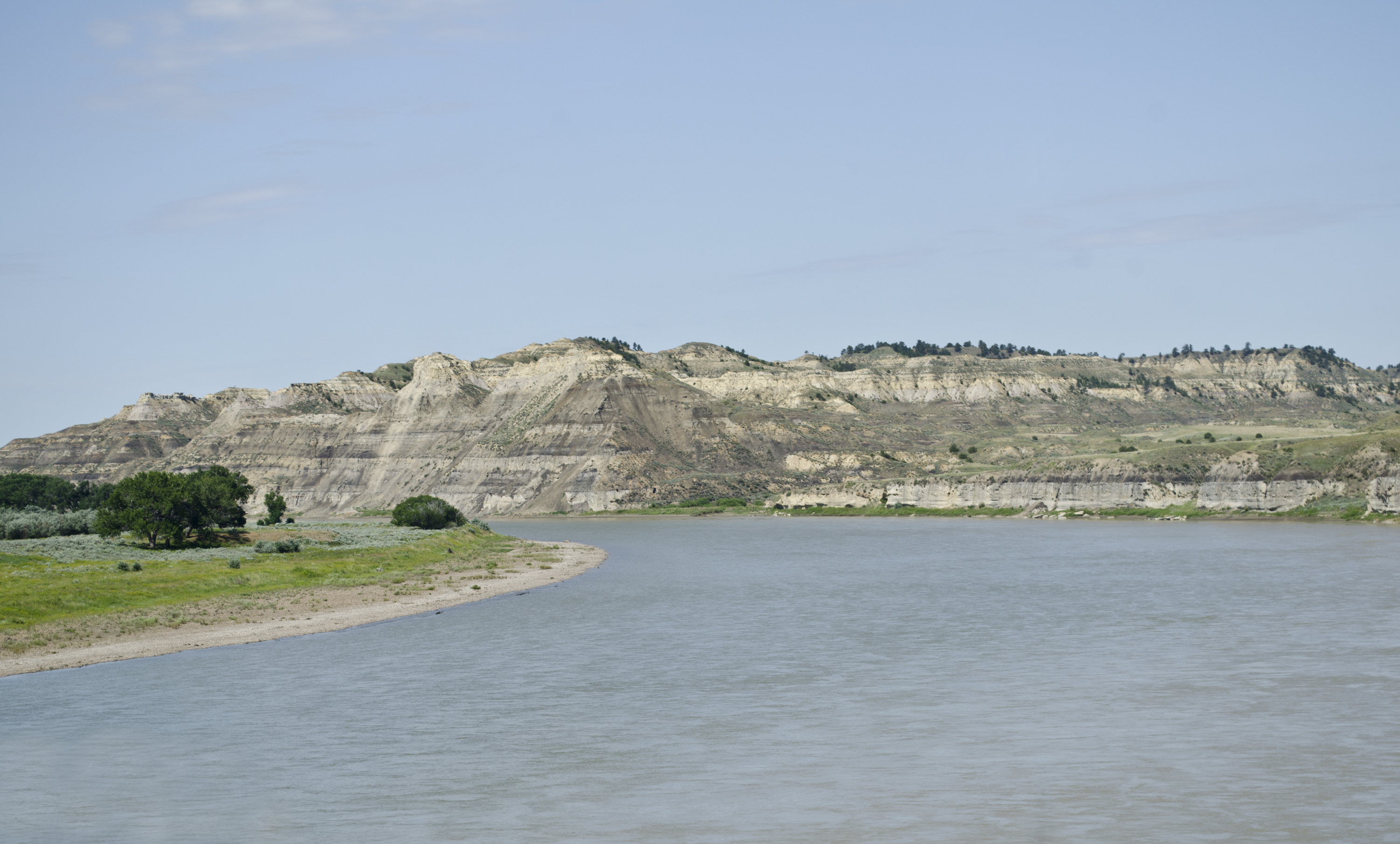
Yellowstone River bei Sidney, Montana

### Quellflüsse
Der Yellowstone entsteht aus zwei kleinen Gebirgsbächen, die westlich des Younts Peak in der Absaroka Range zusammenfließen. Der North Fork Yellowstone River entspringt dabei an der Nordostflanke des Younts Peak auf einer Höhe von rund 3340 m. Von dort fließ er durch das Park County und den Bridger-Teton National Forest zunächst in nördliche, später in südwestliche Richtung und fließt nach rund 10 km auf einer Höhe von 2586 m mit dem South Fork Yellowstone River zum Yellowstone River zusammen. Der South Fork Yellowstone River entspringt hingegen an der Südflanke des Thorofare Mountain in der Absaroka Range auf einer Höhe von rund 3290 m. Von dort fließ er ebenfalls durch das Park County und den Bridger-Teton National Forest zunächst in südwestliche, später in nördliche Richtung und fließt nach rund 13 km auf einer Höhe von 2586 m mit dem North Fork Yellowstone River zum Yellowstone River zusammen. Zusammen mit seinem längeren Quellfluss, dem South Fork Yellowstone River, ist der Yellowstone River 1111 km lang.

### Nebenflüsse
Der Yellowstone River erhält dutzende größere sowie hunderte kleinere Zuflüsse, die vor allem im Mittel- und Unterlauf die größten Längen aufweisen. Die längsten Nebenflüsse des Yellowstone River sind der Powder River (rechts, 815 km), der Bighorn River (rechts, 766 km), der Tongue River (rechts, 487 km) und der Rosebud Creek (rechts, 322 km). Längster orographisch linker Nebenfluss ist der etwa 177 km lange Big Porcupine Creek. Der Bighorn River ist mit einem mittleren Abfluss von 112,02 m³/s der mit Abstand wasserreichste Nebenfluss sowie jener mit dem größten Einzugsgebiet (59.272 km²). Die nach dem Bighorn River wasserreichsten Zuflüsse Clarks Fork Yellowstone River, Stillwater River und Lamar River entwässern allesamt große Teile der Beartooth- und Absaroka Mountains und fließen am Oberlauf bzw. am oberen Mittellauf in den Yellowstone, während die teils deutlich längeren Nebenflüsse am Mittel- und Unterlauf aufgrund der Lage in dem semiariden Great Plains geringere mittlere Abflussmengen (MQ) aufweisen, die – mit Ausnahme der großen Zuflüsse Tongue River und Powder River – fast durchweg unter 1 m³/s liegen. Da der Missouri River mit seinen rechten Nebenflüssen Musselshell River, Big Dry Creek und Redwater River im Norden parallel zum Yellowstone River verläuft, erstreckt sich das asymmetrische Einzugsgebiet des Yellowstone größtenteils nach Süden – somit fließen alle längeren Zuflüsse von orographisch rechts in den Yellowstone. Lediglich im Mittellauf erreichen die nur periodisch wasserführenden linken Nebenflüsse Big Porcupine Creek, Little Porcupine Creek und Sunday Creek Längen von deutlich über 100 km. Wie auch der Yellowstone selbst sind die größten Zuflüsse allesamt diarheische Flüsse, die in den humiden und regenreichen Rocky Mountains entspringen und als Fremdlingsflüsse durch die ariden oder semiariden Great Plains oder Hochgebirgsbecken fließen.
Liste der Nebenflüsse

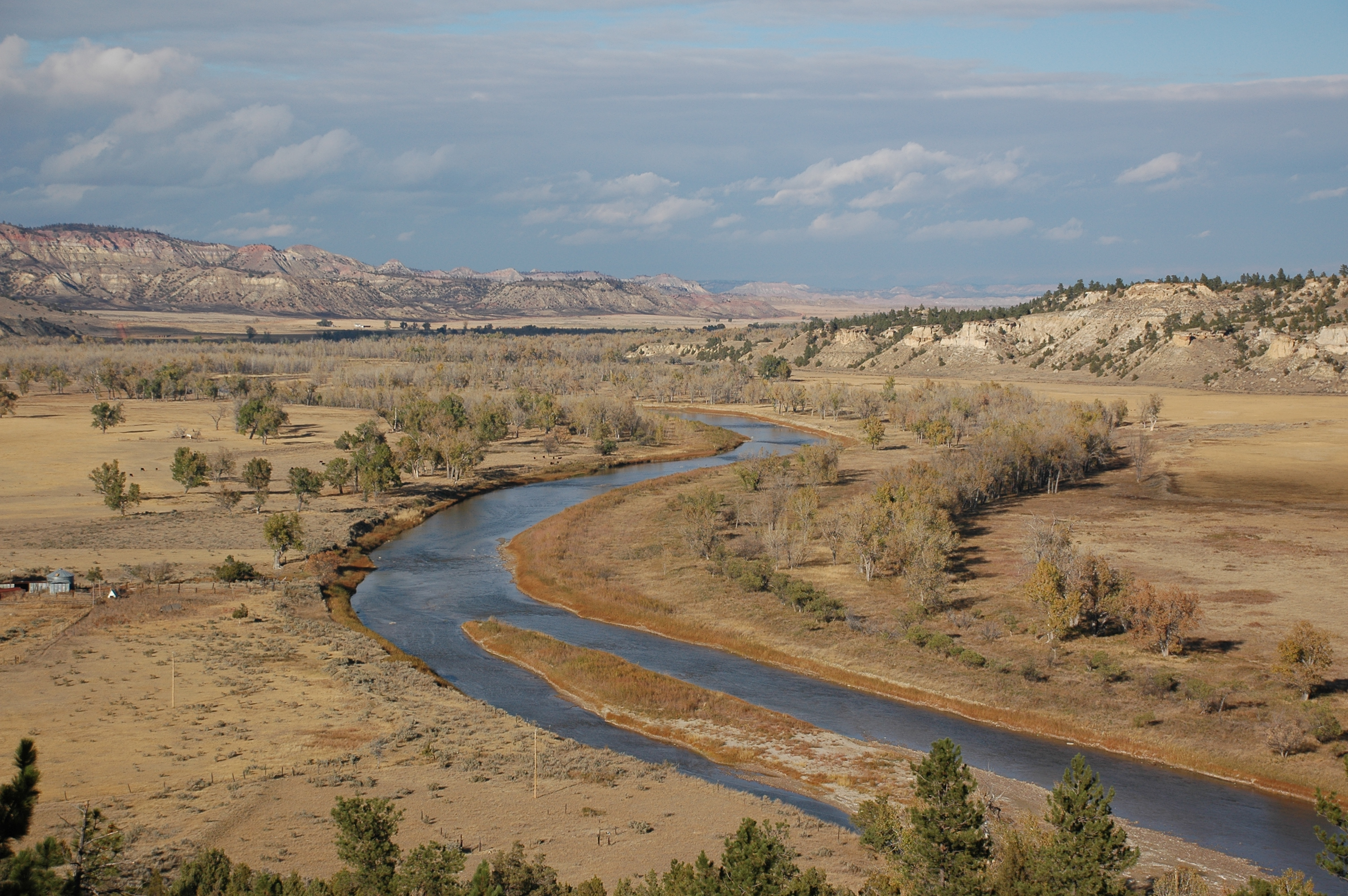
Der Powder River ist der längste Zufluss des Yellowstone River.

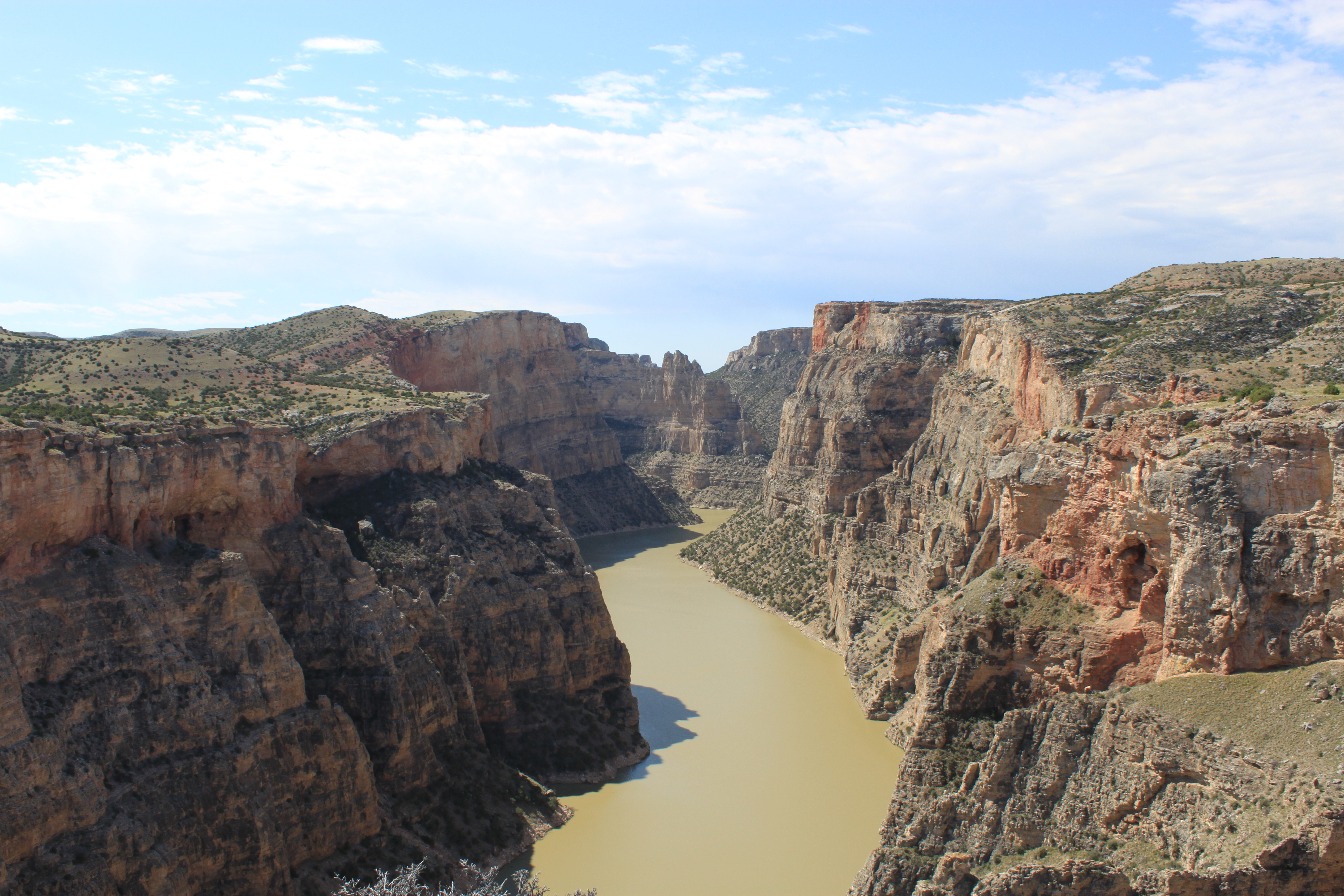
Der Bighorn River ist der wasserreichste Zufluss des Yellowstone River.

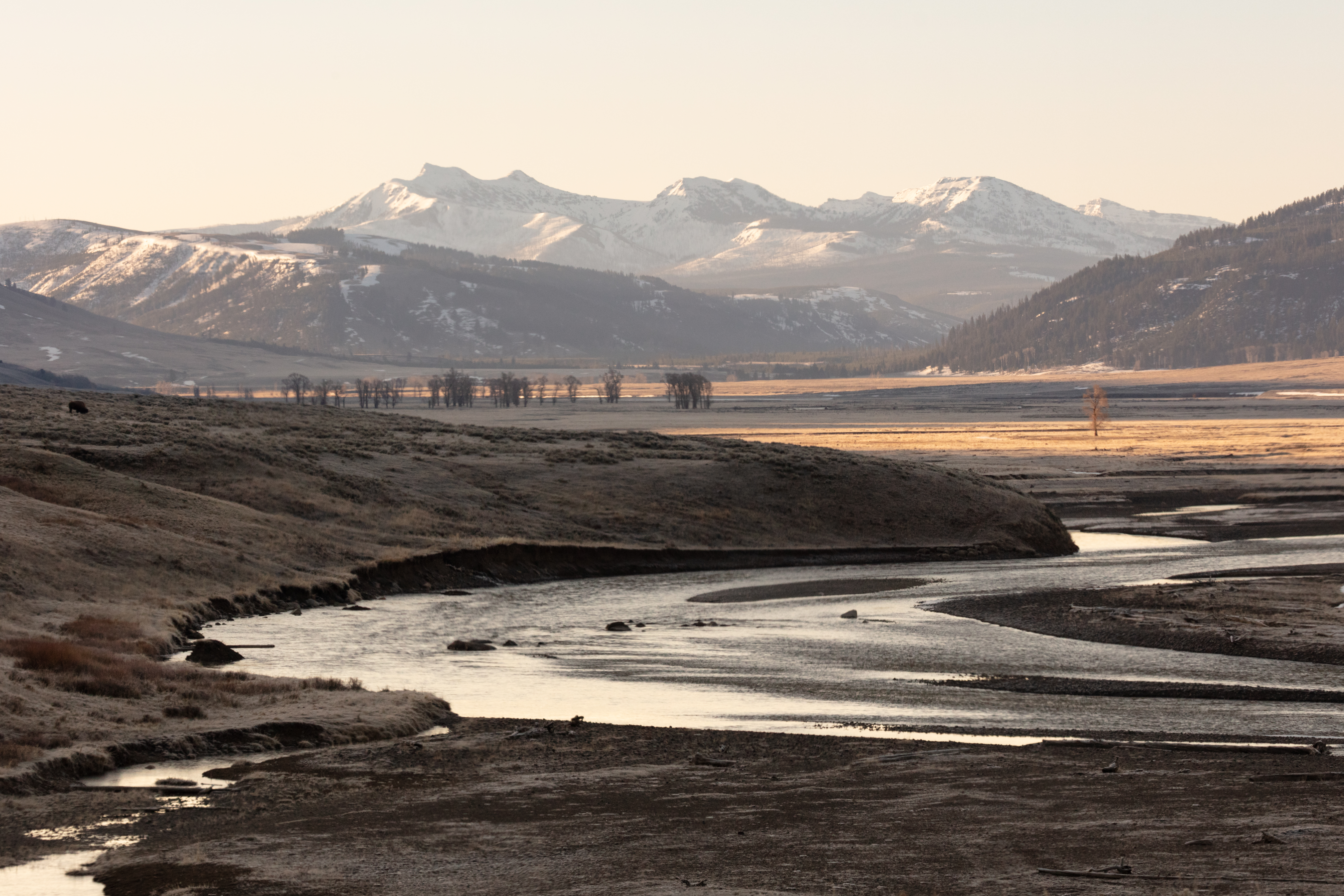
Der Lamar River ist der wichtigste Zufluss des Yellowstone im Yellowstone-Nationalpark.

Im Folgenden sind die wichtigsten Nebenflüsse des Yellowstone River aufgelistet.

## Hydrologie

### Einzugsgebiet und Flusssystem

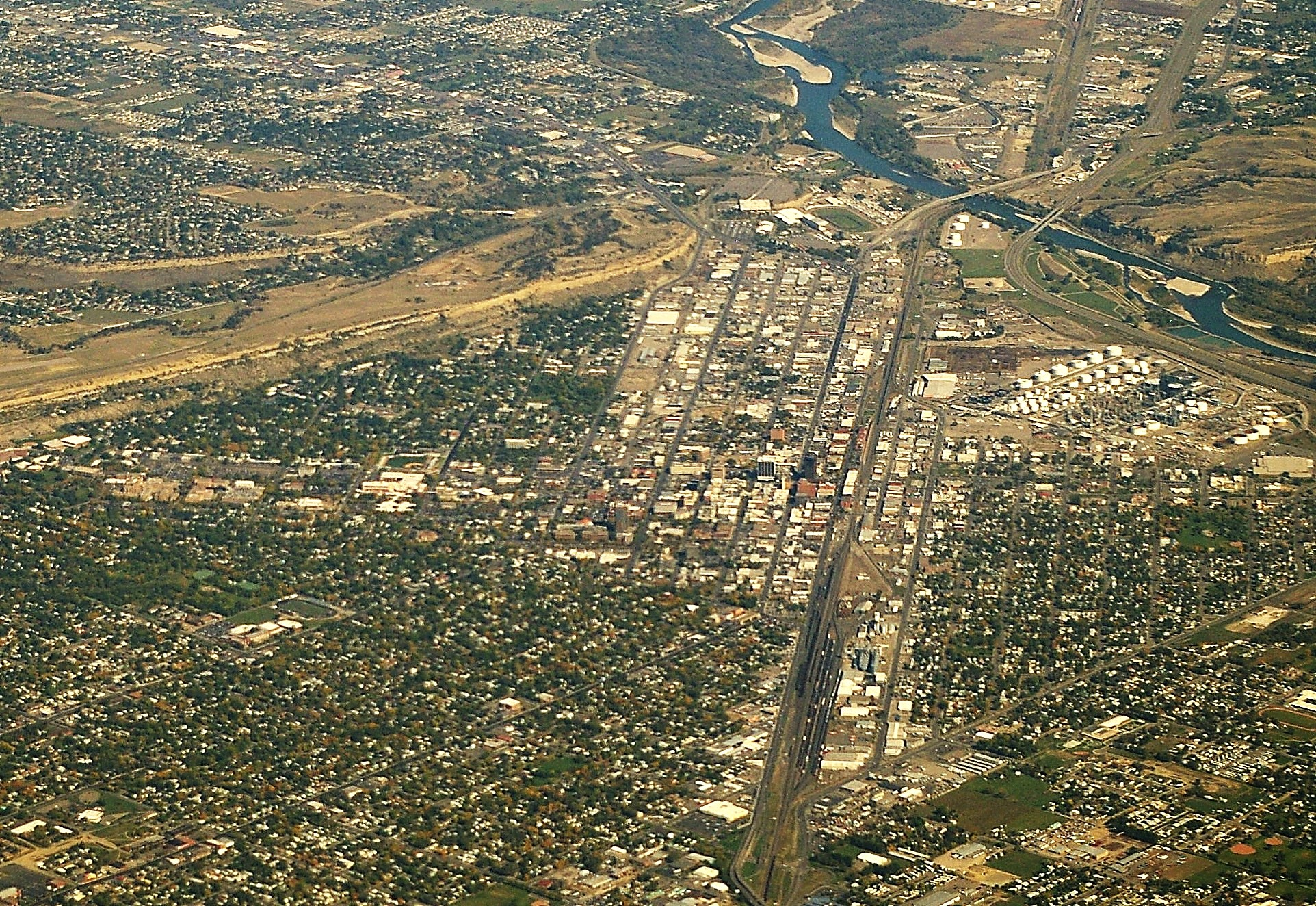
Billings ist die mit Abstand größte Stadt am Yellowstone River.

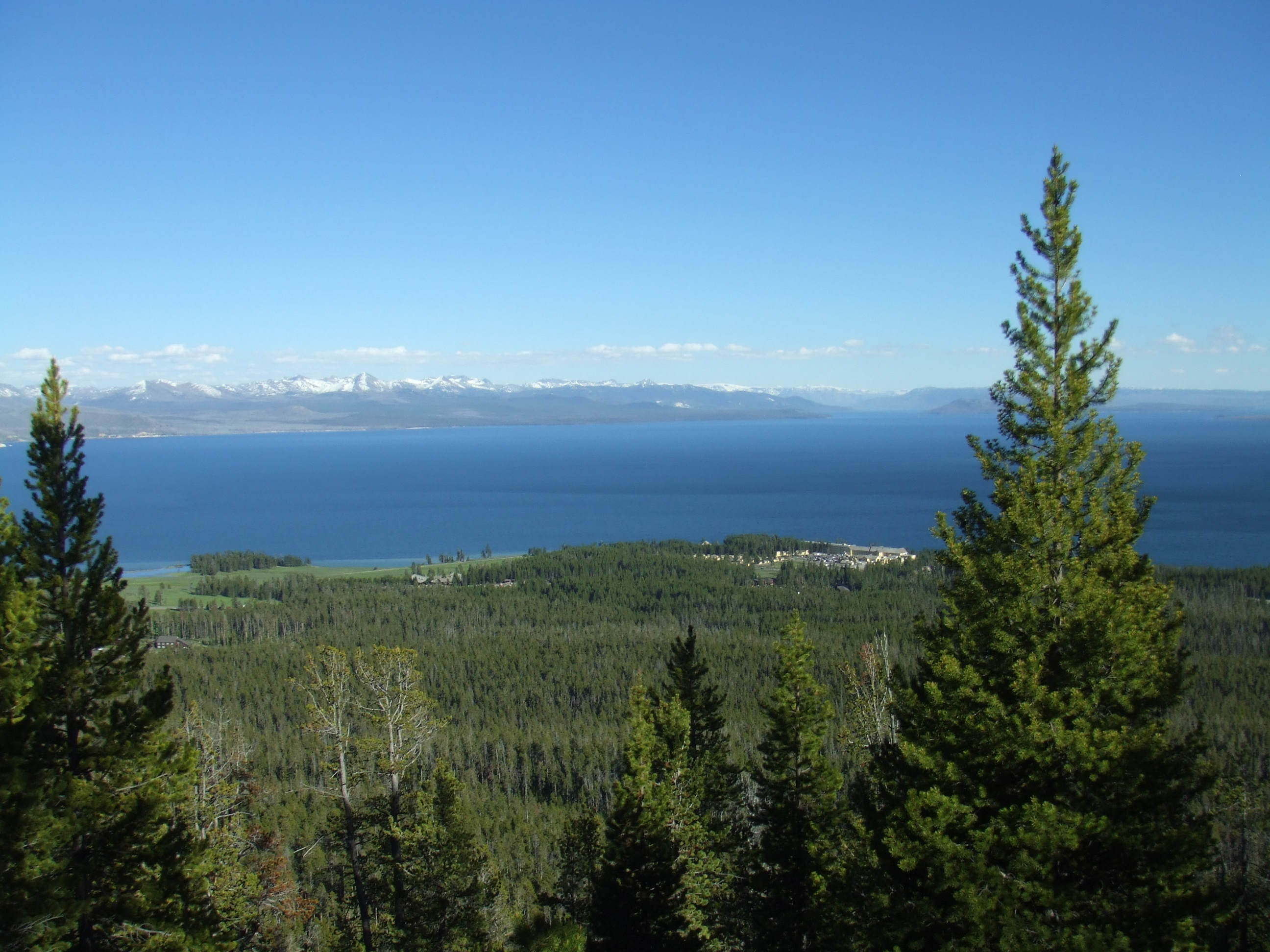
Blick über den nördlichen Yellowstone Lake auf die Absaroka Mountains. Der Yellowstone River durchfließt den See von rechts (Süden) nach links (Norden).

Das Einzugsgebiet des Yellowstone River (Yellowstone River Basin) umfasst ein Areal von etwa 181.000 km² und ist damit nach dem des Platte River das zweitgrößte aller Zuflüsse des Missouri. Obwohl der Fluss auf über 880 km Länge durch Montana fließt, liegt mit 51 % nur etwa die Hälfte des Einzugsgebiets in diesem Bundesstaat (92.000 km²). 48 % (86.700 km²) des Einzugsgebietes liegen hingegen in Wyoming, lediglich 1 % (1.930 km²) befindet sich in North Dakota. Trotz der Größe leben nur rund 400.000 Menschen im Einzugsgebiet des Yellowstone.
Das Einzugsgebiet des Yellowstone ist sehr dünn besiedelt. Mit Abstand größte Stadt im gesamten Entwässerungsgebiet sowie einzige Stadt mit mehr als 10.000 Einwohnern am Yellowstone River selbst ist Billings (117.116 Einwohner, Metropolregion: 184.167 Einwohner), weitere größere Städte sind Sheridan (18.737 Einwohner), Riverton (10.682 Einwohner) und Cody (10.028 Einwohner), gelegen in den drei größeren Gebirgsbecken im Norden Wyomings (Powder River Basin, Wind River Basin bzw. Bighorn Basin). Die Stadt Gillette im Campbell County liegt zwar am zum angrenzenden Einzugsgebiet des Belle Fourche River gehörenden Donkey Creek, erstreckt sich aber nach Norden bis in das Einzugsgebiet des Little Powder River, der über den Powder River in den Yellowstone entwässert. Bereits zu Beginn des 20. Jahrhunderts stieg die Bevölkerung in der Region nur noch geringfügig an, bevor sie Ende des Jahrhunderts einen leichten Rückgang verzeichnete.

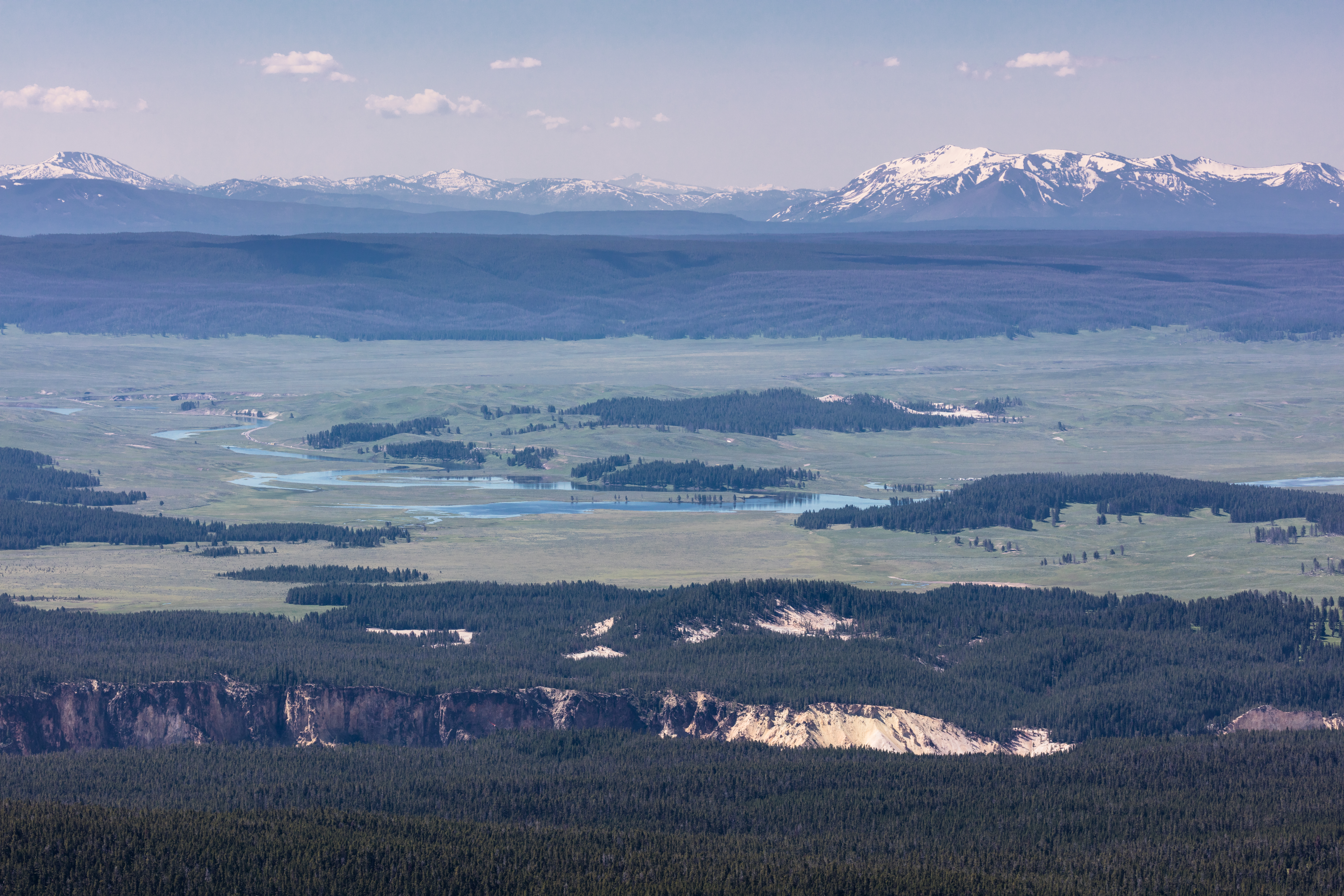
Blick vom Dunraven Pass auf das Yellowstone Plateau. Der Yellowstone River verläuft mäandrierend durch das Hayden Valley, bevor er den Grand Canyon of the Yellowstone (im Vordergrund) durchfließt. Im Hintergrund die Red Mountains.

Das Yellowstone River Basin zeichnet sich durch große, primär Südwest-Nordost gerichtete Höhenunterschiede aus. 2,3 % des Entwässerungsgebiets liegen dabei über 3100 m, rund 82 % liegen unter 2100 m. Das Einzugsgebiet steigt von 567 m an der Mündung des Yellowstone bis auf 4209 m am Gipfel des Gannett Peak in der Wind River Range an, deren Nordostflanke vollständig in den Wind River entwässert. Neben dem Apex des Staates Wyoming erreichen in der Wind River Range rund 20 weitere Berge eine Höhe von 4000 Metern. Der Hauptkamm der Wind River Range markiert im Verlauf der kontinentalen Wasserscheide die Grenze zum westlich angrenzenden Einzugsgebiet des Green River, des größten Nebenflusses des Colorado River. Neben der Wind River Range liegen auch Großteile der Absaroka Range (Francs Peak: 4011 m), die gesamten nördlich anschließenden Beartooth Mountains (Granite Peak: 3903 m) sowie die den Rocky Mountains östlich vorgelagerten Bighorn Mountains (Cloud Peak: 4014 m) im Einzugsgebiet des Yellowstone. Die Gallatin Range (Electric Peak: 3352 m), die Bridger Range (Sacagawea Peak: 2947 m) sowie die isolierten Crazy Mountains (Crazy Peak: 3417 m) markieren in Montana die Grenze des Entwässerungsgebietes, während mit den Bridger Mountains, den Owl Creek Mountains sowie den Pryor Mountains einige kleinere Gebirgsketten vollständig innerhalb des Yellowstone River Basin liegen. Während die Wind River Range das Yellowstone-Einzugsgebiet vom Green River und dessen Zuflüssen New Fork River und Big Sandy River trennt, bildet die Continental Divide weiter nördlich die Abgrenzung zu den Snake-River-Zuflüssen Gros Ventre River und Buffalo Fork sowie weiter nördlich zum Snake River selbst, der nur wenige Kilometer von der Quelle des Yellowstone River entfernt im Hinterland der Absaroka Mountains entspringt. Weiter im Nordwesten grenzt das Yellowstone-Einzugsgebiet an das des Fall River, bevor die kontinentale Wasserscheide nach Westen abbiegt und das Einzugsgebiet des Yellowstone an die Einzugsgebiete von Zuflüssen des oberen Missouri grenzt. Im Uhrzeigersinn sind dies Madison River (auf dem Yellowstone Plateau), Gallatin River (am Hauptkamm der Gallatin Range sowie der Bridger Range), Sixteenmile Creek (nordöstlich anschließend) sowie – von den Crazy Mountains bis weit nach Osten in die Great Plains Montanas – Musselshell River. In den Great Plains schließen sich nördlich die Einzugsgebiete von Big Dry Creek sowie Redwater River an – letzterer fließt parallel zum Unterlauf des Yellowstone River dem Missouri zu. Im Süden grenzt das Entwässerungsgebiet des Yellowstone an das des North Platte River – im Verlauf durch die östlichen Ausläufer der Wind River Range an das des Sweetwater River sowie weiter östlich an das des Middle Fork Casper Creek. Im Verlauf durch das Powder River Basin grenzen die Einzugsgebiete von Cheyenne River (bzw. dessen Quellflüssen Dry Fork Cheyenne River und Antelope Creek) und Belle Fourche River an das des Yellowstone. Im Osten schließt sich, fast auf gesamter Strecke parallel zu Powder River und Yellowstone River verlaufend, der Little Missouri River an, der trotz seiner Länge von rund 965 km nur ein Gebiet von 24.600 km² entwässert.
Das Einzugsgebiet des Yellowstone umfasst Neben dem Yellowstone-Nationalpark auch Teile der Nationalforste Shoshone, Bridger-Teton, Custer, Gallatin und Bighorn. Außerdem liegen das Thunder Basin National Grassland, das Little Missouri National Grassland sowie die Wilderness Areas Absaroka-Beartooth, Teton, Washakie, North Absaroka, Fitzpatrick, Popo Agie und Cloud Peak teilweise oder vollständig innerhalb des Einzugsgebiets.
Der längste Fließweg verläuft vom Bear Cub Pass in den Absaroka Mountains über Brooks Lake Creek, Wind River, Bighorn River und Yellowstone River und ist etwa 1240 km lang. Der hydrologische Hauptast folgt nahezu dem gesamten Verlauf des Yellowstone River, lediglich der Thorofare Creek am äußersten Oberlauf des Yellowstone weist am Zusammenfluss bei einem größeren Einzugsgebiet einen geringfügig größeren Abfluss auf.

### Wasserführung

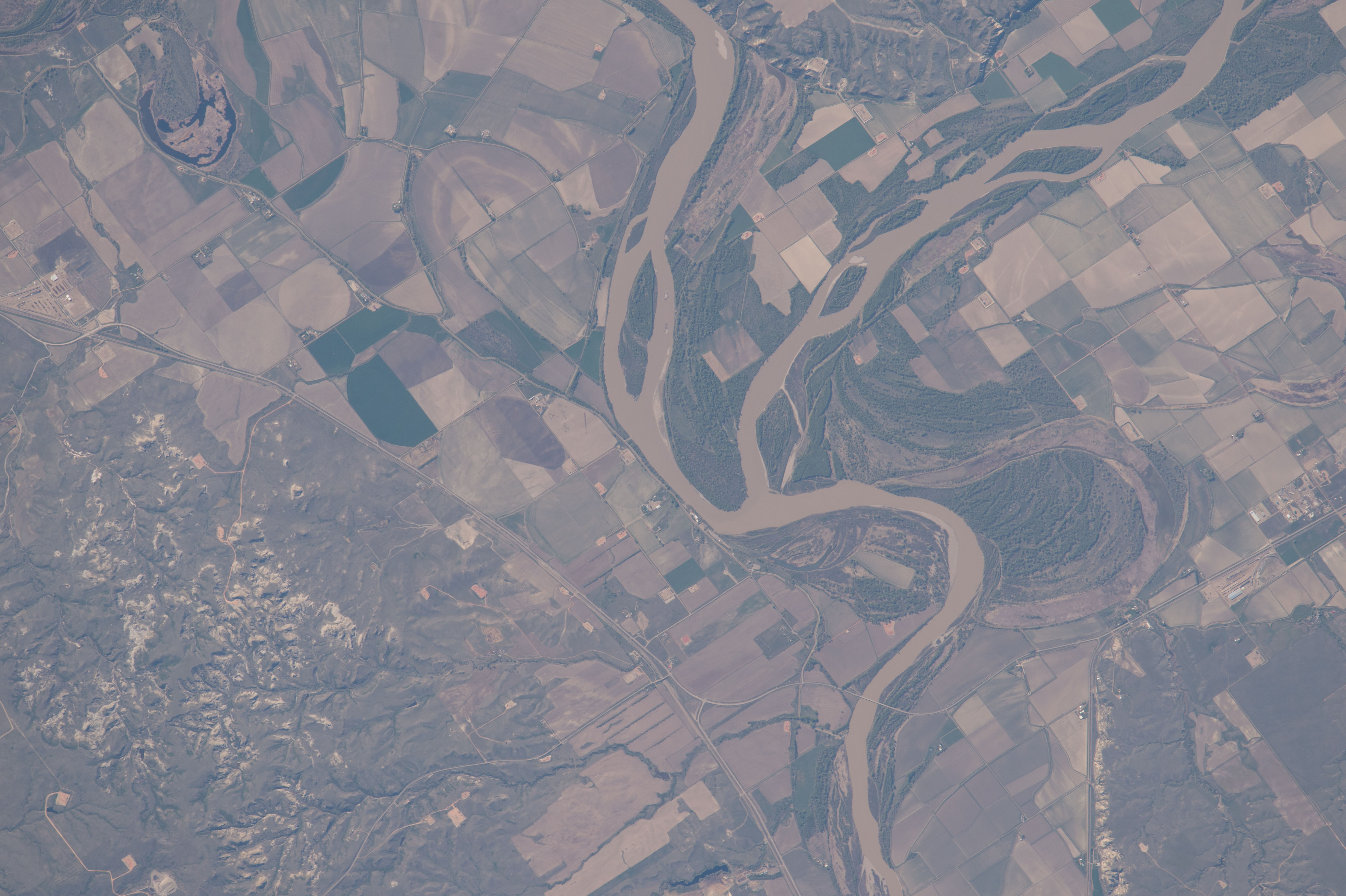
Mündung des Yellowstone River (rechts) in den Missouri River. Das Satellitenfoto ist nach Südosten ausgerichtet.

Mit einem mittleren Abfluss (MQ) von 351,86 m³/s am niedrigsten Pegel ist der Yellowstone der mit Abstand wasserreichste Zufluss des Missouri. Bereits seit Ende des 19. Jahrhunderts werden an wenigen Pegeln Abflussmessungen durchgeführt, seit Anfang des 20. Jahrhunderts finden flächendeckende Messungen statt. Als Abfluss des Yellowstone Lake weist der Yellowstone River bereits am Pegel Fishing Bridge nach nur 101 Kilometern Fließstrecke einen höheren Abfluss als alle seiner Nebenflüsse auf – den Bighorn River ausgenommen. Hier fließen bereits 37,74 m³/s ab. Im Oberlauf weist der Yellowstone River ein durch die Schneeschmelze hervorgerufenes, nivales Abflussregime auf, die größten Wassermengen finden sich in den Monaten Juni, Juli und August. Am ersten Pegel in Montana bei Corwin Springs beträgt der Abfluss bereits 88,26 m³/s, bis Livingston steigt er auf 106,26 m³/s. Bis Billings erhält der Fluss mit Boulder River, Stillwater River und Clarks Fork Yellowstone River wasserreiche Zuflüsse, der mittlere Abfluss beträgt am dortigen Pegel 198,01 m³/s. Hier fließen die größten Wassermengen von Mai bis Juli ab. Im Verlauf durch die Great Plains nimmt die Abflussmenge des Yellowstone stetig zu und hat nach Einmündung des Bighorn River bereits einen Wert von 302,59 m³/s erreicht. Der Bighorn River besitzt zwar ebenfalls ein nivales Abflussregime, führt aber am Zusammenfluss mit dem Yellowstone nach bereits langem Verlauf durch die semiariden Wind-River- und Bighorn-Becken und der Aufstauung zum Bighorn Lake im Sommer nur im Juni bedeutend höhere Wassermengen als in den Wintermonaten. Insgesamt 86 % des mittleren Abflusses des Yellowstone resultieren aus dem Einzugsgebiet flussaufwärts der Einmündung des Bighorn River. Auf den verbleibenden 400 Kilometern Fließstrecke steigt der Abfluss des Yellowstone River trotz bedeutender Zuflüsse nur noch geringfügig an und erreicht am Pegel in Glendive mit einem MQ von 364,15 m³/s seinen höchsten Wert. Ungeachtet des langen Verlaufs durch die trockenen Great Plains wird der Abfluss auch am Unterlauf von der Schneeschmelze bestimmt und beträgt im Juni mit fast 1200 m³/s das sieben- bis achtfache der Wintermonate. Aufgrund von Ableitung von Wasser zur Bewässerung in den Main Canal am Intake Diversion Dam, sowie hoher Verdunstung und dem Mangel von bedeutenden Zuflüsse steigt der Abfluss des Yellowstone bis zum Pegel in Sidney zwar in den Wintermonaten weiter an, geht aber im Jahresdurchschnitt leicht zurück und beträgt noch 351,86 m³/s. Damit ist er an der Mündung wasserreicher als der mit seinen Quellflüsse deutlich längere Missouri, der hier 283,48 m³/s Wasser führt. Das Einzugsgebiet des Yellowstone umfasst rund 181.000 km², während der Missouri oberhalb der Yellowstone-Mündung 242.000 km² entwässert. Die Wassermenge des Yellowstone trägt etwa 15 % des gesamten Missouri-Einzugsgebiets bei und beträgt nahezu das Doppelte der des nach Einzugsgebiet deutlich größeren Platte River.

### Hochwasser

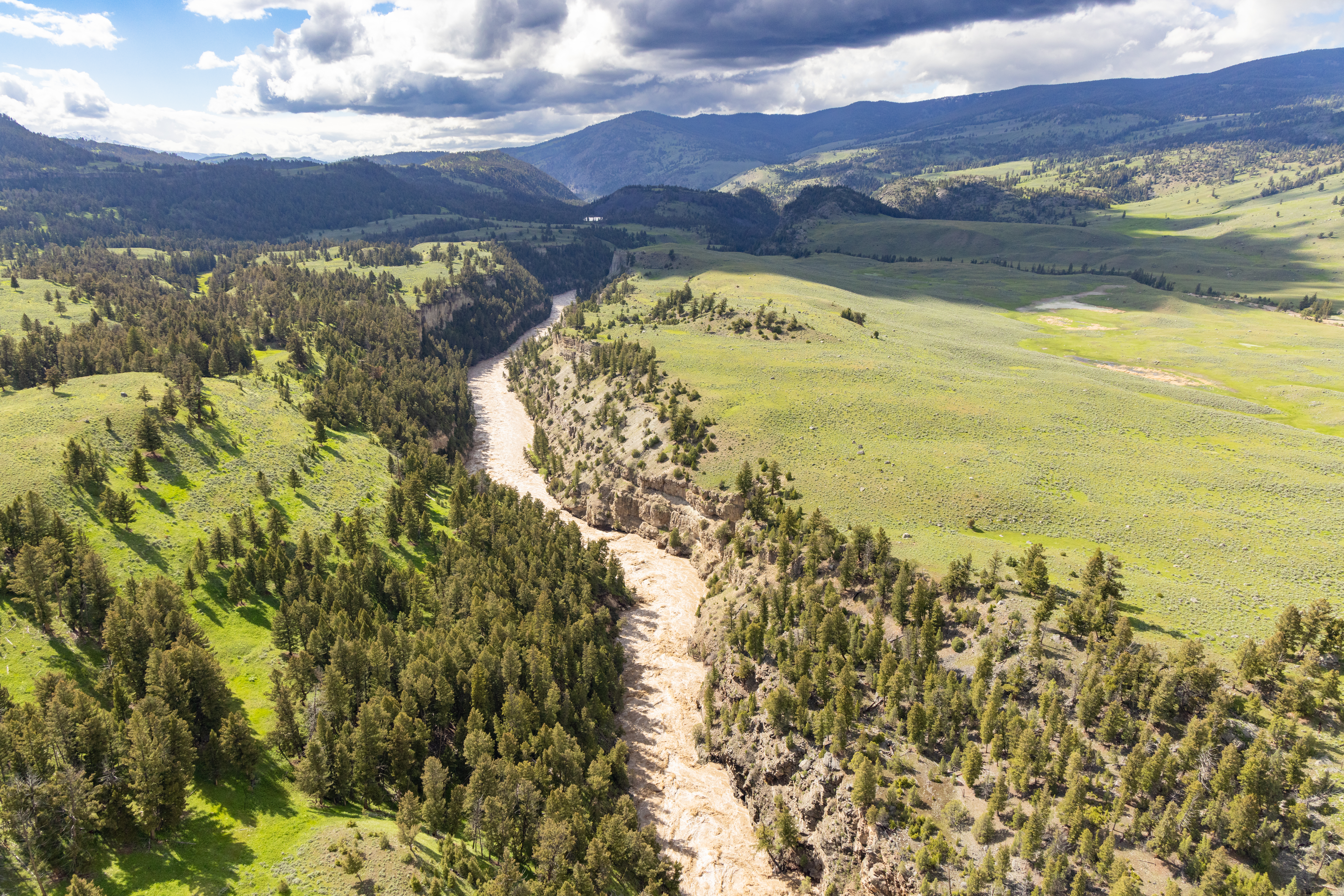
Hochwasser am Yellowstone River im Yellowstone-Nationalpark, Juni 2022.

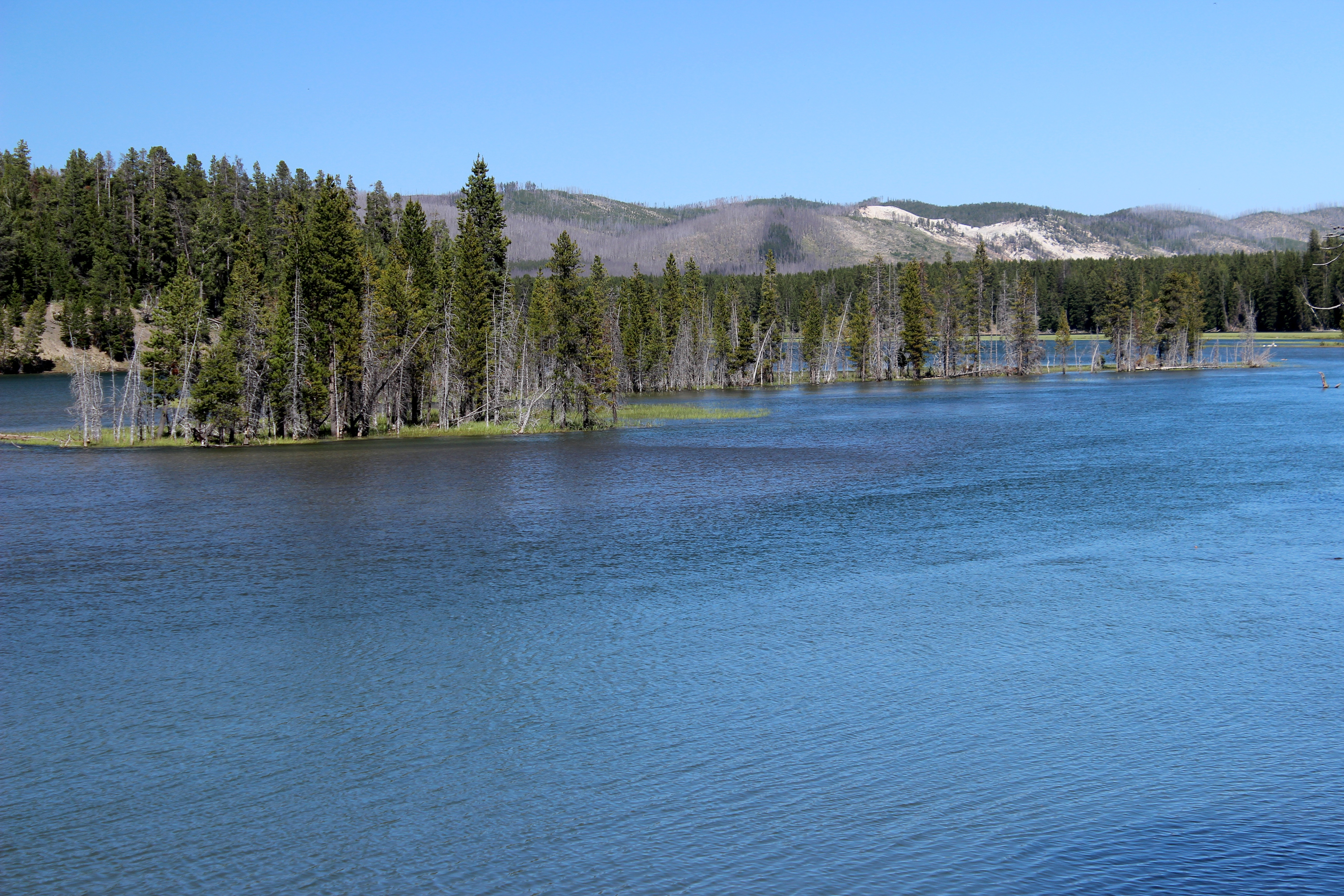
Kleinere Überschwemmungen des Flusses am Oberlauf, 2014.

Hochwasser im Einzugsgebiet resultieren aus der Schneeschmelze, heftigen Regenfällen oder außergewöhnlich starken Unwettern. 1923 gab es sowohl im Juli als auch im September durch heftige Gewitter und Regenfälle verursachte Hochwasserereignisse im Yellowstone River Basin, die auch als Große Flut von 1923 bekannt wurden. Im Zeitraum 1918–1927 gab es eine höhere Anzahl an Hochwassern als in jedem anderen zehnjährigen Zeitraum, dabei handelte es sich mehrfach um mehr als hundertjährige Hochwasserereignisse. Am 21. Juni 1921 wurde mit einem Abfluss von 4020,99 m³/s am Pegel Glendive der höchste jemals gemessene Wert des Yellowstone River erreicht. Zehnjährige Hochwasser fanden am Yellowstone River in den Jahren 1943, 1944, 1952, 1967, 1974, 1978, 1996 und 1997 statt (Stand 2008), wobei es vor allem 1978 zu großflächigen Überschwemmungen kam. Auffällig ist, das Hochwasser entweder am Ober- oder am Unterlauf des Flusses auftreten, nicht aber in beiden Flussabschnitten gleichzeitig. Am Oberlauf des Flusses findet ein Großteil der Hochwasserereignisse im Monat Juni statt, am Unterlauf treten sie für gewöhnlich im März auf. Analog ist das auch bei den Zuflüssen im oberen (Juni/Juli) bzw. unteren Einzugsgebiet (Februar/März) der Fall. 1996 und 1997 handelte es sich am Yellowstone River um fünfzig- bis hundertjährige Hochwasserereignisse. Eines der bisher größten Hochwasser ereignete sich im Juni 2022 am Oberlauf des Flusses (Siehe: Flutkatastrophe 2022).

### Eisstöße
Seit Ende des 19. Jahrhunderts wurden mehr als 100 Eisstöße auf dem Yellowstone River dokumentiert, die zu Schäden an der Infrastruktur, Überschwemmungen sowie mehreren Todesfällen geführt haben. Nur an drei Flussabschnitten fanden dabei mehr als fünf dokumentierte Eisstöße statt, unter anderem in Miles City. Am 20. März 1944 wurde dort ein Eisstoß durch den Abwurf von Fliegerbomben aufgelöst. Bei einem der folgenschwersten Eisstöße wurden 1899 bei Glendive drei Brücken zerstört, 12 Menschen kamen dabei ums Leben. Am Unterlauf des Yellowstone bei Sidney wurden die bisher meisten Eisstöße dokumentiert, die überwiegend in den Monaten Februar und Mai auftreten. An den Nebenflüssen des Yellowstone finden Eisstöße überwiegend an Powder River (42) und Tongue River (29) statt.

## Geologie und Geomorphologie

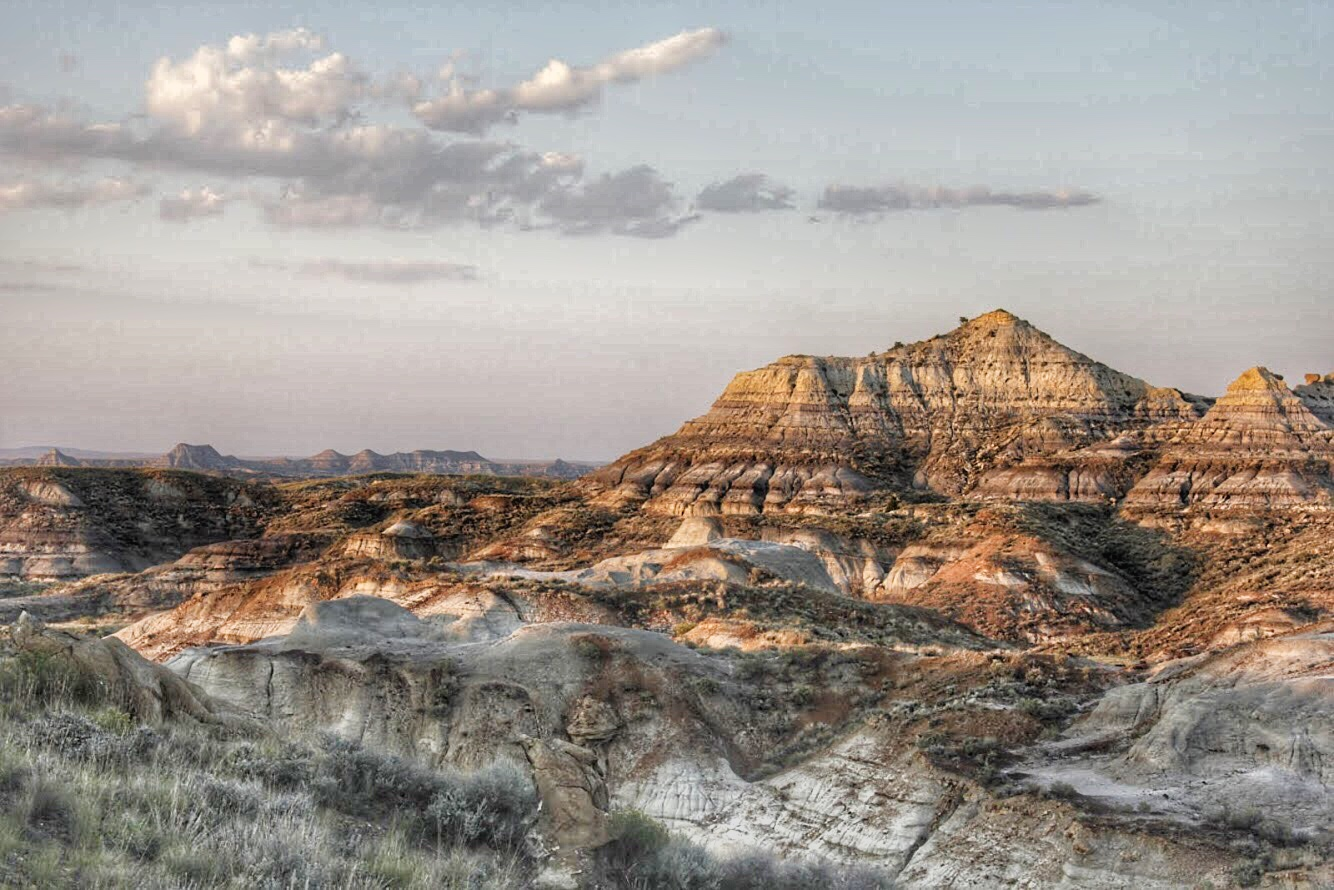
Badlands finden sich großflächig innerhalb der Great Plains Province am Unterlauf des Yellowstone River. Hier abgebildet sind die Terry Badlands bei Terry, Montana.

Das Yellowstone River Basin kann in vier physiographische Provinzen oder Regionen untergliedert werden. Etwa 55 % des Yellowstone-Einzugsgebiets liegen in der Great Plains Province in den Great Plains, die im Allgemeinen ein geringes Relief mit sanften Hügeln und breiten Flusstälern aufweisen. Dabei werden erhebliche Flächen von tiefen Erosionsrinnen und Badlands durchschnitten, die sich in leicht erodierbaren Schiefergesteinen entwickelt haben. Der größte Teil des Einzugsgebiets ist Teil des während der Eiszeiten unvergletscherten Missouri Plateau, das lediglich im äußersten Nordosten des Einzugsgebiets der kontinentalen Vergletscherung ausgesetzt war. Dabei weist der unvergletscherte Teil des Missouri-Plateaus die größte Vielfalt an Landformen in den Great Plains auf. Stellenweise wird das Plateau von Erosionsresten älterer Ablagerungen überlagert. Die meisten Flüsse im unteren Teil des Einzugsgebiets fließen in breiten Schwemmtälern, die noch vor dem Vordringen der kontinentalen Eisschilde entstanden sind. Die Höhenlagen in der Great Plains Province liegen im Einzugsgebiet zwischen 570 m und 2200 m, im Schnitt bei etwa 1.070 m. Die relativen Höhenunterschiede betragen in der Regel weniger als 150 m; in Teilen des Powder River Basin steigen sie auf etwa 300 m an.

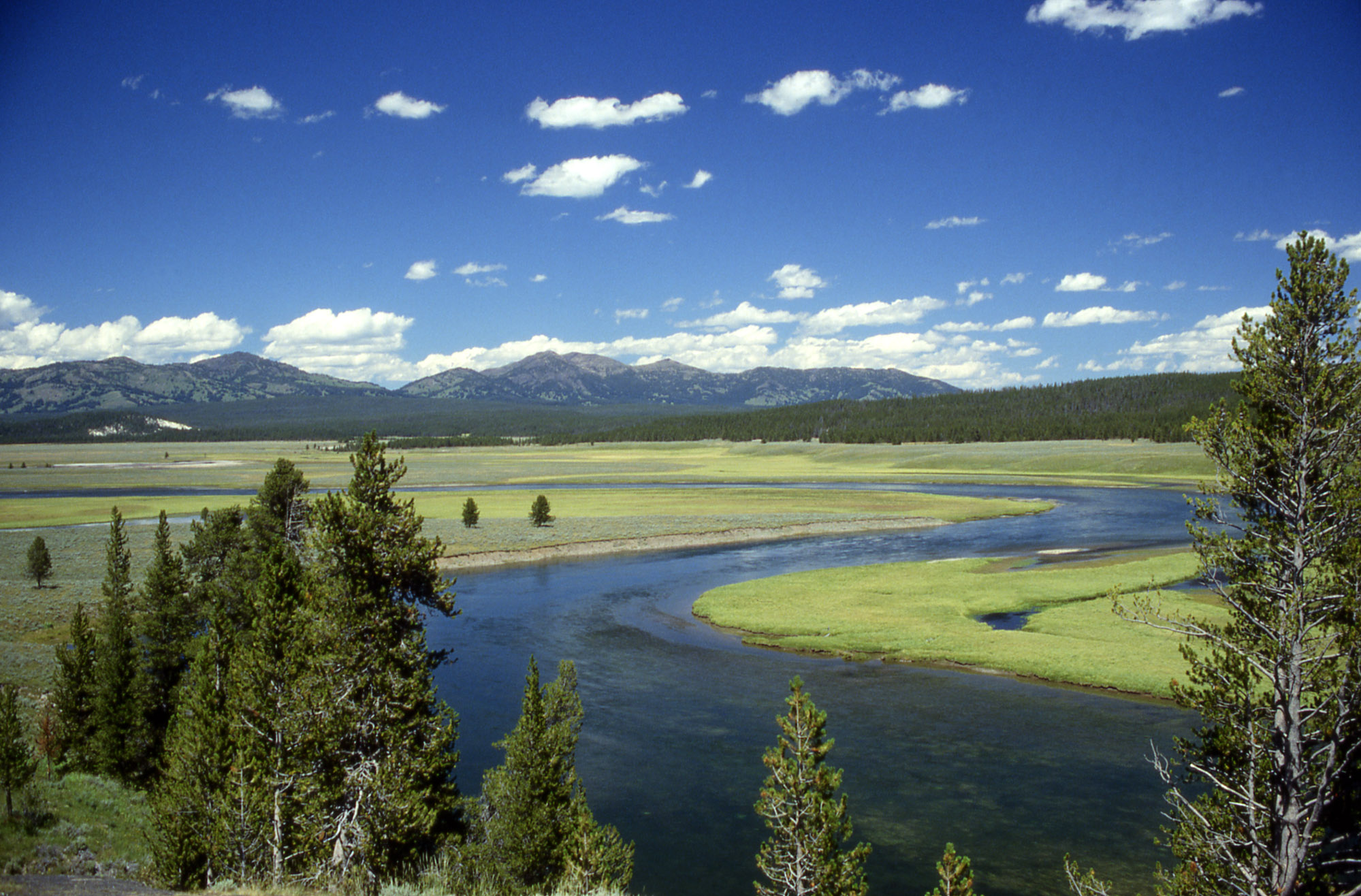
Der Yellowstone River fließt im Verlauf durch das Hayden Valley durch die Caldera des Yellowstone-Vulkans, dessen Kraterrand im Hintergrund erkennbar ist.

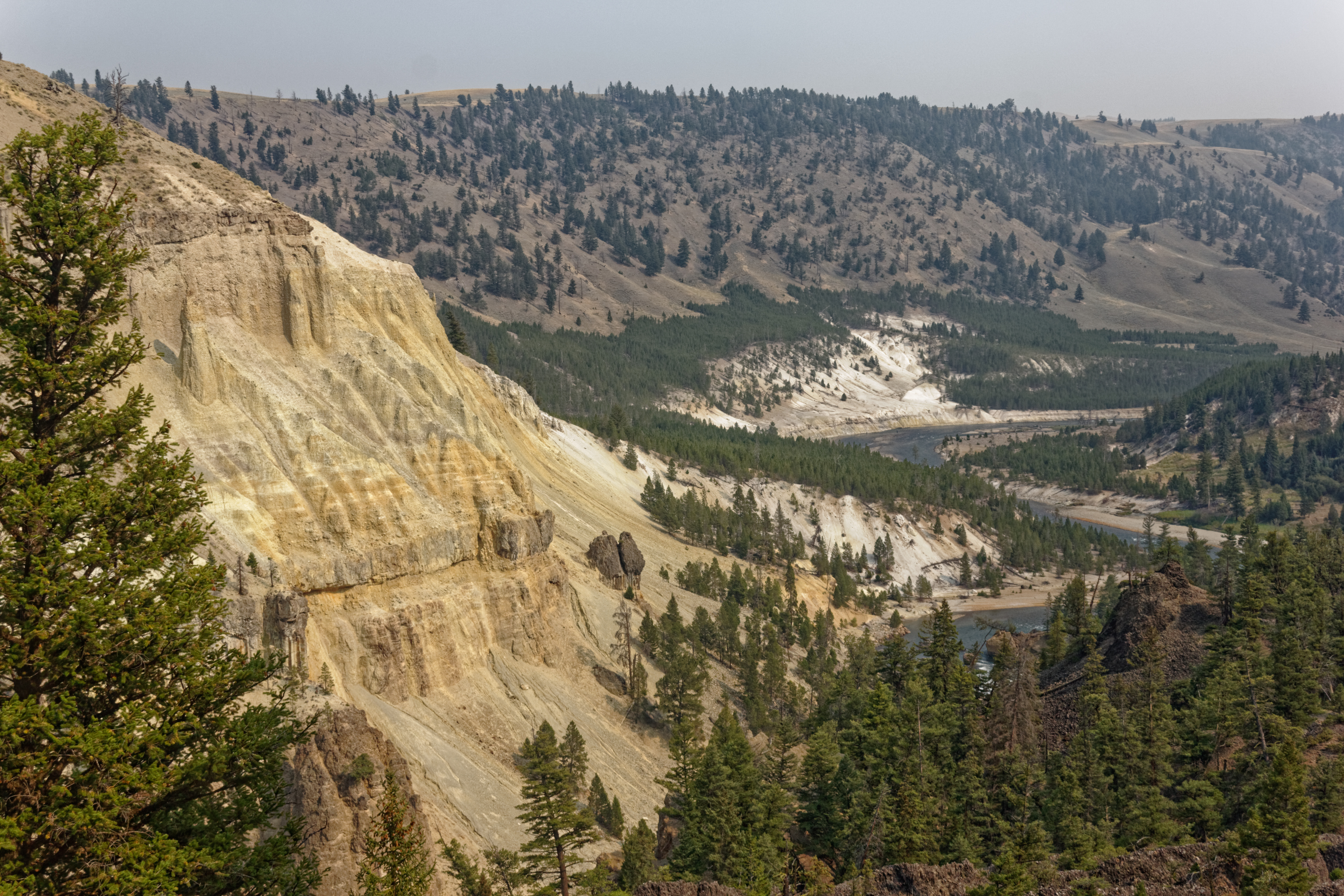
Basaltsäulen am unteren Teil des Grand Canyon of the Yellowstone bei Tower Junction.

Rund 35 % des Entwässerungsgebiets kann der Middle Rocky Mountains Province zugerechnet werden, die sich durch Gebirgszüge, Hochebenen und Intermontane Plateaus auszeichnen. Dabei reichen die Höhen von 1040 m bis etwa 4200 m, mit etwa 2090 m im Durchschnitt. Zentriert innerhalb dieser physiographischen Region liegt das Bighorn Basin im Norden Wyomings, das durch die Absaroka- und Bighorn Mountains nach West und Ost sowie die Owl Creek- und Bridger Mountains nach Süden abgegrenzt wird. Nach Norden geht es in das Crazy Mountains Basin im zentralen Süden Montanas über. Auch im Bighorn Basin haben sich Badlands gebildet, primär in der Willwood-Formation aus dem Tertiär. Die Bighorn Mountains und die Wind River Range formen breite Antiklinalen, die von Schichtrippen flankiert werden. Die Beartooth Mountains bestehen größtenteils aus durch Hebung entstandenen Hochplateaus, die von zahlreichen glazial geprägten Flusstälern durchzogen sind. Die Absaroka Range besteht aus mächtigen vulkanischen Ablagerungen und weist ebenfalls eine zerklüftete Topographie auf. In all diesen Gebirgszügen liegen die relativen Höhenunterschiede großflächig über 1000 m. Das Yellowstone-Plateau liegt über dem gleichnamigen Vulkan westlich der Absaroka Range und zeichnet sich durch eine hügelige, fast ebene Oberfläche mit einer durchschnittlichen Höhe von etwa 2500 m aus. Dabei bilden der etwa 23.000 km² große Absaroka-Vulkankomplex und das Yellowstone Plateau die zwei großen Vulkanfelder des Einzugsgebiets, die nach der Laramischen Gebirgsbildungsphase entstanden sind. Vorherrschende vulkanische Gesteine sind Andesit und Dazit, die vor allem in Form von Stöcken oder Brekzien zu Tage treten. Das Yellowstone-Plateau entstand durch drei große Vulkanausbrüche im Quartär, die voluminöse rhyolithische Ascheströme erzeugten und eine große Caldera bildeten. Zu den Vulkangesteinen des Plateaus gehören neben Rhyolithen auch Basalte. Die gewaltige Caldera mit einem Durchmesser von 70 × 45 km, die während der dritten und letzten Eruption vor etwa 640.000 Jahren entstanden ist, wurde teilweise von rhyolithischen Lavaströmen gefüllt und liegt heute unter dem Oberlauf des Yellowstone River im Yellowstone-Nationalpark. Die Middle Rocky Mountains Province weist zudem vereinzelt breite Täler mit großen, mäandrierenden Flüssen auf, meist überwiegen jedoch kleinere Gebirgsflüsse mit steilerem Gefälle. Mit Bighorn Canyon und Wind River Canyon finden sich zudem größere Schluchten im Einzugsgebiet des Yellowstone River, in denen Flüsse Gebirgsketten durchschneiden, anstatt sie zu umfließen. Die Entstehung dieser Schluchten erklärt sich durch die Anhäufung von Sedimentgesteinen, die die Becken fast vollständig bedeckten.
Zusätzlich zu den zwei großen physiographischen Regionen innerhalb des Yellowstone River Basin umfasst die Wyoming Basin Province etwa 7 %, die fast vollständig vom Wind River Basin eingenommen werden. Diese physiographische Provinz wird nach Norden durch die Owl Creek- und Bridger Mountains und nach Westen durch die Wind River Range von der Middle Rocky Mountains Province begrenzt, nach Osten hin bildet der von den Bighorn Mountains nach Südwesten führende Casper Arch die Grenze zu den Great Plains. Die Wyoming Basin Province zeichnet sich durch ausgedehnte Hochebenen und großflächige Badland-Formationen aus. Höhenunterscheide reichen hier von 1440 m bis 3600 m und liegen im Schnitt bei 1840 m. Letztlich ist der nordwestlichste Teil des Einzugsgebiets zwischen dem Yellowstone River und den Gallatin- und Bridger Ranges im Westen sowie den Crazy Mountains im Norden Teil der Northern Rocky Mountains Province, die rund 3 % des Entwässerungsgebiets umfasst und im Schnitt auf 1930 m liegt.

## Geschichte

### Besitzverhältnisse

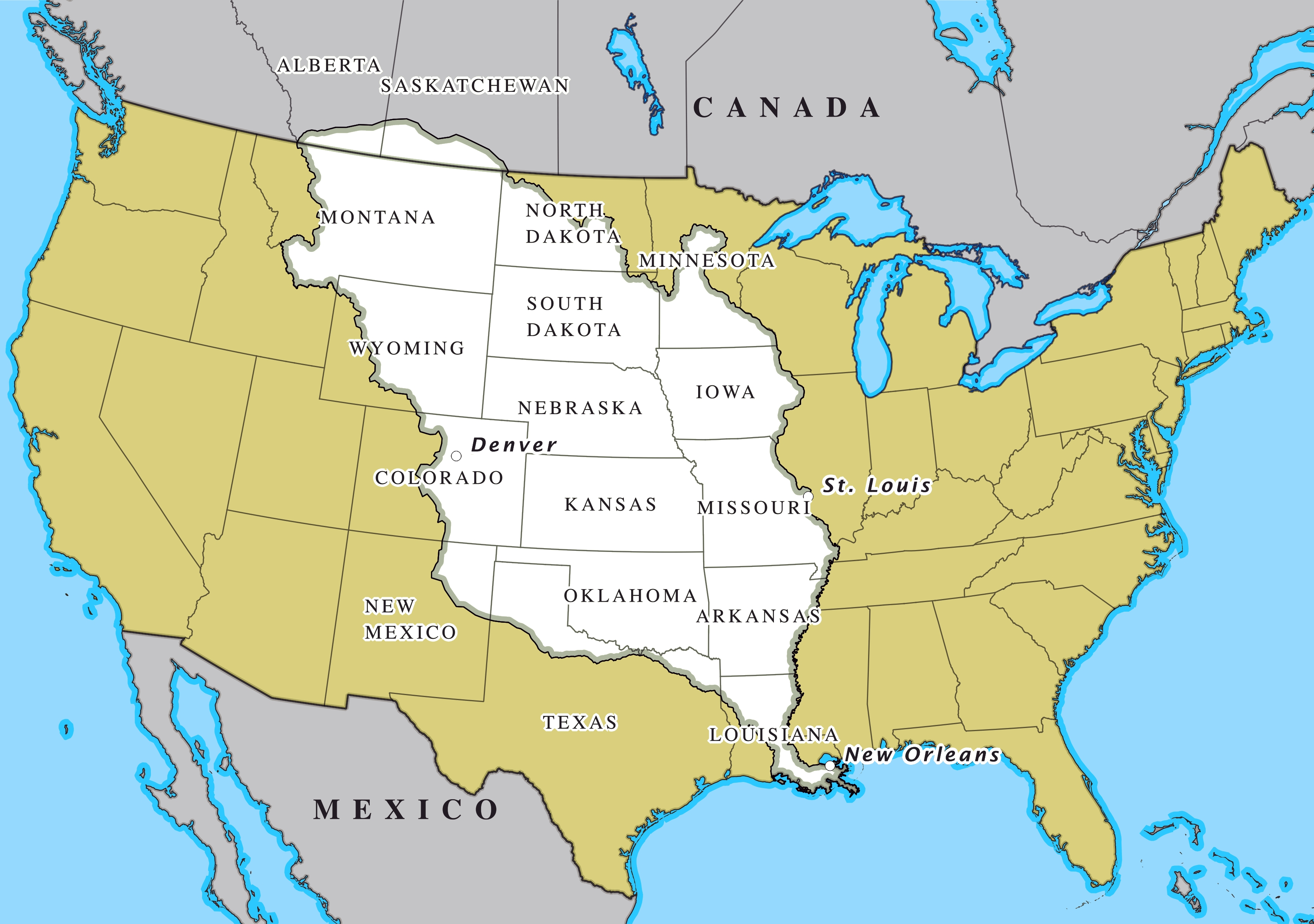
Das im Rahmen des Kauf Louisianas an die Vereinigten Staaten abgetretene Land umfasste das gesamte Einzugsgebiet des Missouri River – und damit auch des Yellowstone River.

Die Region um den Yellowstone River wechselte in ihrer Geschichte häufig den Besitzer und wurde bereits im Jahr 1541 durch die spanische Regierung beansprucht. 1682 wurde das gesamte Einzugsgebiet des Mississippi River durch Robert Cavelier de La Salle für die französische Krone in Besitz genommen und zu Ehren von König Ludwig XIV. als „La Louisiane“ bezeichnet. Von 1717 bis 1732 wurde das Territorium von der Mississippi-Kompanie verwaltet und nach einer kanadischen Expedition unter Leitung von Chevalier de la Verendrye – die entlang des Missouri River flussaufwärts reiste und erstmals die Rocky Mountains erreichte – wieder von Frankreich beansprucht. 1762 wurde das Land erneut an Spanien übertragen, bevor es 1800 wieder an Frankreich ging und 1803 letztendlich durch Napoleon Bonaparte an die Vereinigten Staaten verkauft wurde. Dennoch war zu diesem Zeitpunkt noch wenig über die Region und die dort lebenden amerikanischen Ureinwohner bekannt.

### Siedlungsgeschichte

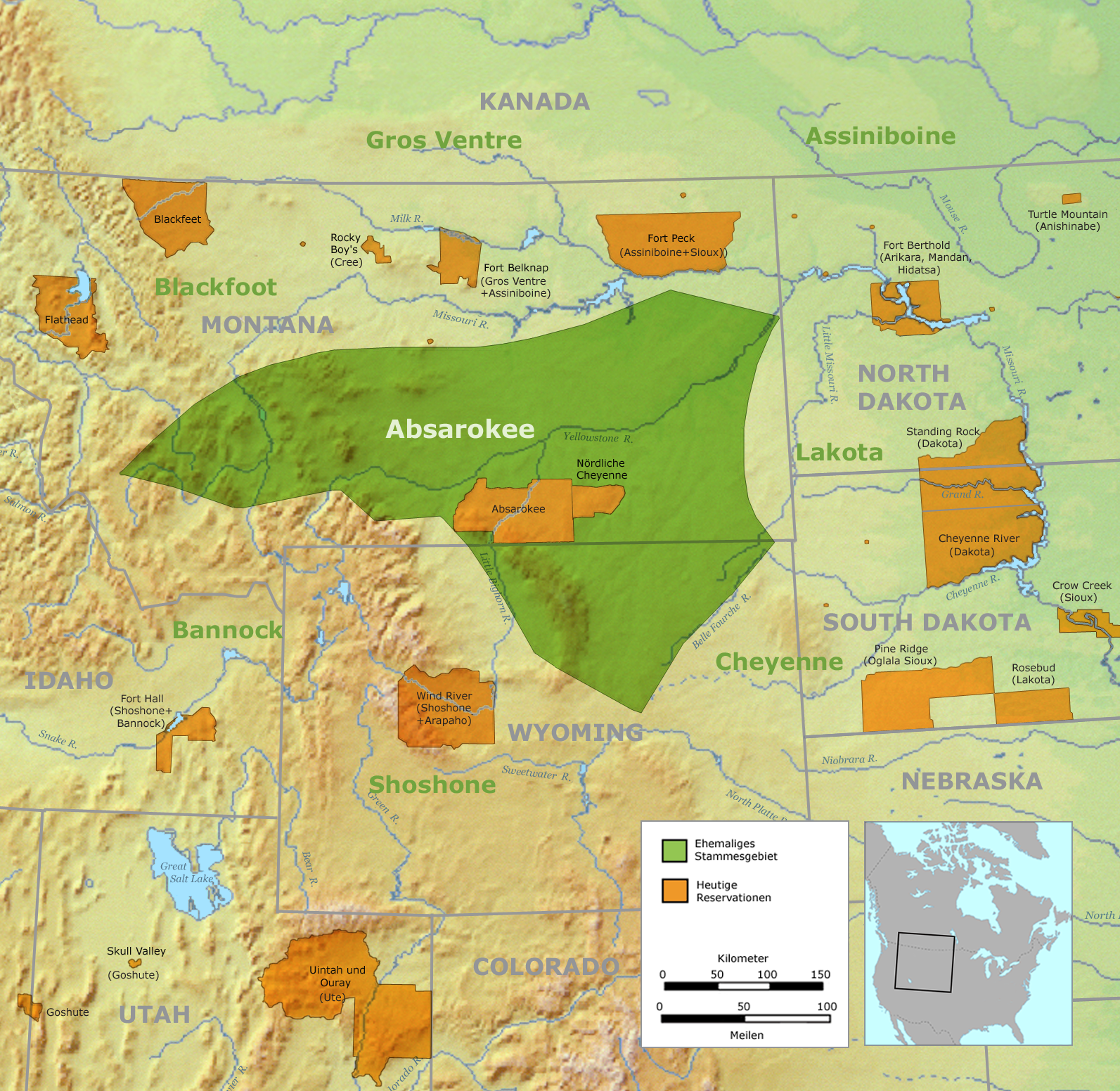
Das ehemalige Stammesgebiet der Crow (Absarokee) erstreckte sich über nahezu das gesamte Yellowstone River Basin. Heutige Reservate in Orange.

Zu den ersten Bewohnern der Region gehörte das Volk der Crow, das bis Mitte des 18. Jahrhunderts bereits bis zur Mündung des Bighorn River vorgedrungen war. Bis 1800 verdrängten sie den Stamm der Shoshonen im gesamten oberen Einzugsgebiet des Yellowstone River. Neben den Crow und den Shoshone lebten auch die Assiniboine, die Nördlichen Cheyenne, die Flathead, die Piegan sowie die Arapaho im Einzugsgebiet des Yellowstone River; die Crow und die Nördlichen Cheyenne lebten am Ufer des Flusses selbst. Ab dem späten 18. Jahrhundert reisten Pelzhändler auf dem Yellowstone River flussaufwärts, um Handel mit den amerikanischen Ureinwohnern zu betreiben. Der Pelzhandel nahm vor allem im Zeitraum 1805–1835 eine wichtige Stellung in der Region ein. In der zweiten Hälfte des 19. Jahrhunderts wurden mehrere Verträge, die das Land im Einzugsgebiet des Yellowstone betrafen, zwischen der US-Regierung und den ansässigen Stämmen geschlossen. Der Vertrag von Fort Laramie 1851 sprach den Stämmen einen Großteil des heutigen Wyomings zu. Den Crow wurde ein Großteil des Einzugsgebietes des Yellowstone River oberhalb der Einmündung des Powder River zugewiesen. Der Unterlauf des Flusses fiel an die Hidatsa, der Oberlauf an die Shoshone. Erst gegen 1860 siedelten sich die ersten westlichen Siedler dauerhaft im Einzugsgebiet des Yellowstone River an. Im Jahr 1875 wurde mit Fort Pease die erste dauerhafte Siedlung am Ufer des Yellowstone River gegründet. Die Besiedelung des Flusses wurde in den 1860ern und 1870ern durch die Ankunft der Northern Pacific Railway vorangetrieben. Dabei kam es vor allem in den 1870er-Jahren zu einigen gewaltsamen Auseinandersetzungen zwischen den Sioux-Indianern und westlichen Kolonisten.

### Indianerkriege

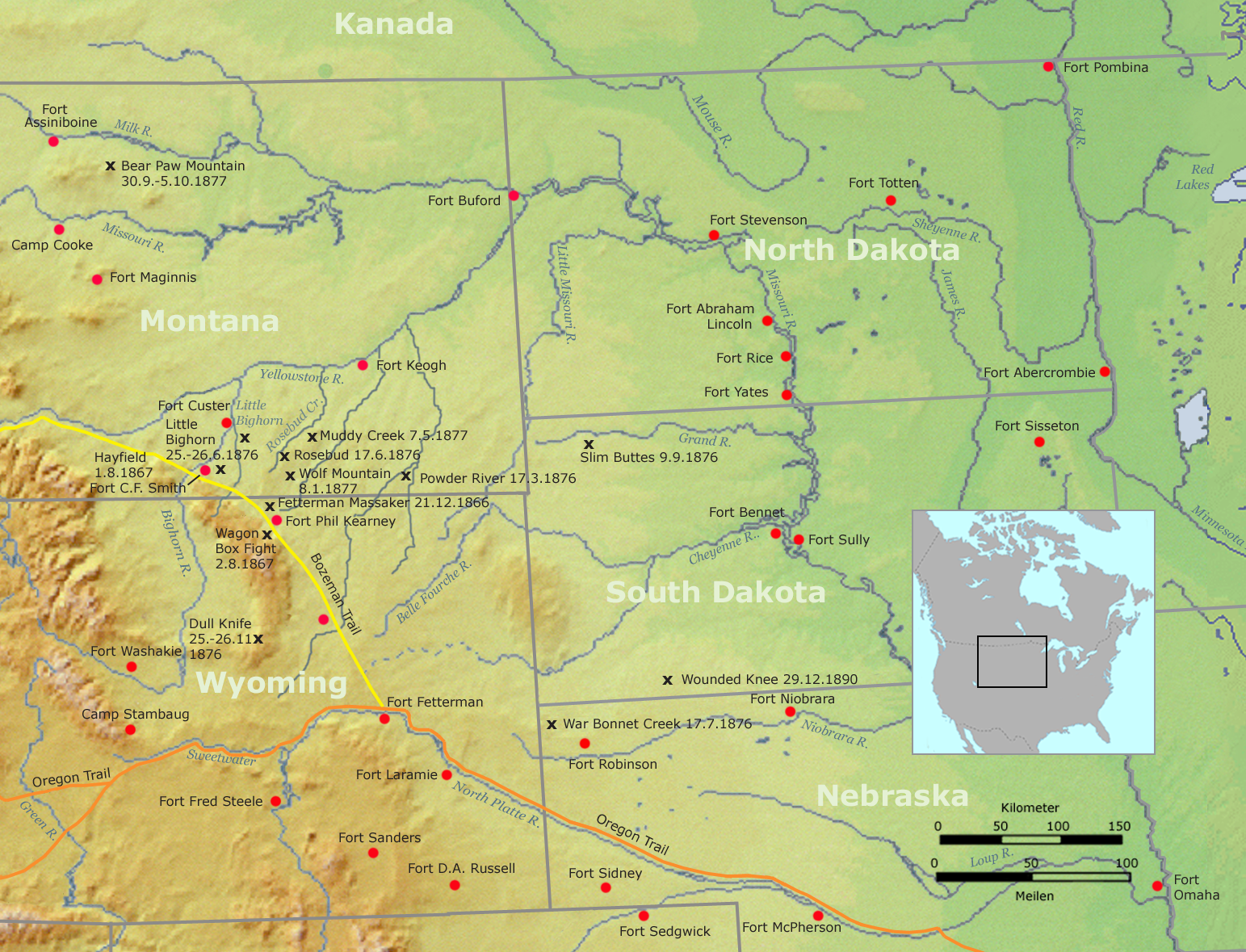
Verlauf des Bozeman Trail (gelb) und Schauplatz der Sioux-Kriege 1866–1891.

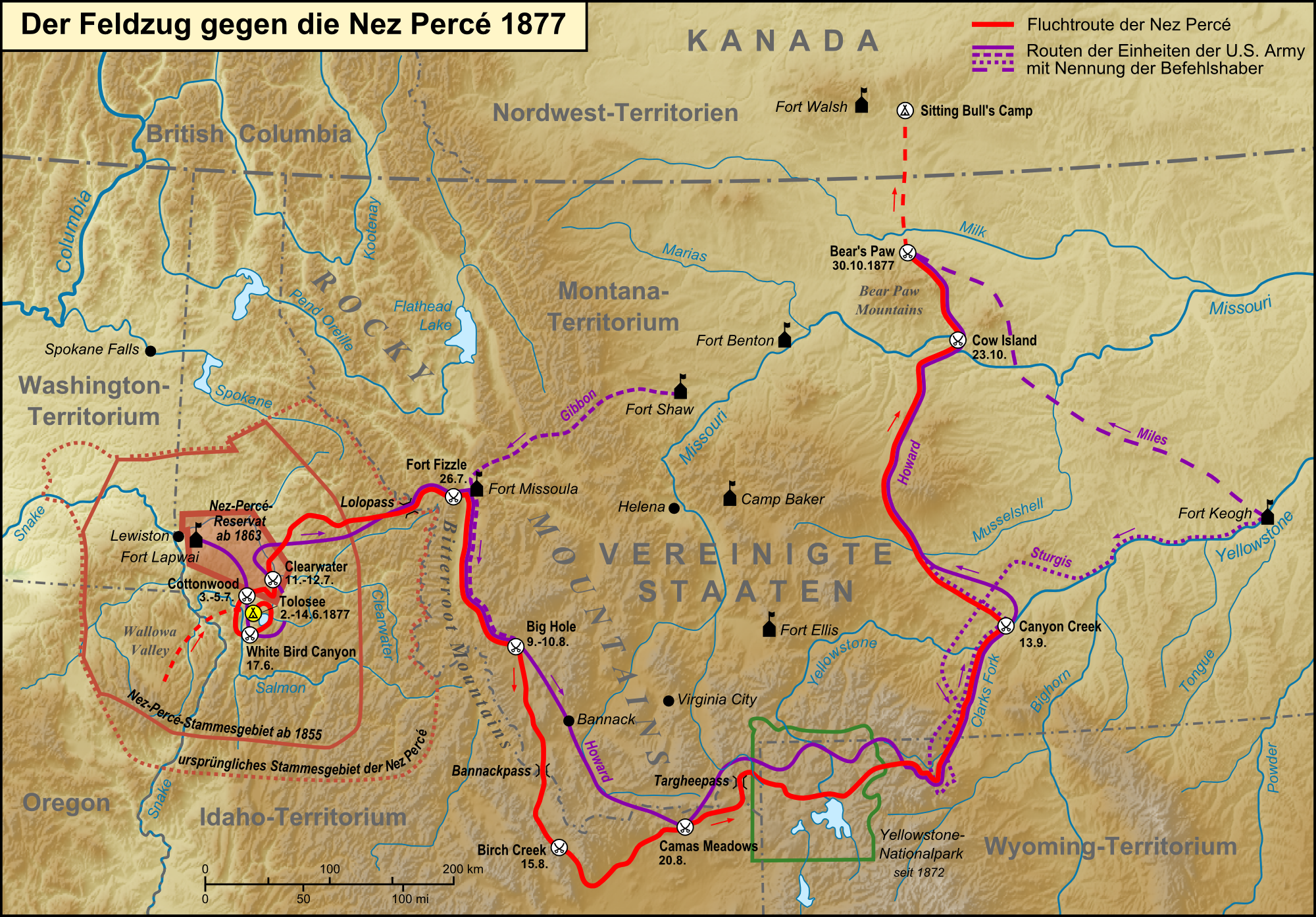
Der Fluchtweg der Nez Percé (rot) im Rahmen des Nez-Percé-Krieges.

Mitauslösender Konfliktpunkt für die ab den späten 1860er-Jahren einsetzenden Präriekriege waren Goldfunde im westlichen Montana und der dadurch ausgelöste Montana Gold Rush. Ausgehend von Fort Laramie, dem wichtigsten Stützpunkt des US-Heeres am Platte River, legten die USA mit dem Bozeman Trail einen neuen Überlandweg durch das Land, welches den Indianern als ihr Besitz garantiert worden war. Nachdem das US-Heer damit begann, den Verlauf der Überlandroute mit neu erbauten Forts zu sichern, brach der Red-Cloud-Krieg aus, der bis 1868 andauerte. Im Fetterman-Gefecht gelang den Sioux, Cheyenne und Arapaho ein zu jener Zeit seltener Sieg über die US-Armee. Im zweiten, 1868 abgeschlossenen Vertrag von Fort Laramie erkannten die USA das westlich des Missouri gelegene Gebiet an Yellowstone River und Powder River explizit als Territorium der dort wohnenden Stämme an. Nach Abschluss des Vertrags hatten die US-Behörden damit begonnen, Sioux-Reservationen am Platte und Missouri River einzurichten. Der Zustrom von Siedlern in die Black Hills im Rahmen des Black Hills-Goldrauschs sowie das damit verbundene Wiederaufflackern der Feindseligkeiten führte zu einem Ultimatum des US-Heeres mit der Aufforderung, die freilebenden Stämme sollten sich bis zum 1. Januar 1876 in den Reservaten einfinden. Da die Streitmacht der Indianer mehrere Tausend Krieger umfasste, stieß die Befriedungskampagne, die das US-Heer ab dem Sommer 1876 startete, auf unerwartet starken Widerstand. In der Schlacht am Rosebud Creek schlugen die vereinten Sioux, Cheyenne und Arapaho eine starke militärische Streitmacht unter General George Crook. Ein koordinierter, von vier Heeresverbänden vorgetragener Angriff auf ein großes Lager der Stämme unweit des Powder River führte schließlich zur Schlacht am Little Bighorn, der wohl bekanntesten militärischen Auseinandersetzung im Verlauf der Indianerkriege. General George Armstrong Custer hatte sich mit seinem 7. Kavallerieregiment nicht nur von den restlichen Verbänden abgesetzt, sondern seine aus 700 Soldaten und Indianerscouts bestehende Kolonne zusätzlich in drei Einheiten aufgesplittet. Während es den Sioux, Cheyenne und Arapaho unter Sitting Bull und Crazy Horse gelang, Custers Truppe restlos zu vernichten, konnten die restlichen beiden Einheiten nach einigen Tagen durch eintreffende Verstärkungen befreit werden. Weiter westlich fand mit dem Feldzug gegen die Nez-Percé 1877 einer der letzten Indianerkriege statt. Die Nez Percé, ein kleinerer Stamm im Osten der heutigen Bundesstaaten Oregon und Washington, führten während ihrer Flucht durch Idaho und Montana fünf erfolgreiche Abwehrgefechte gegen nachsetzende Heeresverbände durch. Der Großteil des Stammes ergab sich in der Nähe des Yellowstone River schließlich den Truppen von Oberst Nelson Miles. An der Mündung des Canyon Creek gelang den Nez Percé im Gefecht ein weiterer Sieg gegen das 7. Kavallerieregiment unter Leitung von Samuel Davis Sturgis. Die verbliebenen Nez Percé flüchteten weiter nach Norden. Insgesamt dauerten die militärischen Auseinandersetzungen mit den Prärieindianern bis ins Jahr 1878 an.
Bis ins 20. Jahrhundert wurden die Indianerreservate mehrfach verschoben und verkleinert. Erst mit der Verabschiedung des Indian Reorganization Act im Jahr 1934 hatten die massiven Eingriffe in das Land der indigenen Völker ein Ende. Heute finden sich mit der Crow Reservation im südlichen Montana, der östlich angrenzenden Northern Cheyenne Reservation sowie der Wind River Reservation im Wind River Basin in Wyoming lediglich drei Indianerreservate im Einzugsgebiet des Yellowstone River.

### Expeditionen

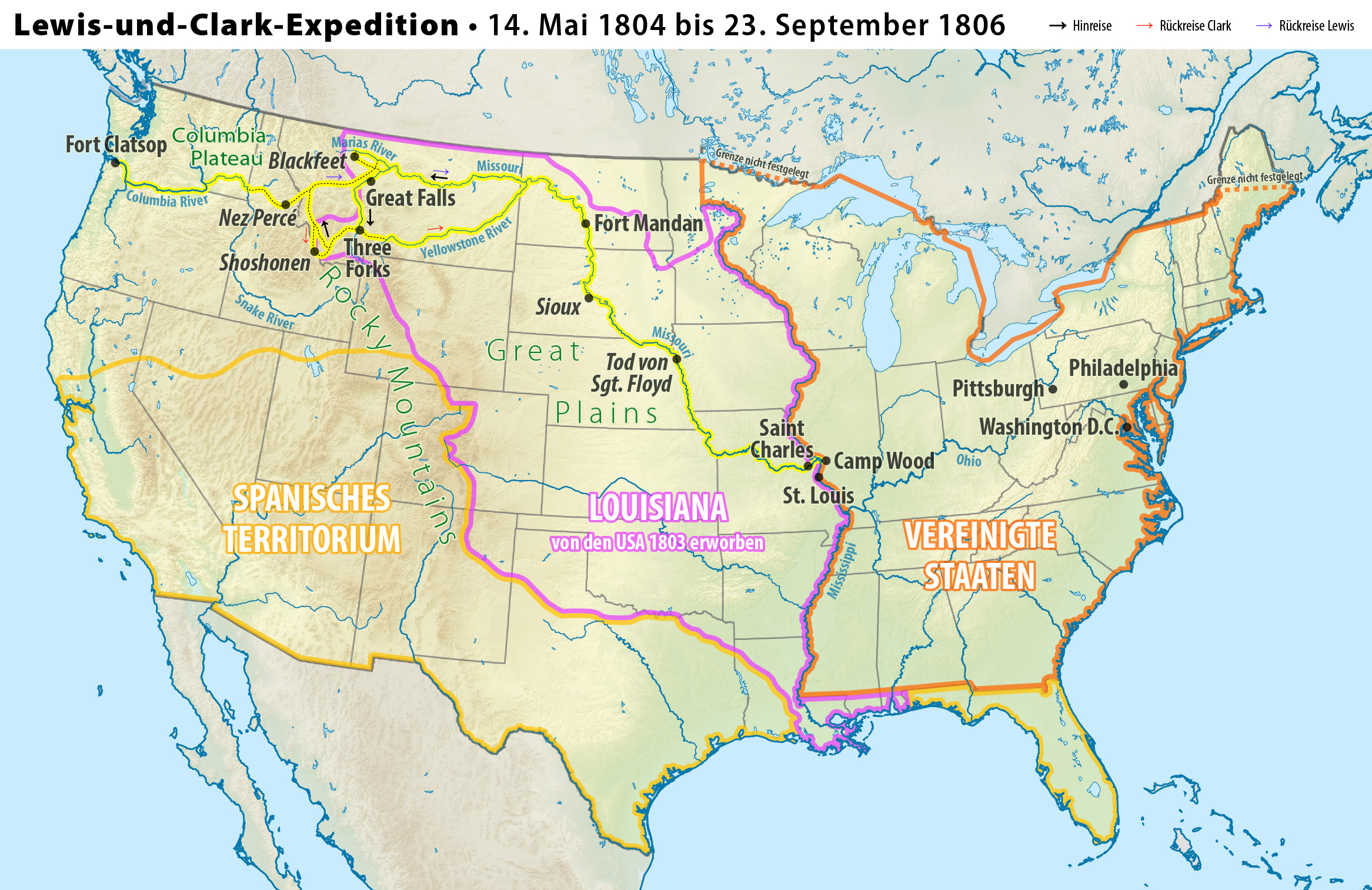
Karte der Lewis-und-Clark-Expedition, am oberen Bildrand eingezeichnet sowohl die Route nach Westen (im Jahr 1805), als auch die Rückreiseroute von William Clark entlang des Yellowstone River (im Jahr 1806).

Die Lewis-und-Clark-Expedition erreichte auf ihrer Reise nach Westen am 25. April 1805 den Zusammenfluss von Missouri und Yellowstone und campierte etwa 3 km flussaufwärts am Ufer des Yellowstone River. Die Expeditionsteilnehmer erfuhren von den amerikanischen Ureinwohnern über die Schiffbarkeit des Flusses bis weit in die Rocky Mountains. Am 26. April setzten sie ihre Reise auf dem Missouri River nach Montana fort. Der Yellowstone selbst wurde 1806 sowohl von William Clark als auch von John Colter erkundet, während ihrer Rückreise von der Lewis-und-Clark-Expedition.
Der spanische Pelzhändler Manuel Lisa organisierte im April 1807 eine Handelsexpedition zum Oberlauf des Missouri River. Mit einer Gruppe von 42 Mann, zu der auch John Colter, George Drouillard und Benito Vázquez gehörten, reiste er auf dem Missouri bis zur Mündung des Yellowstone River und folgte diesem flussaufwärts. Am 21. November gründete Lisa an der Mündung des Bighorn River die erste Faktorei (Trading Post) am Ufer des Yellowstone. Der als Fort Raymond bezeichnete Handelsposten war der erste seiner Art im oberen Missouri River Basin.
Die unter Leitung von Henry Atkinson und Stephen Harriman Long geleitete Yellowstone-Expedition von 1819 hatte zum Ziel, eine militärische Befestigung an der Mündung des Yellowstone River zu errichten. Auf dem Dampfschiff Western Engineer reiste die Expedition auf dem Missouri River flussaufwärts, scheiterte aber bereits im Mai 1820 aus logistischen und Kostengründen bei Council Bluffs, Iowa, weit vom angepeilten Ziel entfernt. Während Long noch im gleichen Jahr zu einer Expedition in die Great Plains und entlang des Platte River bis in die Front Range in Colorado durchführte, startete Henry Atkinson zusammen mit Benjamin O'Fallon im Mai 1825 eine weitere Expedition, die die Mündung des Yellowstone River erreichte. Mit einer militärischen Eskorte von 476 Mann folgten sie dem Missouri River flussaufwärts und verhandelten Freundschafts- und Handelsverträge mit mehreren Indianerstämmen am oberen Missouri, darunter mit den Arikaree, Cheyenne, Crow, Mandan, Ponca und Sioux.

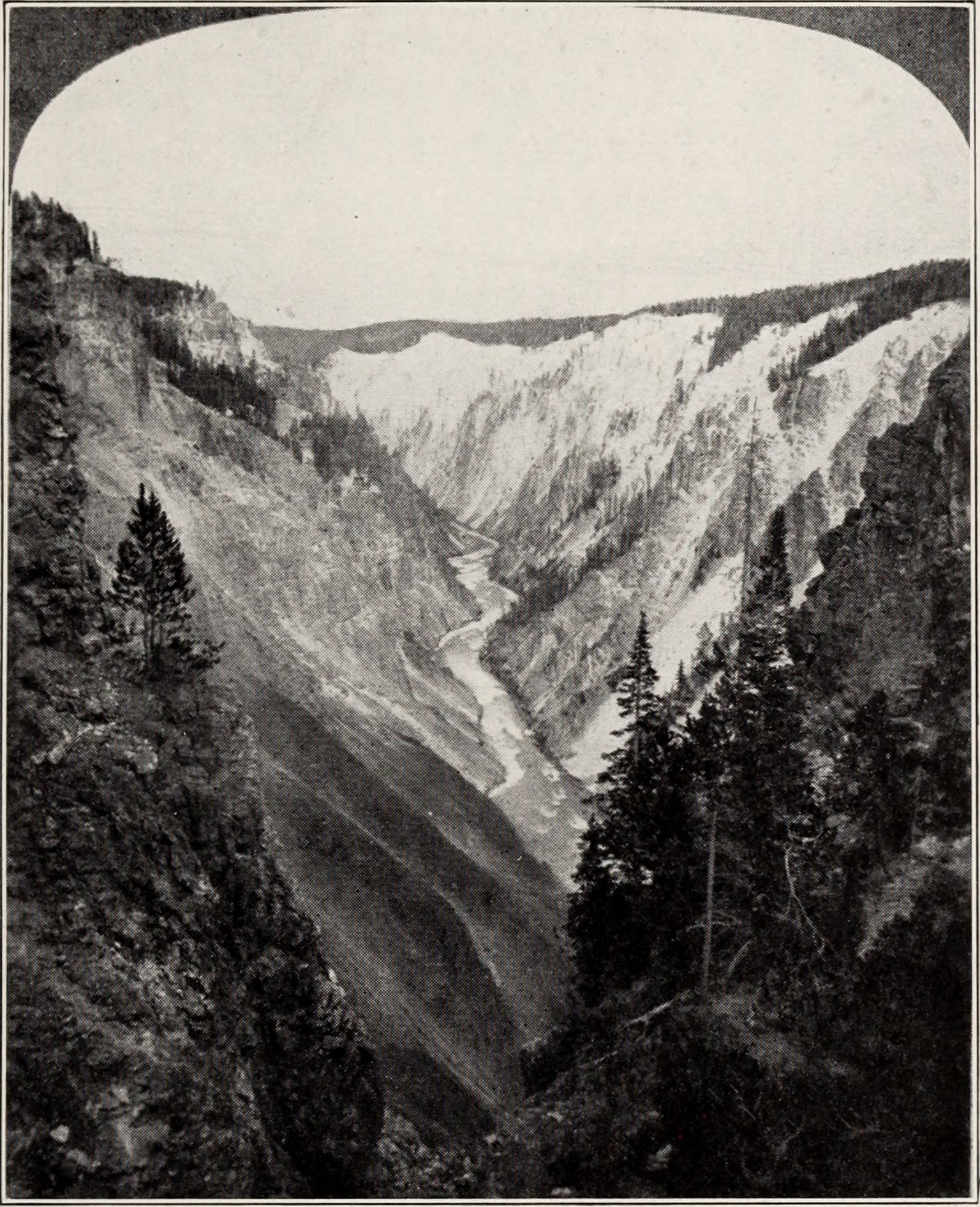
Aufnahme des Grand Canyon of the Yellowstone während der Washburn-Expedition von 1870.

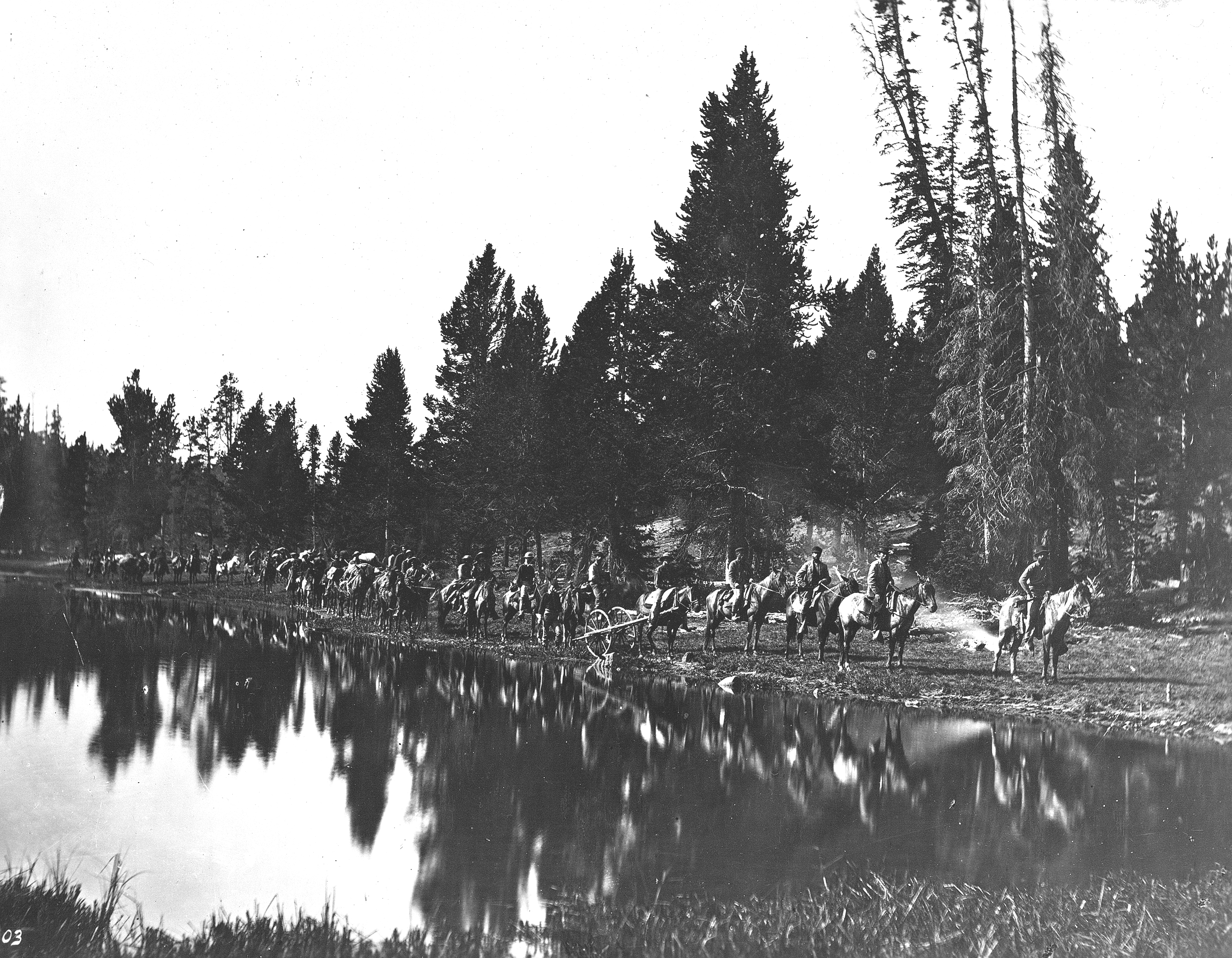
Die Hayden-Expedition von 1871 am Mirror Lake.

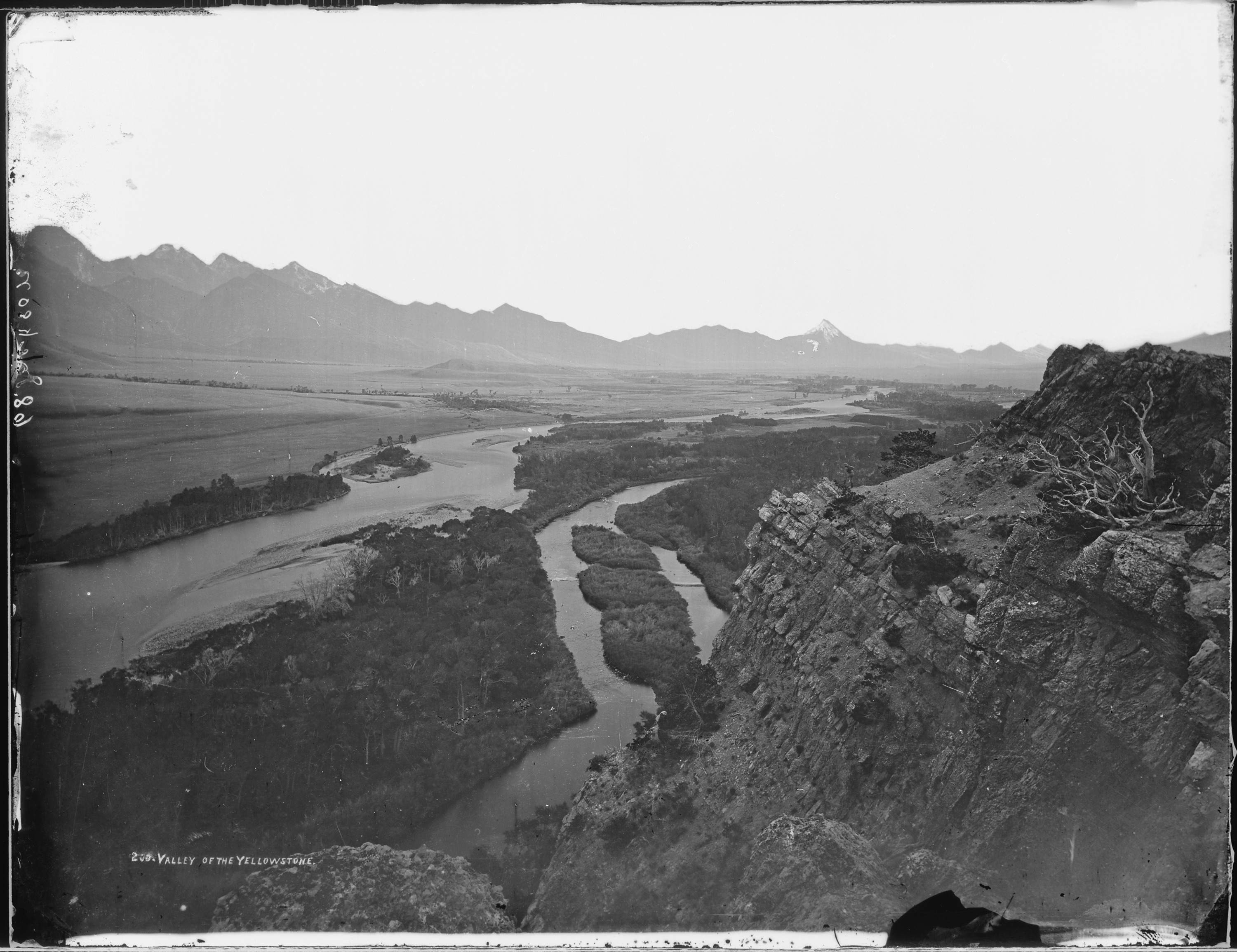
Flusstal des Yellowstone River, aufgenommen von William Henry Jackson, 1871.

Nur zwei Jahre vor Beginn des Amerikanischen Bürgerkriegs führte 1859 mit der Raynolds-Expedition unter Leitung von William F. Raynolds die nächste Expedition zum Yellowstone River. Teilnehmer waren unter anderem der Geologe Ferdinand Vandeveer Hayden, der Photograph James D. Hutton und der Mountain Man Jim Bridger. Auf Dampfschiffen folgte die Expedition dem Missouri River von St. Louis bis Fort Pierre, South Dakota, und startete im Juni 1859 über Land in Richtung Westen. Über die Black Hills und den Tongue River erreichte die mehr als 50-köpfige Gruppe im August den Yellowstone River, dem sie flussaufwärts bis Fort Sarpy folgte. Nach Unstimmigkeiten im Fort und Gefahr durch Angriffe der Crow reiste die Gruppe weiter zur Mündung des Bighorn River und folgte diesem flussaufwärts zum Bighorn Canyon. Die zuvor geteilte Gruppe vereinte sich wieder am Middle Fork Powder River, überwinterte am North Platte River im Zentrum Wyomings und setzte ihre Reise über den Union Pass nach Jackson Hole fort. Nach Ende des Bürgerkriegs wurden mehrere Expeditionen zum Oberlauf des Flusses geplant, letztendlich wurde jedoch keine dieser Forschungsreisen durchgeführt. Damit war die Region am Oberlauf zur zweiten Hälfte des 19. Jahrhunderts eines der letzten noch unerforschten Gebiete in den Contiguous United States. 

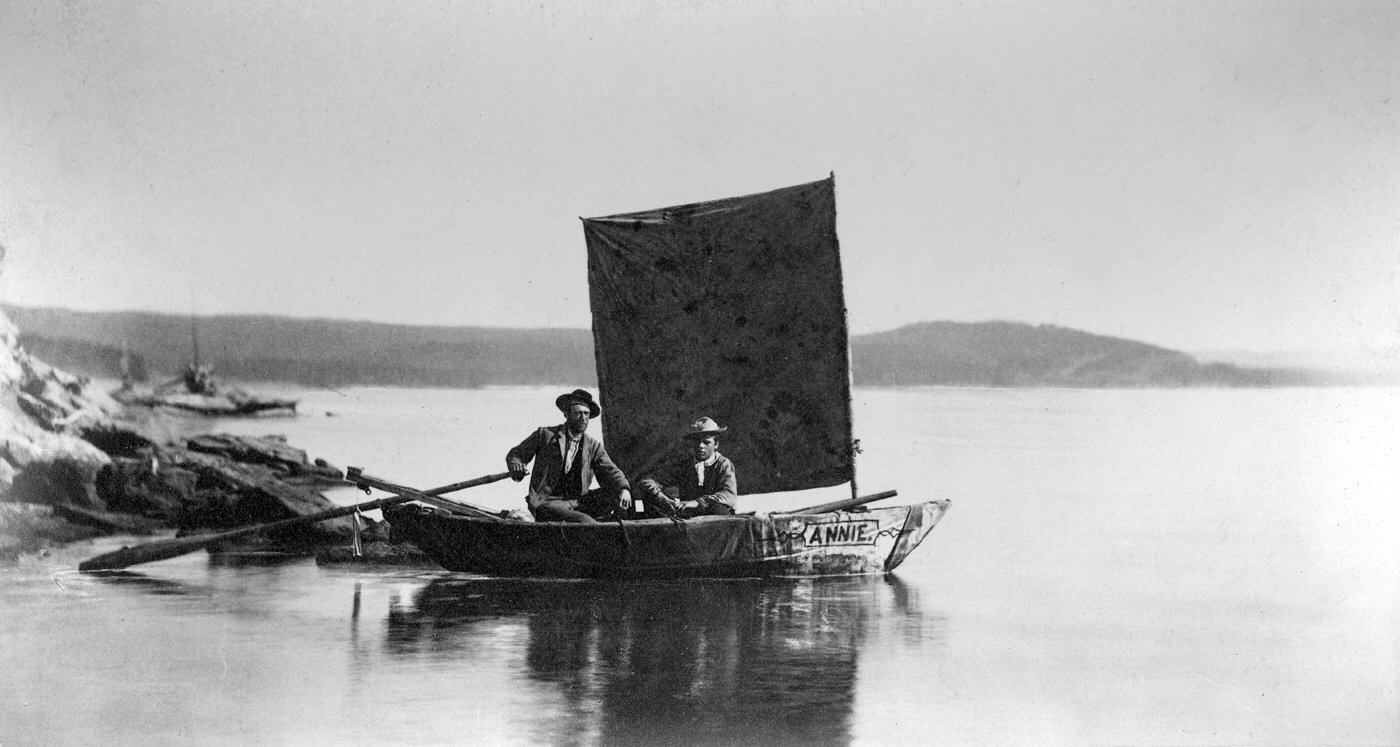
Die Annie war das erste Boot, das je auf dem Yellowstone Lake zu Wasser gelassen wurde. Foto von William Henry Jackson während der Hayden-Expedition, 28. Juli 1871.

Am 6. September 1869 machten sich David E. Folsom, Charles W. Cook und William Peterson auf eigene Faust auf den Weg in das Gebiet des heutigen Yellowstone-Nationalparks. Die privat finanzierte Cook–Folsom–Peterson–Expedition startete während des Goldrauschs in Montana von Diamond City aus. Über Three Forks und Bozeman gelangte die Gruppe in die Gallatin Range und folgte dem Trail Creek hinab ins Paradise Valley, wo sie erstmals den Yellowstone River erreichte. Mitte September passierten Folsom, Cook und Peterson den Standort des heutigen Gardiners, überquerten den Gardner River und folgten dem Yellowstone flussaufwärts bis zum Tower Fall. Die Expedition legte einen Abstecher ins Lamar Valley ein, bevor sie dem Yellowstone hinauf bis zum Grand Canyon folgte. Entlang des Flusses gelangten die Expeditionsteilnehmer bis zum Yellowstone Lake, den sie an der Einmündung des Pelican Creek erreichten. Die Expedition folgte dem Seeufer bis West Thumb, überquerte die Kontinentale Wasserscheide, passierte den Shoshone Lake und reiste über Firehole River und Madison River zurück nach Diamond City. Die nur 36-tägige Expedition war damit die erste Forschungsreise, die das Yellowstone-Gebiet erfolgreich erkundete. Die Tagebücher und Berichte der Forschungsreise stießen auf wenig Glaubwürdigkeit und wurden nicht in anerkannten Medien veröffentlicht. Dennoch legte die Expedition die Grundlage für die im darauffolgenden Jahr durchgeführte Washburn–Langford–Doane–Expedition. Jene Expedition, durchgeführt unter Leitung von Henry D. Washburn, Nathaniel P. Langford und einer Armeeeskorte unter Gustavus C. Doane, folgte grob dem Verlauf der Folsom-Expedition und konnte die Erzählungen von Folsom, Cook und Peterson bestätigen. Die Expedition wurde im Gegensatz zur Folsom-Expedition mit offizieller Unterstützung der Regierung und einer rund 40-köpfigen Gruppe durchgeführt und legte erste Voraussetzungen zur Gründung des Yellowstone Nationalparks. Während der Forschungsreise wurden unter anderem die Upper Falls sowie die Lower Falls vermessen und der Yellowstone Lake erstmals entlang seiner Ost- und Südküste umrundet.
Ferdinand Vandeveer Hayden, der bereits an der Raynolds-Expedition teilgenommen hatte, leitete 1871 mit der Hayden-Expedition die dritte große Forschungsreise zum Oberlauf des Yellowstone River, die das Wissen der beiden vorherigen Expeditionen vertiefte. Auch Hayden betrat das heutige Parkgebiet von Norden durch das Paradise Valley und folgte mit seiner Gruppe dem Fluss bis zum Yellowstone Lake. Die aus Fachleuten verschiedenster Disziplinen bestehende Gruppe vereinte sich unterwegs mit einer von Philip H. Sheridan beauftragten, gleichzeitig stattfindenden Forschungsreise unter Leitung von Captain John W. Barlow. Am Yellowstone Lake gelang es der Expedition, das kleine Boot Annie zu Wasser zu lassen und über den See bis zur Insel Stevenson Island zu fahren – damit waren sie die ersten Angloamerikaner auf dem Yellowstone Lake. Auch die Hayden-Expedition erkundete die Region um das Untere- sowie das Obere-Geysir-Becken und kehrte auf ähnlicher Route nach Fort Ellis zurück, das sie auf ihrer Reise bereits passiert hatten. Vor allem die Zeichnungen von Thomas Moran und die Fotografien durch William Henry Jackson und Thomas J. Hine, zusammen mit Haydens detailliertem Bericht der Forschungsreise, legten den Grundstein für die Gründung des Yellowstone-Nationalparks im darauffolgenden Jahr. In Zusammenarbeit mit Nathaniel P. Langford und Jay Cooke konnte Hayden zahlreiche Politiker und Mitarbeiter des Innenministeriums von seiner Idee überzeugen, von denen vor allem der Abgeordnete Henry L. Dawes, der bereits Teile der Expedition finanziert hatte, die Anstrengungen Haydens vorantrieb. Noch im gleichen Jahr wurden mehrere Gesetzentwürfe vorgelegt und das Gesetz zur Gründung des weltweit ersten Nationalparks am 1. März 1872 durch Präsident Ulysses S. Grant verabschiedet.
In den darauffolgenden Jahren führten weitere Expeditionen in den Yellowstone-Nationalpark, die jedoch nachwirkend wenig Beachtung erfahren haben. So leitete Ferdinand Vandeveer Hayden 1872 und 1878 zwei weitere Expeditionen in die Region, um seine Forschungsergebnisse zu vertiefen. Kriegsminister William W. Belknap reiste 1876 in den Yellowstone und auch Präsident Chester A. Arthur erreichte auf seiner Reise im Jahr 1883 den Nationalpark. Weiterhin leiteten bekannte Forschungsreisende wie John Wesley Powell, Arnold Hague und Frederick Schwatka in den 1870er- und 1880er-Jahren Expeditionen in den neu gegründeten Yellowstone-Nationalpark.

### Northern Pacific Railroad
Die Region erfuhr einen Aufschwung durch die Ankunft der Northern Pacific Railway (NP) in den frühen 1860er-Jahren. Die NP legte den Grundstein für die dauerhafte Besiedlung des Yellowstone River Valley und steigerte die Attraktivität des östlichen Montanas. Die Bis 1880 war die Bahnstrecke bereits bis Miles City ausgebaut. So war es für Reisende möglich, in weniger als zwei Tagen von Saint Paul in Minnesota bis zum Yellowstone River zu gelangen, ohne dabei auf kräftezehrende Kutschenfahrten zurückgreifen zu müssen.
Seit Beginn war auch der Yellowstone-Nationalpark untrennbar mit der Northern Pacific Railway verbunden, die sich ab 1870 für die Gründung des Parks einsetzte und auch die Washburn-Langford-Doane-Expedition im gleichen Jahr finanzierte. In 1883 erreichte die Northern Pacific Railway Livingston, etwa 90 km nördlich des Yellowstone-Nationalparks. Bis zum Bau einer Zweiglinie Ende des Jahres wurden die Touristen mit Postkutschen in den Park befördert. Ab 1883 bot die Northern Pacific Zugverbindungen bis zum Nordeingang des Nationalparks in Gardiner an, die bis weit ins 20. Jahrhundert hinein betrieben wurden.

### Schifffahrt

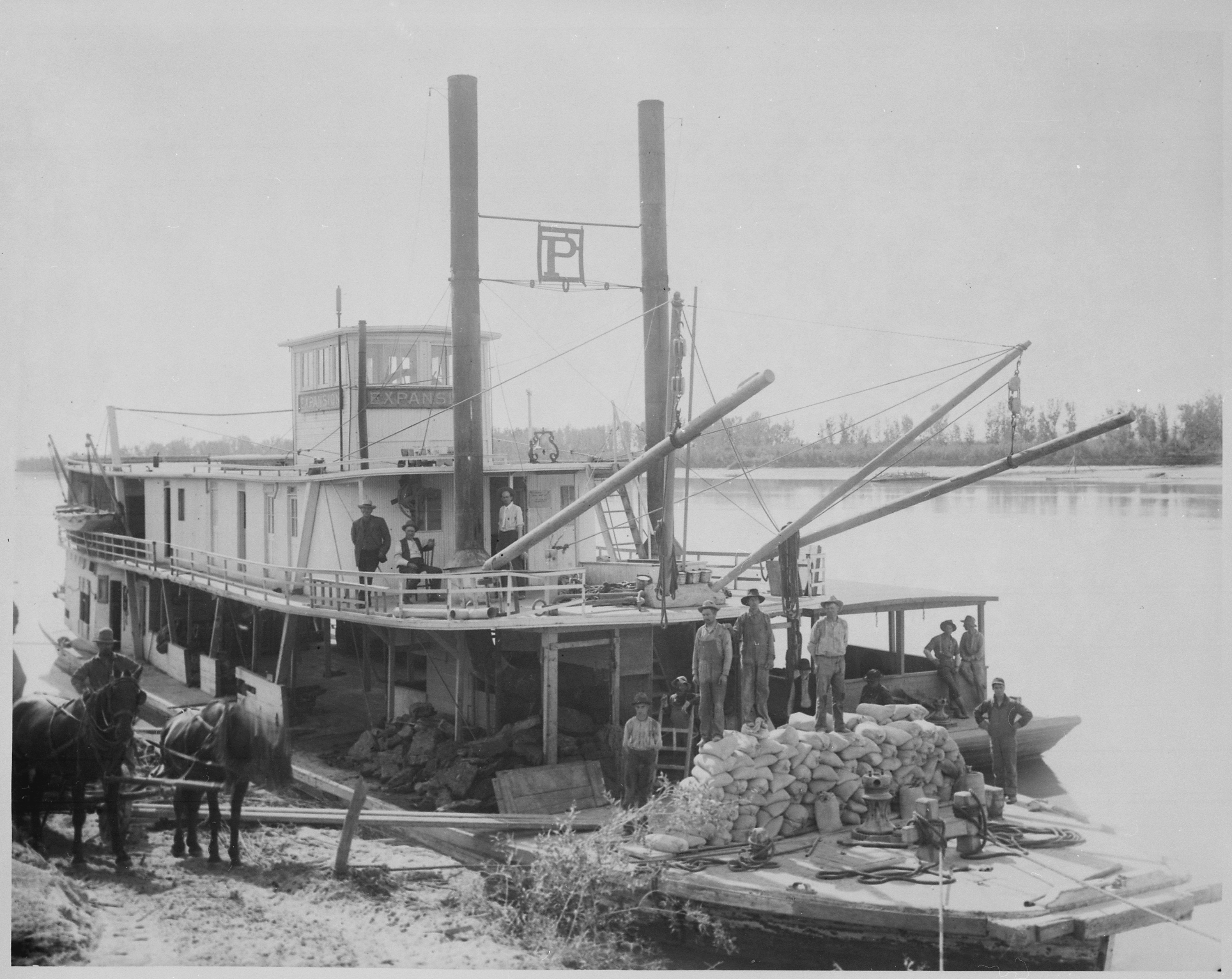
Das Dampfschiff Expansion fuhr auch 1907 noch auf dem unteren Yellowstone River in Montana.

Im Jahr 1874 gewann die kommerzielle Schifffahrt Einzug auf dem Yellowstone River. Schiffe verkehrten auf dem Fluss bis Billings. In den späten 1870ern galt die Route auf dem Fluss in den Sommermonaten als populärste Fortbewegungsmöglichkeit, Dampfschiffe konnten von Mitte Mai bis Anfang September auf dem Fluss verkehren. Die Fahrzeit von der Mündung des Yellowstone bis nach Miles City betrug dabei etwa vier bis fünf Tage, bei niedrigem Wasserstand gar zehn Tage. Miles City war im späten 19. Jahrhundert die einzig bedeutende Siedlung am Ufer des Flusses und galt als Ziel der meisten Reisenden, sowohl mit der Northern Pacific Railroad, als auch auf dem Fluss. Die Dampfschifffahrt wurde größtenteils bis Terry's Landing, unweit des heutigen Custer, betrieben; flussaufwärts galt der Yellowstone als schwer navigierbar. Nach Ankunft der Northern Pacific Railroad verlor die Flussschifffahrt langsam an Bedeutung und wurde bereits 1884 nach nur zehn Jahren eingestellt.

Eine wichtige Rolle in der Binnenschifffahrt auf dem Yellowstone River spielte Grant Marsh, der in der Geschichte vor allem als der Dampfschiffpilot des Raddampfers Far West in Erinnerung geblieben ist. Marsh überbrachte am 3. Juli 1876 in Bismarck, North Dakota, die erste Nachricht der Schlacht am Little Bighorn, die sich am 25. Juni am Little Bighorn River im Montana-Territorium ereignet hatte. An Bord der Far West befanden sich fünfzig Soldaten der US-Armee, die in der Schlacht verwundet wurden. In einer Meisterleistung der Flussschifffahrt steuerte Marsh die Far West von der Mündung des Little Bighorn über den Bighorn River flussabwärts zum Yellowstone River und über den Missouri River nach Bismarck. Er legte diese Strecke von rund 1150 km in einem Zeitraum von nur 54 Stunden zurück und stellte damit einen bis heute bestehenden Rekord in der Dampfschifffahrt auf. Zuvor leitete er bereits 1875 mit der Josephine das erste Dampfschiff auf dem Yellowstone River flussaufwärts. 

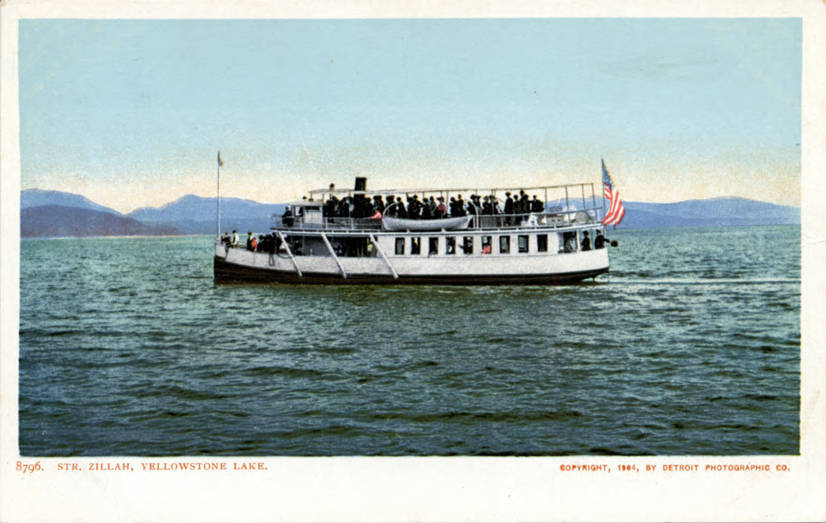
Das Dampfschiff Zillah wurde ab 1891 als erstes Schiff auf dem Yellowstone Lake eingesetzt.

Nach Erklärung des Yellowstone-Nationalparks zum ersten Nationalpark weltweit entwickelte sich die Region zur Jahrhundertwende zu einem beliebten Touristenziel. Im Rahmen der zur Tourismusförderung durchgeführten Infrastrukturentwicklung im späten 19. Jahrhundert entstand neben Hotels, Straßen und einem ausgedehnten Verkehrsnetz auch eine umfangreiche Schifffahrt auf dem Yellowstone Lake. Eine solche Schifffahrt wurde bereits ab 1880 diskutiert und trotz möglicher Gefahren auch durch Superintendent Philetus Norris unterstützt. Es entstanden Anlegestellen und Schiffshebewerke; auf dem See verkehrten mehrere konkurrierende Passagierdampfer und eine Flotte von Mietbooten stand zur Verfügung. Die Schifffahrt nahm auf dem See eine Sonderrolle ein, da sie in über 2000 Metern Höhe räumlich isoliert abseits der Schifffahrtswege stattfand und, für das späte 19. Jahrhundert unüblich, ausschließlich zu touristischen Zwecken ins Leben gerufen wurde. Ella C. Waters betrieb mit dem 25 Meter langen Dampfschiff Zillah das erste größere Schiff, das Touristen alternativ zu den Postkutschen an Land über das Wasser zum Lake Hotel brachte. 1900 wurden mehr als 3000 Touristen mit der Zillah transportiert. Aufgrund des Erfolgs und der steigenden Nachfrage wurde bis 1904 am Ufer des Sees ein weiterer Dampfer erbaut, der nach seinem Besitzer E.C. Waters getauft wurde. Der Stapellauf des Ausflugsschiffs E.C. Waters markierte den Höhepunkt der Binnenschifffahrt auf dem Yellowstone Lake. Der 38 m lange Schraubendampfer mit Holzrumpf war der größte, der jemals auf dem Yellowstone Lake eingesetzt wurde. Waters war bis 1907 mit seinen Schiffen auf dem See tätig, bevor er den Park verließ und seine Anteile an die Yellowstone Park Boat Company verkauft wurden. Die Zillah war mittlerweile nicht mehr betriebsfähig und auch die E.C. Waters wurde nach 1907 nicht mehr genutzt. Das kleinere Dampfschiff Jean D verkehrte noch für wenige Jahre auf dem See, bevor die Schifffahrt durch die Zunahme des Individualtourismus und den Ausbau des Straßennetzes nicht mehr rentabel war. Das Ende des Ersten Weltkriegs markierte auch das Ende der Passagierschifffahrt auf dem Yellowstone Lake, die in den Folgejahren durch die an Bedeutung zunehmende Sportschifffahrt ersetzt wurde.

### Zwischenfälle

#### Ölverschmutzungen
Am Freitag, den 1. Juli 2011, kam es etwa 16 km westlich von Billings im Yellowstone County gegen 22:40 Uhr zu einem Leck an der Silvertip-Erdölpipeline des Mineralölunternehmens ExxonMobil. Dabei gelangten etwa 1500 Barrel (240.000 Liter) Öl in den Yellowstone River, bevor das Leck nach 56 Minuten geschlossen werden konnte. Als Vorsichtsmaßnahme gegen eine mögliche Explosion wurden in Laurel am 2. Juli kurz nach Mitternacht etwa 140 Menschen aus ihren Häusern evakuiert, bevor sie um 4 Uhr morgens zurückkehren konnten. Der Gouverneur von Montana, Brian Schweitzer, erklärte, dass "die Verantwortlichen den Yellowstone River wiederherstellen werden". Als Ursache für den Zwischenfall wurden ein hoher Wasserstand sowie Überflutungen des Yellowstone River angegeben. ExxonMobil musste infolge der Ölverschmutzung 1,7 Millionen US-Dollar Strafe zahlen.
Am Samstag, den 17. Januar 2015 gegen 10 Uhr Vormittags kam es etwa 15 km flussaufwärts von Glendive zu einem weiteren Ölunfall. Zur Verhinderung weiterer Umweltschäden wurde die betroffene Pipeline durch das zuständige Unternehmen Bridger Pipeline LLC gesperrt. Laut staatlichen Behörden liefen bei dem Zwischenfall etwa 1200 Barrel (190.000 Liter) Öl aus. Durch den gefrorenen Zustand des Yellowstone River sei dabei nur rund 950 Barrel (150.000 Liter) in das Wasser gelangt. In Folge des Zwischenfalls gab das Montana Department of Environmental Quality bekannt, dass die krebserregende Verbindung Benzol in einer erhöhten Konzentration von 10–15 ppm im Fluss gemessen wurde. Aufgrund der gesundheitsgefährdenden Konzentration wurde rund 6000 Bewohnern von Glendive von der Nutzung des Leitungswassers abgeraten. Den Betroffenen wurde Wasser in Flaschen zur Verfügung gestellt. Die Wasseraufbereitungsanlage in Glendive wurde erst am Sonntag aufgrund von Kontamination geschlossen. Etwa 50 km flussabwärts der Unfallstelle in Sidney wurde ein Sicherheitsbehälter installiert, um die weitere Ausbreitung des Öls zu verhindern. Zuvor wurden schon Konzentrationen weiter flussabwärts an der Grenze zu North Dakota gemessen. Die betroffene Pipeline, die Öl von den Bakken-Ölfeldern bis nach Baker transportiert, blieb bis einschließlich Montag geschlossen. Die Eisdecke auf dem Fluss erschwerte zudem die Reinigungsarbeiten, sodass bis Anfang Februar lediglich 10 % des Öls aus dem Yellowstone River entfernt werden konnten. Am 3. Februar wurden die Arbeiten schließlich für einen Monat ausgesetzt, um auf das Schmelzen des Eises zu warten.

#### Flussschließungen
Am 19. August 2016 sperrte das Montana Department of Fish, Wildlife and Parks den Fluss samt seiner Nebenflüsse auf einem 295 km langen Abschnitt zwischen Gardiner und Laurel auf unbestimmte Zeit für jegliche Freizeitaktivitäten. Grund war ein massives Fischsterben, das auf die proliferative Nierenkrankheit zurückzuführen war. Der Parasit – Tetracapsuloides bryosalmonae – ist für Menschen und andere Säugetiere unschädlich. Wildtierbeauftragte schätzten die Anzahl der verendeten Fische auf mehrere Zehntausend, betroffen waren der Gebirgsweißfisch (Prosopium williamsoni), die Yellowstone-Cutthroat-Forelle (Oncorhynchus clarkii bouvieri) und die Regenbogenforelle (Oncorhynchus mykiss). Durch die Sperrung sollte die Ausbreitung der Krankheit eingedämmt werden. Am 1. September gab die Behörde zwei Flussabschnitte wieder frei. Der erste Abschnitt, von der Nordgrenze des Yellowstone-Nationalparks bis Carbella, war zunächst nur für Freizeitaktivitäten mit Ausnahme der Fischerei geöffnet, um die Erholung der Fischbestände zu ermöglichen. Der zweite Abschnitt von Carbella bis Laurel wurde vollständig freigegeben. Die Wassertemperaturen des Yellowstone River überstiegen vom 17. Juli bis 4. August 18 Tage in Folge 20 °C. Laut dem Montana Department of Fish, Wildlife and Parks bevorzugen Forellen und Gebirgsweißfische Wassertemperaturen von etwa 13 °C.
Am 26. Januar 2021 sperrte das Montana Department of Fish, Wildlife and Parks auf Ersuchen des Montana Department of Transportation (MDT) einen 180 m langen Abschnitt des Yellowstone River, etwa 9,7 km östlich von Reed Point. Es wurde festgestellt, dass die Twin Bridges Road Bridge, die den Yellowstone bei Flusskilometer 680 überquert, einsturzgefährdet war. Die 1931 erbaute Fachwerkbrücke wies bereits fortgeschrittene Schäden an den Bauteilen auf, die hauptsächlich durch Pfeilerkolk hervorgerufen wurden. Bis Ende April 2021 wurde die Brücke abgerissen; der Flussabschnitt wurde am 26. Mai 2021 wieder geöffnet.

#### Flutkatastrophe 2022

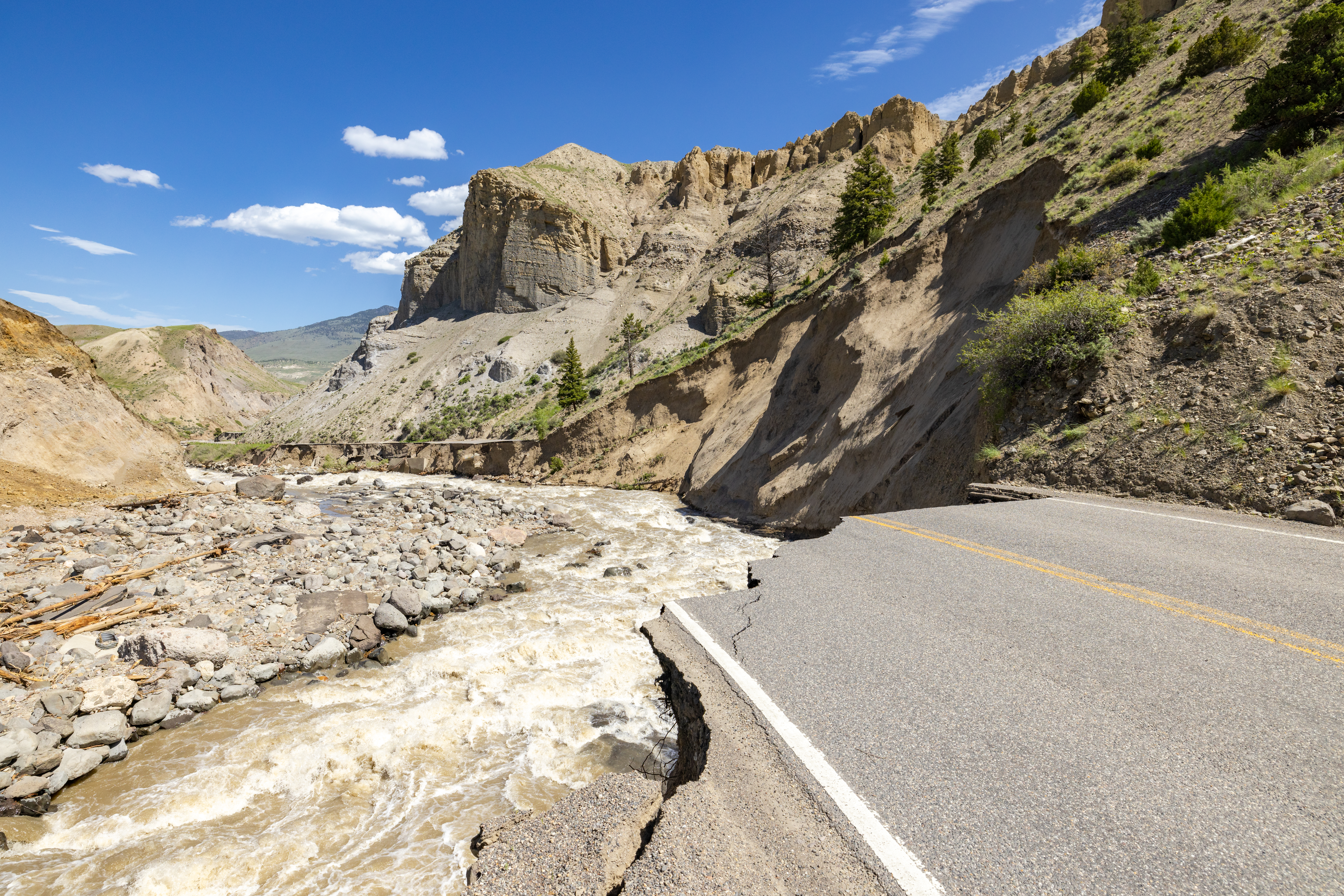
Unterspülung der North Entrance Road durch Überflutung des Gardner Rivers.

Während der Flutkatastrophe in Montana im Juni 2022 wurden der Yellowstone River und seine Nebenflüsse von starken Überschwemmungen heimgesucht. Besonders im oberen Einzugsgebiet des Flusses kam es zu Überflutungen, die hohe Schäden an der Infrastruktur anrichteten. Starker Regen und hohe Schneeschmelze über das Wochenende vom 10. bis 13. Juni führten unter anderem dazu, dass große Teile des Yellowstone-Nationalparks evakuiert werden mussten. Der Pegel des Yellowstone River stieg am 14. Juni in Billings auf einen neuen Höchstwert, woraufhin das dortige Wasserwerk vorübergehend geschlossen wurde. Mehrere Gemeinden mussten ohne Strom oder sauberes Trinkwasser auskommen. Viele Häuser wurden durch das Hochwasser beschädigt, eine Reihe von Straßen und Brücken durch die Fluten zerstört. Berichte über Verletzte oder Tote gab es nicht.

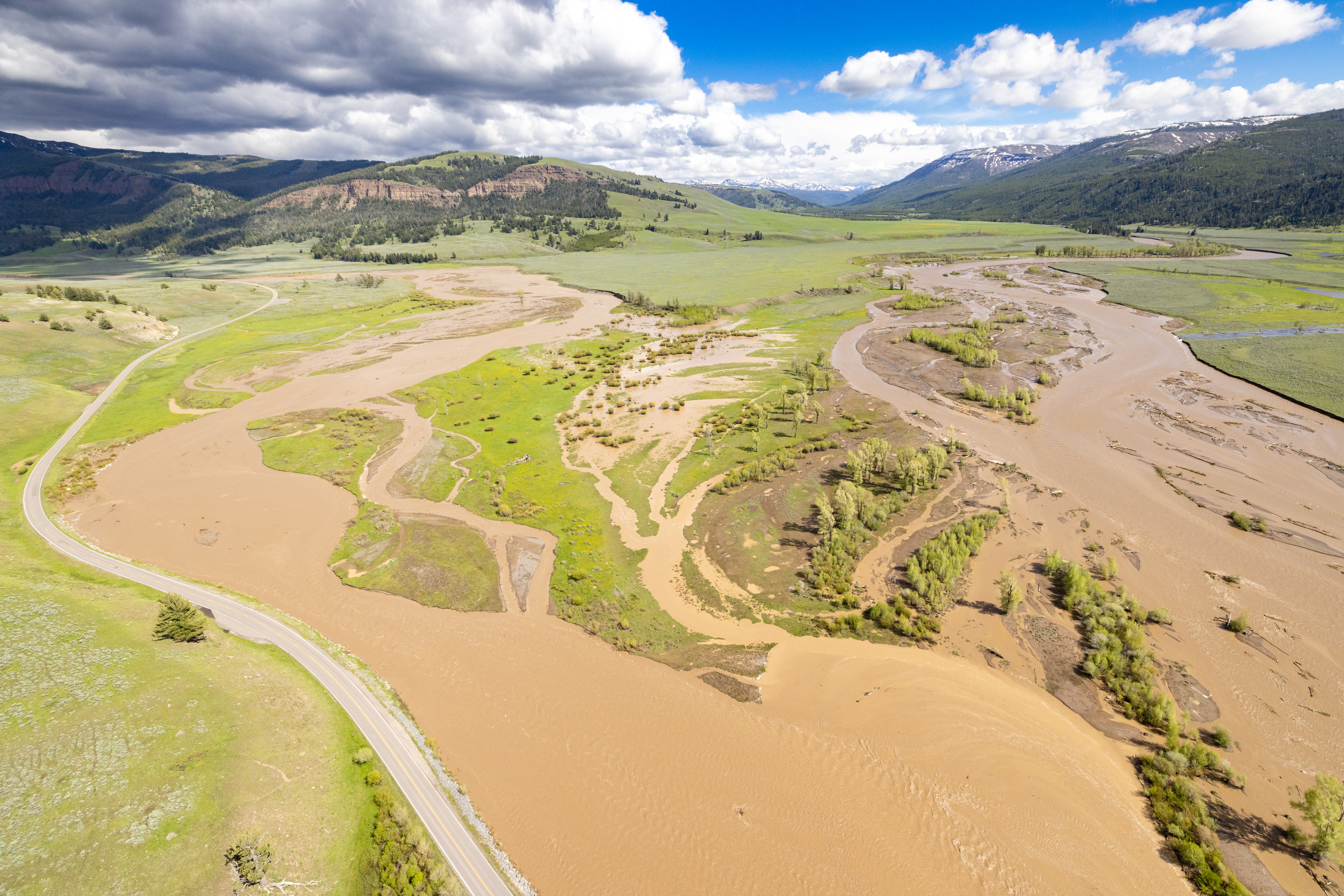
Hochwasser im Lamar Valley: Zusammenfluss von Lamar River und Soda Butte Creek.

Dabei traten besonders der Yellowstone River und dessen Zuflüsse Gardner River und Lamar River über die Ufer. Der Yellowstone-Nationalpark wurde infolge der Überschwemmungen größtenteils evakuiert und erstmals seit den Bränden von 1988 vollständig geschlossen. Mehr als 10.000 Menschen verließen bis Dienstag den Park. Die North Entrance Road entlang des Gardner Rivers wurde teilweise zerstört und war für mehrere Monate unpassierbar. Sie wurde Ende Oktober 2022 wieder für den Verkehr freigegeben. In Gardiner wurden mehrere Gebäude von den Fluten mitgerissen, einige Straßen wurden überflutet und der Ort zwischenzeitlich von der Außenwelt abgeschnitten. Etwa 40 Menschen wurden per Helikopter aus Gardiner evakuiert. Auch im flussabwärts gelegenen Paradise Valley kam es zu Überflutungen, zudem wurde die historische Carbella Bridge über den Yellowstone River von den Fluten mitgerissen. Zu starken Schäden kam es auch in Red Lodge am Ufer des Rock Creek sowie in Fromberg am flussabwärts gelegenen Clarks Fork Yellowstone River.
Am Montag, den 13. Juni, ermächtigte der Gouverneur Montanas, Greg Gianforte, Vizegouverneurin Kristen Juras mündlich, den Notstand auszurufen. Der Gouverneur kehrte erst am 16. Juni von einem Urlaub in Italien zurück. Am 16. Juni gab die Federal Emergency Management Agency zudem bekannt, dass dem Bundesstaat Montana Katastrophenhilfe des Bundes zur Verfügung gestellt wurde. Laut dem National Weather Service haben starker Regen und zusätzlich schmelzender Schnee in den Beartooth- und Absaroka Mountains ein Ansteigen der Pegelstände von Yellowstone River, Stillwater River und Clarks Fork Yellowstone River auf ein Rekordhoch bewirkt und Fels- und Schlammlawinen ausgelöst. Innerhalb von drei Tagen sei mehr als das dreifache des durchschnittlichen Monatsniederschlags für den Monat Juni gefallen. Die Überschwemmungen haben Berichten zufolge Schäden in Höhe von 29 Millionen US-Dollar verursacht.

#### Brückeneinsturz 2023

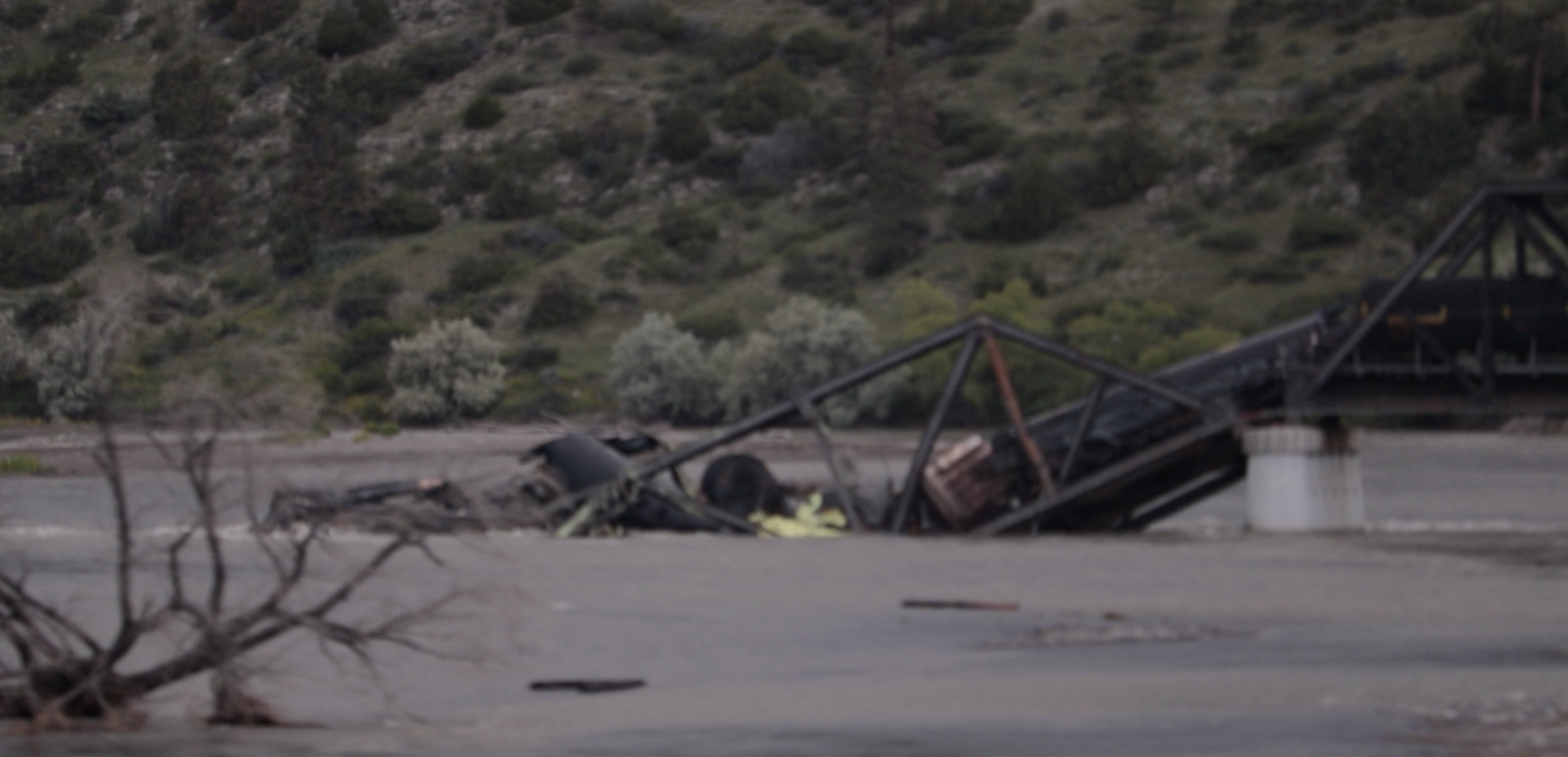
Die eingestürzte Fachwerkbrücke über den Yellowstone River bei Columbus, Juni 2023.

Am 24. Juni 2023 stürzte bei Columbus im Stillwater County gegen 6 Uhr morgens eine Eisenbahnbrücke über den Yellowstone River ein, als ein Güterzug mit Gefahrgut sie überquerte. Mehrere Waggons, die heißen Asphalt und geschmolzenen Schwefel transportierten, landeten dabei im Fluss. Die Trinkwasserentnahme aus dem Yellowstone River flussabwärts der Unfallstelle wurde infolge des Unfalls vorübergehend eingestellt. Die 47 m lange MRL - Yellowstone River Bridge gehörte dem Unternehmen Montana Rail Link und wurde im Jahr 1918 erbaut. Die Ursache des Einsturzes ist nicht hinreichend geklärt, Experten gehen aber davon aus, dass die Brückenpfeiler durch mehrere Fluten und zunehmende Erosion beschädigt wurden. Die parallel zur eingestürzten Eisenbahnbrücke verlaufende Twin Bridges Road Bridge wurde bereits im Jahr 2021 aufgrund von Einsturzgefahr abgerissen, nachdem sich über Jahre hinweg Pfeilerkolk an den Stützen abgesetzt hatte. Durch den Brückeneinsturz wurde zudem ein Internetkabel beschädigt, die Internetverbindung wurde in Teilen Montanas unterbrochen.
Zwei Monate nach dem Unglück konnte lediglich die Hälfte der ausgelaufenen 180.000 Liter Asphalt aus dem Fluss entfernt werden. Der Asphalt setzte sich auf Sandbänken und an Felsen am Ufer ab, zudem konnten noch nicht alle Waggons aus dem Fluss geborgen werden. Fallende Pegelstände hatten das operieren von Booten auf dem Fluss erschwert. Auf einer Strecke von mehr als 200 km flussabwärts des Unglücksorts wurden Reste von Asphalt und Schwefel gefunden, die sich unter anderem an den Flussinseln angesammelt hätten. Durch die heißen Sommertemperaturen wurden dicke Teermatten im Fluss zu einer dickflüssigen Flüssigkeit erhitzt. In Gebirgsweißfischen (Prosopium williamsoni), die flussabwärts geangelt wurden, konnten in den Monaten nach dem Unfall erhöhte Konzentrationen polycyclischer aromatischer Kohlenwasserstoffe (PAK) festgestellt werden, die mit dem Auslaufen des Asphalts in Verbindung gebracht wurden. Vom Verzehr der Fische wurde infolgedessen abgeraten. Die Brücke selbst wurde innerhalb von zwei Monaten wieder aufgebaut.

## Natur und Umwelt

### Wasserqualität

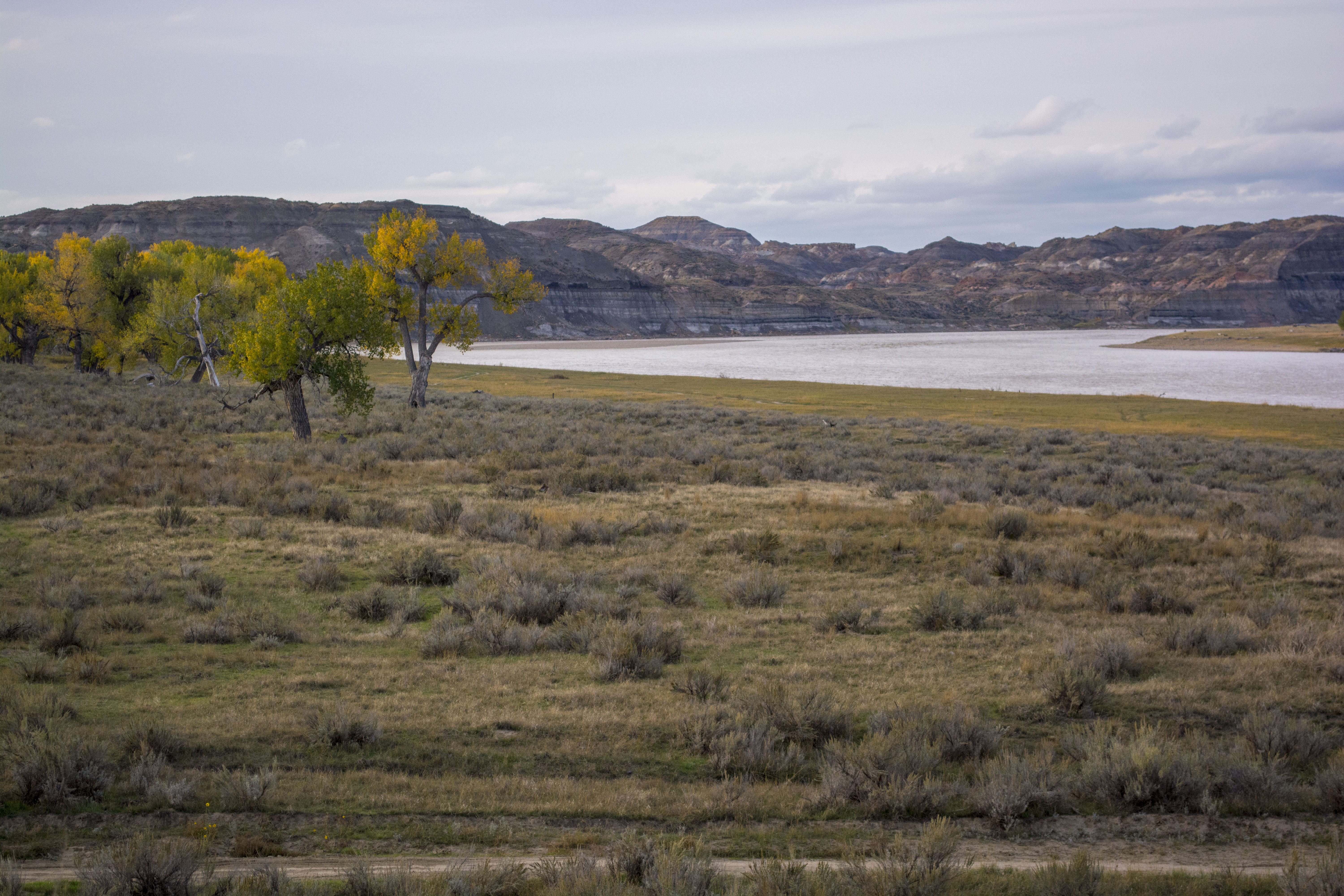
Ufervegetation am unteren Yellowstone River.

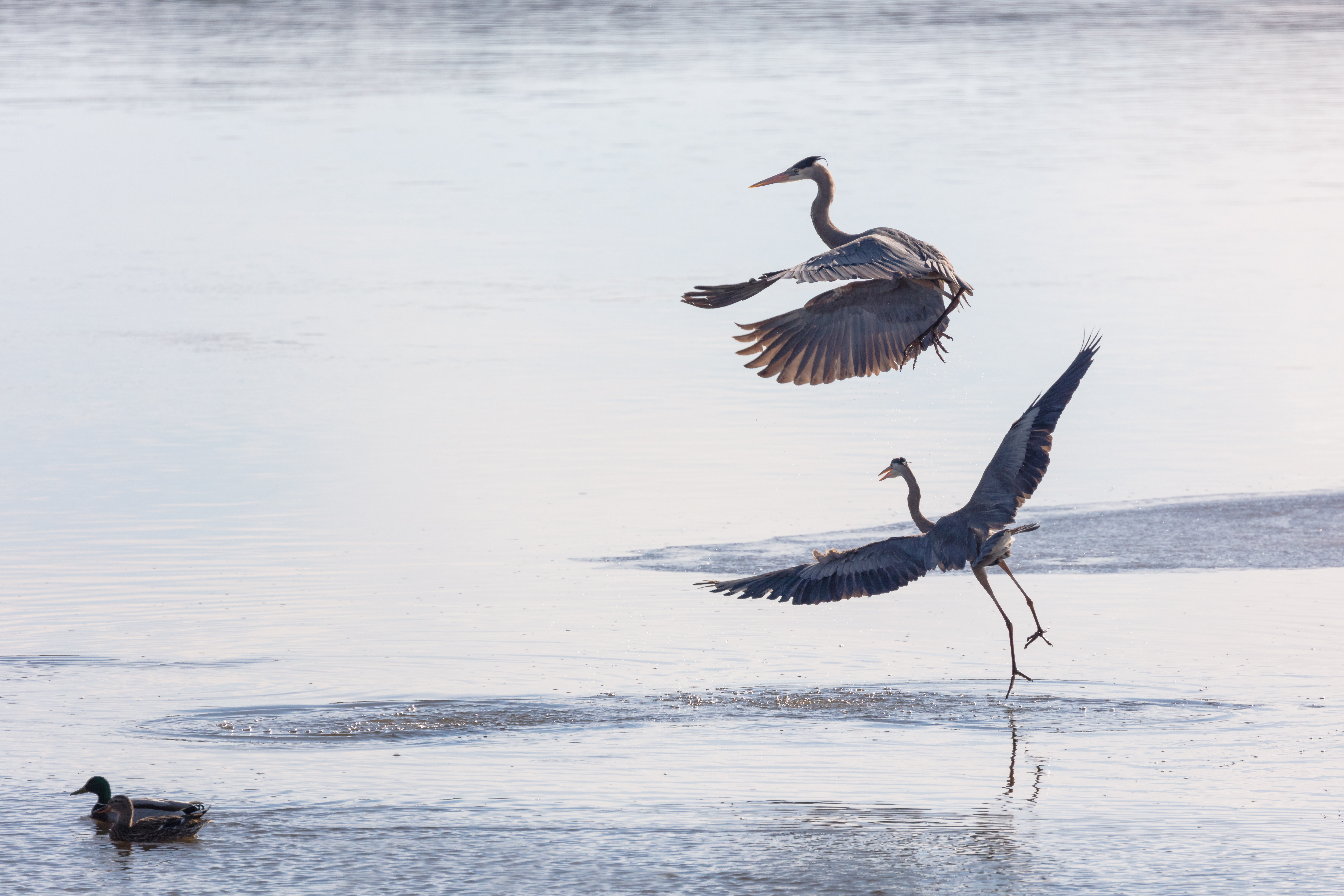
Kanadareiher (Ardea herodias) am Yellowstone River.

Die Wasserqualität des Yellowstone River nimmt von der Quelle zur Mündung ab, kann aber dennoch als gut eingestuft werden; das Wasser weist keine größeren Schadstoffeinträge auf. Die Gesamtmenge an Schwebstoffen, Feststoffen und Sulfaten sowie die Trübung und die Wassertemperatur steigen im Flussverlauf. Der Anteil von gelösten Feststoffen im Wasser ist in niederschlags- und vegetationsarmen Bereichen des Einzugsgebiets, sprich am Unterlauf des Yellowstone River, höher als am bewaldeten und niederschlagsreichen Oberlauf des Flusses. Anthropogene Einflüsse, etwa durch die Landwirtschaft oder Bergbauaktivitäten, können den Anteil an Feststoffen erhöhen. Ein Großteil der transportierten Sedimente entstammt den Gebirgsbecken und Ebenen, allein 47 % gelangen aus dem Einzugsgebiet des Powder River in den Yellowstone, obwohl dieses nur rund 5 % des Abflusses spendet.

### Flora und Fauna
Rund 3 % des Einzugsgebiets, vorrangig in den Hochlagen der Beartooth Mountains über 3100 m Höhe, sind von Bergtundra bedeckt. Hier wachsen vorrangig Sauergrasgewächse (Cyperaceae), Kraut-Weiden (Salix herbacea) und verschiedene Zwergsträucher und Gräser. In der subalpinen Höhenstufe dominieren Fichten- und Kiefernwälder, in tieferen Lagen mit offeneren Waldbeständen in der Great Plains Province ist vor allem die Ponderosa-Kiefer (Pinus ponderosa) vorherrschend, zudem wächst großflächig der Wüsten-Beifuß (Artemisia tridentata). Insgesamt sind 19 % des Einzugsgebiets mit gemäßigten Nadelwäldern bedeckt, Steppenlandschaften nehmen mit 44 % die größte Fläche ein. In der vorherrschenden Strauchsteppe wächst eine Vielzahl von Wildblumen, zudem ist hier auch der Wüsten-Beifuß heimisch. Die Ufervegetation ist im Einzugsgebiet sehr vielfältig und umfasst Auwald, Sumpflandschaften sowie, Wiesen-, Strauch- und Waldgesellschaften. An den Quellbächen sind ebenfalls Sauergrasgewächse und kleinere Zwergsträucher zu finden, während die Flussufer in den Bergtälern durch Erlen (Alnus) und größere Weiden dominiert werden. In den Vorbergen und Gebirgsbecken besteht die Ufervegetation primär aus Pappeln (Populus), Kiefern und Fichten.

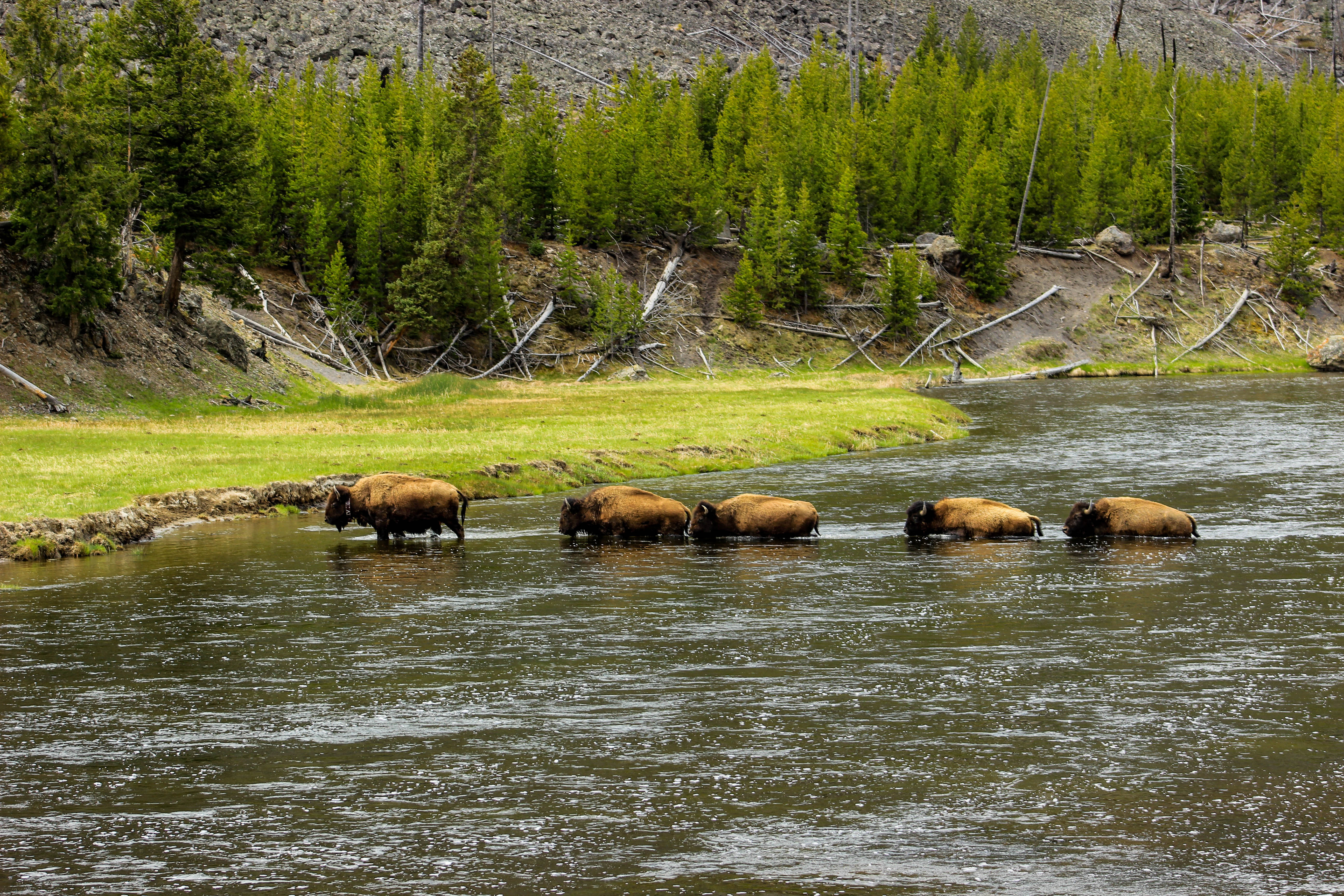
Amerikanische Bisons bei Durchqueren des Flusses im Yellowstone-Nationalpark.

Der Yellowstone River gilt als artenreich und beheimatet insgesamt 56 Fischarten aus 16 Familien. 20 Arten kommen als Neozoen vor. Fischökologisch kann der Fluss in drei Fischregionen unterteilt werden. Die obere Kaltwasserzone erstreckt sich über 357 km von der Quelle bis zur Einmündung des Boulder River; eine Übergangszone (258 km) bis zur Einmündung des Bighorn River trennt die Kaltwasserzone von der unteren Warmwasserzone, die sich über 476 km bis zur Mündung erstreckt. Die höchsten gemessenen Wassertemperaturen in den drei Zonen betrugen 23 °C, 26,5 °C bzw. 29 °C. Im oberen Yellowstone River oberhalb der Upper Falls kommen mit der im Größeren-Yellowstone-Ökosystem endemischen Yellowstone-Cutthroat-Forelle (Oncorhynchus clarkii bouvieri) und dem Langnasen-Dace (Rhinichthys cataractae) nur zwei autochthone sowie zusätzlich zwei weitere allochthone Fischarten vor. Im Flussverlauf steigt die Anzahl der Arten kontinuierlich an.
Die Landschaft entlang des Flusses weist eine hohe Artenvielfalt auf und ist unter anderem Heimat von Weißkopfseeadlern (Haliaeetus leucocephalus), Wapitis (Cervus canadensis), Weißwedelhirschen (Odocoileus virginianus), Amerikanischen Schwarzbären (Ursus americanus), Amerikanischen Bisons (Bos Bison) oder Grizzlybären (Ursus arctos horribilis).

## Eingriffe in den Flusslauf

### StaudammAllenspur

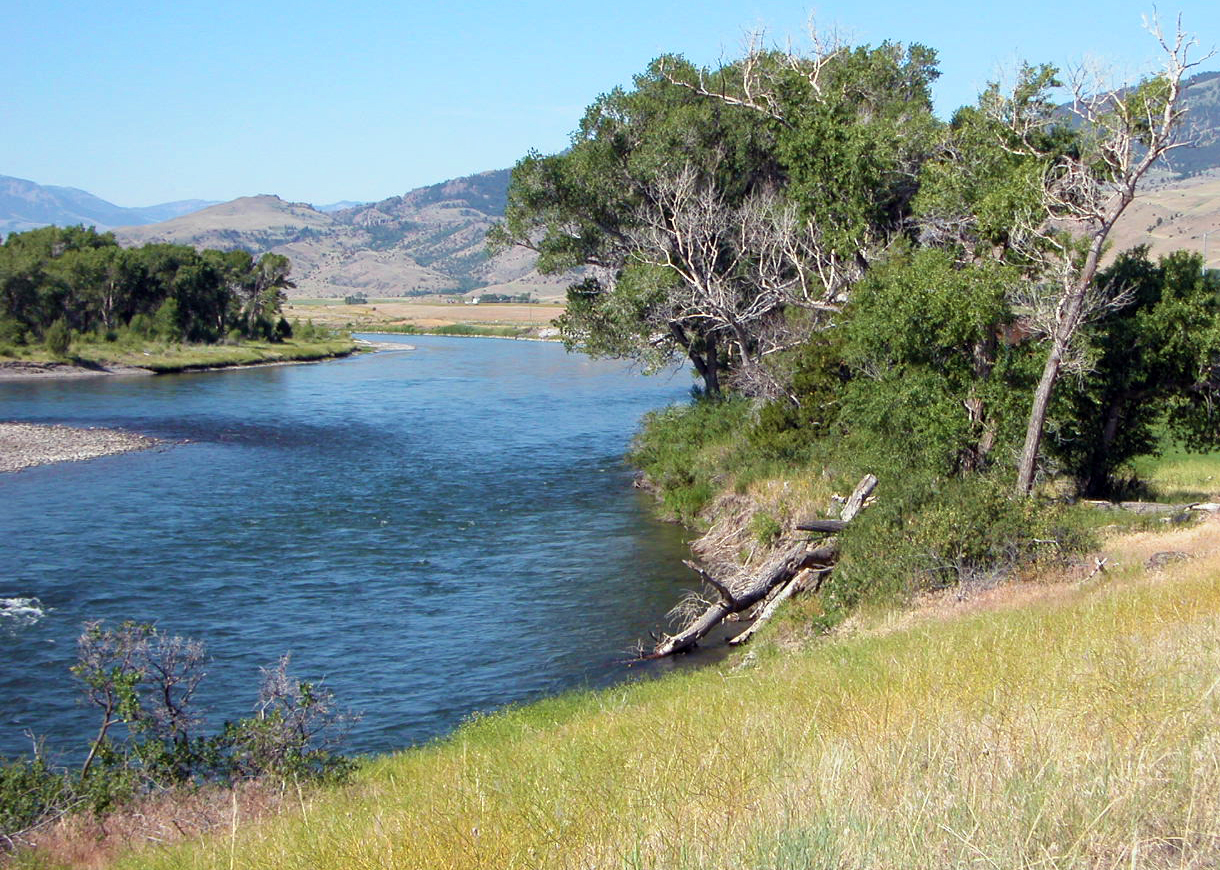
Yellowstone River im Paradise Valley, unweit des Standorts des geplanten Allenspur-Staudamms.

Erste Anstrengungen zum Schutz von Flüssen in den Vereinigten Staaten als frei fließende Gewässer begannen in den späten 1950er-Jahren als Folge der Wildnisbewegung der Nachkriegszeit. Der Begriff free-flowing (frei fließend) wurde um 1962 erstmals im Yellowstone River Basin verwendet. Im Rahmen eines geplanten Staudamms des Bureau of Reclamation am Standort Allenspur südlich von Livingston wurde eine Kosten-Nutzen-Analyse in Bezug auf das Freizeitpotenzial des Stausees durchgeführt. Der entsprechende Bericht besagte, dass der gesamte Flussabschnitt vom Yellowstone-Nationalpark flussabwärts über 295 Kilometer bis nach Billings vom National Park Service als frei fließender Fluss eingestuft wurde, der erhalten bleiben sollte. Der Bericht stellte auch fest, dass dieser Abschnitt des Yellowstone River ein hohes Fischreichtum aufweist und einer der wenigen verbliebenen Flüsse in den Vereinigten Staaten ist, der sich noch in einem relativ naturnahen Zustand befindet. Weitere Konflikte entstanden in den 1970er-Jahren, primär durch den Vorschlag einer groß angelegten Energieentwicklung im Yellowstone River Basin, die den Bau von 21 Kraftwerken in Minenmündungen in Ost-Montana zum Ziel hatte und jährlich schätzungsweise 3 Milliarden Kubikmeter Wasser aus dem Yellowstone River und seinen Nebenflüssen erfordern würde. Das Projekt bedrohte die landwirtschaftliche, freizeitliche und ökologische Lebensgrundlage vieler Menschen im südlichen Montana und führte auch dazu, dass das Bureau of Reclamation den Plan zum Bau des Staudamms in Allenspur wieder aufnahm.
Infolgedessen versuchten lokale Gemeinden und mehrere staatliche Stellen, einen dauerhafteren Rechtsschutz gegen den Bau von Staudämmen am Oberlauf des Yellowstone River durchzusetzen. Versuche, den Fluss durch Deklarierung als National Wild and Scenic River vor dem Bau eines Staudamms zu schützen, scheiterten aufgrund mangelnder Unterstützung. Man versuchte daraufhin, den Fluss im Rahmen von Wasserschutzgebieten unter Schutz zu stellen. Das Wasserschutzgebietssystem wurde Anfang der 1970er-Jahre durch die Ratifizierung einer neuen Staatsverfassung und die Verabschiedung eines neuen Wassernutzungsgesetzes geschaffen und beinhaltete die Vorgabe, gewisse Mindestwassermengen für Fische, Wildtiere und zur Erholung zurückzuhalten. Daher setzten sich Umweltschützer dafür ein, einen großen Staudamm am oberen Yellowstone River durch die "Reservierung" von Wassermengen dauerhaft zu verhindern.  Die Environment and Information Division des Montana Department of Fish and Game unter Leitung von Jim Posewitz nutzte einen strategischen Ansatz, der die Wasserreservierung im unteren Yellowstone River als grundlegend für die Minimierung industrieller Entwicklungsmöglichkeiten ansah, um den Bau eines Staudamms am oberen Yellowstone River zu verhindern. Posewitz und sein Team erstellten einen Antrag auf Wasserreservierung, in dem gefordert wurde, 10,1 Milliarden Kubikmeter von einem jährlichen Durchschnitt von etwa 10,8 Milliarden Kubikmetern zum Wohle von Fischen, Wildtieren und Erholung im Fluss zu belassen. Durch diese Forderung sah sich die Behörde mit starker politischer Opposition konfrontiert. Als Reaktion darauf startete sie eine Medienkampagne, die darauf abzielte, die breite Öffentlichkeit vom außerordentlichen ökologischen Wert des Yellowstone River zu überzeugen. Sie veröffentlichte eine Sonderausgabe des Magazins Montana Outdoors und den Film The Yellowstone Concerto, publizierte Zeitungsartikel und bot Exkursionen entlang des Flusses für Journalisten an. Im Dezember 1978 gewährte das Montana Board of Natural Resources and Conservation dem Montana Department of Fish and Game, jährlich 6,7 Milliarden Kubikmeter Wasser im Yellowstone River zu belassen. Obwohl dies weit unter den beantragten 10,1 Milliarden lag, war die Behörde mit der gewährten Menge zufrieden und legte keine Berufung gegen die Entscheidung ein. Der Wasserschutzstatus schuf einen rechtlichen Schutz, der den Bau eines großen Staudamms am Yellowstone River erschwerte. Er bot jedoch nicht den gleichen rechtlichen Schutz vor anderen potenziell umweltschädigenden Einflüssen wie Steinschüttungen, den Bau von Kanälen, Verschmutzung oder kleineren Staudämmen. Bis heute gilt die Verhinderung des massiven Staudamms als einer der größten ökologischen Erfolge in der Geschichte Montanas. Der geplante Staudamm im Allenspur Canyon und die Überflutung des Paradise Valley hätten Landschaft, Ökologie und Wirtschaft der Region für immer verändert.

### Situation heute

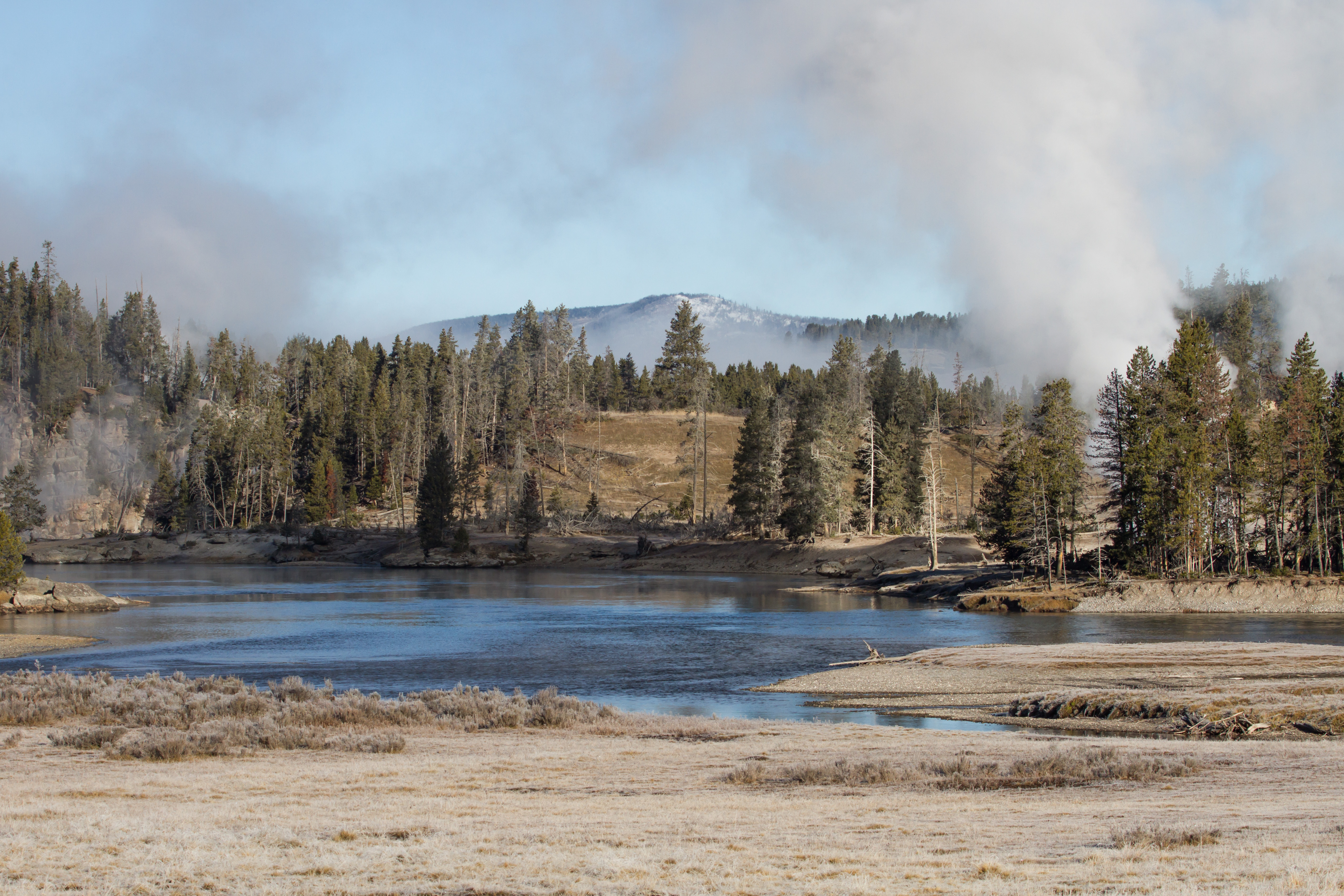
Der Yellowstone River in der Region Mud Volcano im Hayden Valley

Der Yellowstone River gilt heute nach wie vor als längster frei fließender Fluss in den Lower 48 und wurde bis heute nicht durch den Bau von Staudämmen oder Talsperren beeinflusst. Dennoch gibt es am Fluss sechs kleinere Abschlagsbauwerke, die Einfluss auf die Fischwanderungen einiger Arten haben. Am Huntley Diversion Dam erfolgte bereits der Bau einer Fischtreppe. Der Intake Diversion Dam liefert Bewässerungswasser für etwa 235 km² und 200 Haushalte. Das 1909 erbaute Bauwerk hinderte unter anderem den stark gefährdeten Weißen Schaufelstör (Scaphirhynchus albus) daran, die flussaufwärts gelegenen Laichgründe zu erreichen. Im Jahr 2022 wurde dort ein 44 Millionen US-Dollar teures Bauprojekt fertiggestellt, das den Fischen nun ermöglicht, den Damm zu umgehen. Im Gegensatz zu größeren Staudämmen speichern Abschlagsbauwerke kein Wasser, sondern erhöhen den Pegel eines Flusses an einer bestimmten Stelle, um einen Teil des Wassers in einen separaten Kanal umzuleiten – typischerweise in einen Bewässerungskanal. Diese Abschlagsbauwerke – ebenso wie Uferbefestigungen und Steinschüttungen am Oberlauf des Flusses – stellen einen Widerspruch zum Mythos des Yellowstone als letzter großer Wildfluss in den Contiguous United States dar. Die größte Bedrohung für den Yellowstone River geht heute von der ebenjener Entwicklung der Überschwemmungsgebiete aus. Weit verbreitete Kanalisierungsprojekte in Form von Deichen, Uferbefestigungen und Steinschüttungen greifen in den Flussverlauf ein und verhindern ein Ausbreiten des Flusses in die Überschwemmungsgebiete. Zudem gefährden sie einen wichtigen Lebensraum in Seitenkanälen oder Flussarmen. Im Paradise Valley sind bereits 25 % der Flussufer von solchen Eingriffen betroffen.

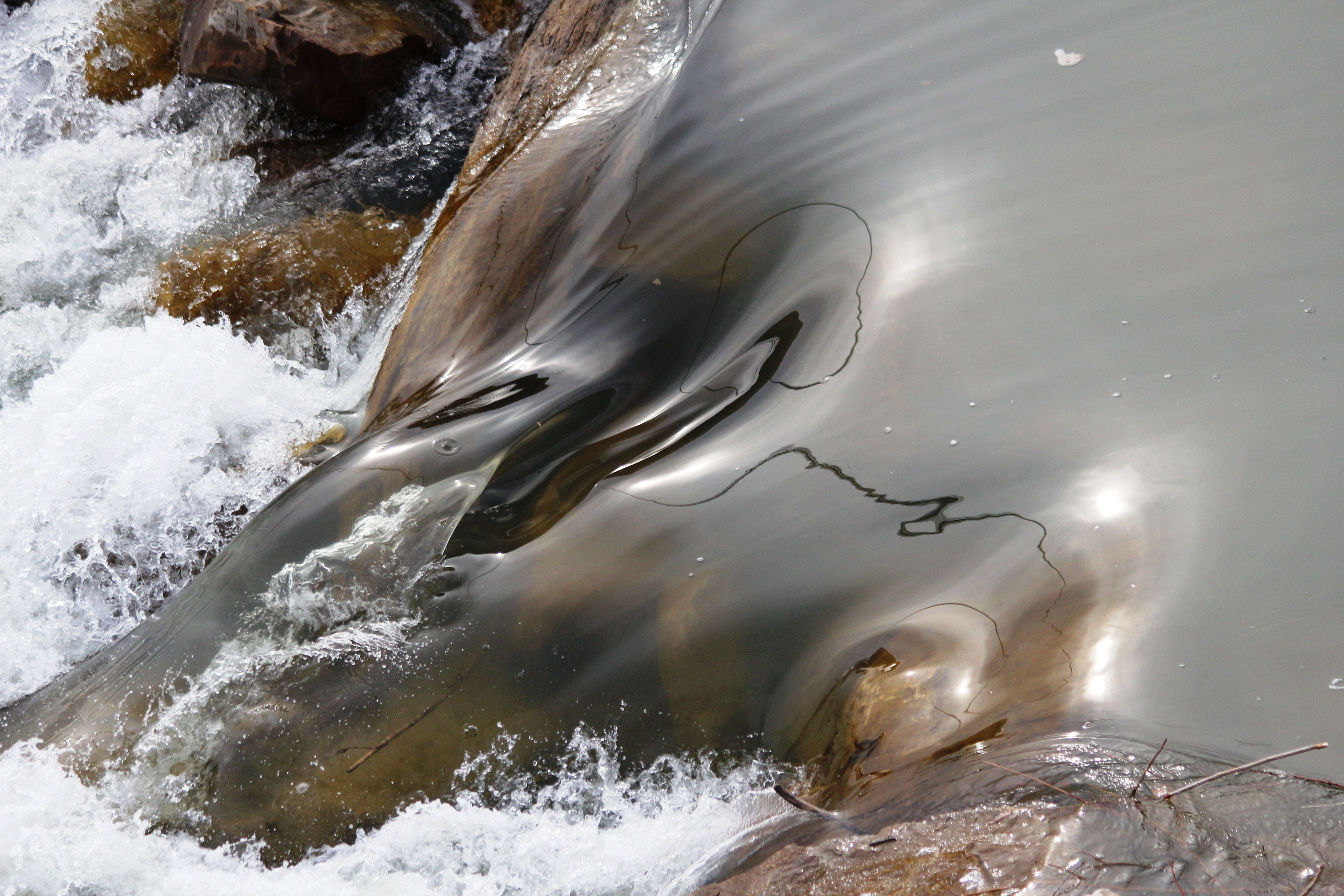
Yellowstone River am Intake Diversion Dam südlich von Glendive, Montana.

Die mangelhafte Konstruktion von Ölpipelines führte bei Überschwemmungen und Eisstaus zu Rissen, die 2011 und 2015 zwei katastrophale Ölverschmutzungen im unteren Yellowstone River zur Folge hatten. Eine weitere Herausforderung für den Yellowstone River besteht durch den geplanten Bau eines Staudamms flussabwärts von Glendive, der die Fischwanderung für den gefährdeten Schaufelstör und viele andere einheimische Fischarten weiter erschweren könnte.
Auch wenn der Bau eines Staudamms am Yellowstone River bis heute verhindert werden konnte, wurden an mehreren Nebenflüssen größere Staudämme errichtet. Bereits 1909 erfolgte der Bau der Buffalo-Bill-Talsperre am Shoshone River; der Bighorn River wurde 1951 zum Boysen Reservoir und 1967 zum Bighorn Lake aufgestaut. Zudem sind mit dem Bull Lake Dam am Wind River-Zufluss Bull Lake Creek und dem Tongue River Dam am Tongue River im Big Horn County zwei weitere Staudämme errichtet worden. Der Lake DeSmet im Johnson County wurde durch einen Staudamm vergrößert.

## Verkehr

### Verkehrswege
Die Bahnstrecke der ehemaligen Northern Pacific Railway folgt dem Verlauf des Yellowstone River für nahezu 800 Kilometer von Livingston bis zur Mündung in North Dakota. Die Northern Pacific Railway ging im Jahr 1970 in die Burlington Northern Railroad auf. In den 1980er-Jahren rationalisierte die Gesellschaft ihr Streckennetz, in dem sie unwirtschaftliche oder doppelte Strecken stilllegte oder verkaufte. So wurde unter anderem die ehemalige Northern Pacific-Hauptstrecke zwischen Huntley, Montana und Sandpoint, Idaho an die Montana Rail Link verkauft. 1995 fusionierte die Burlington Northern mit der Atchison, Topeka & Santa Fe zur Burlington Northern Santa Fe Railway.

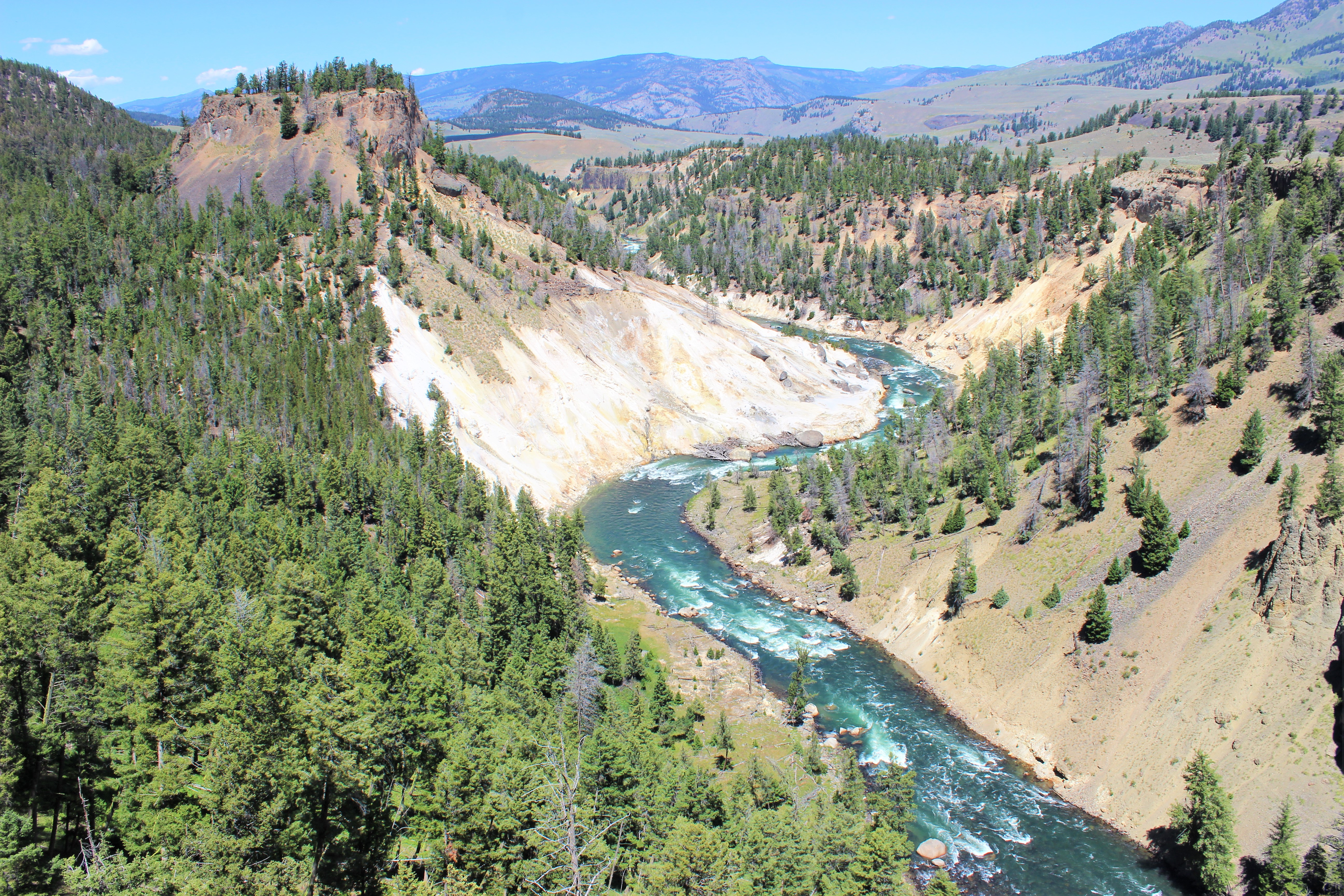
Blick von der Grand Loop Road auf die Calcite Springs am Yellowstone River.

Eine Vielzahl von State-, U.S.- und Interstate-Highways verläuft entlang des Yellowstone River. Am Oberlauf führt die Grand Loop Road im Verlauf vom Yellowstone Lake durch das Hayden Valley bis zum Grand Canyon of the Yellowstone am Fluss entlang; ab Gardiner folgt der U.S. Highway 89 sowie im Paradise Valley zusätzlich der Montana Secondary Highway 540 dem Flussverlauf bis nach Livingston. Ab Livingston verlaufen U.S. Highway 191 und Interstate 90 gebündelt südseitig des Flusses bis Big Timber, wo der US-191 den Yellowstone überquert und nach Norden in Richtung Harlowton führt. Die I-90 folgt dem Fluss weiter als Hauptverkehrsachse nach Osten für mehrere hundert Kilometer bis nach Laurel, von wo aus sie dem Verlauf des U.S. Highway 212 bis Billings folgt. Hinter Billings biegen die I-90 sowie der kurzzeitig parallel verlaufende U.S. Highway 87 nach Osten ab, während nun die Interstate 94 teilweise mehrere Kilometer südlich des Yellowstone River, teilweise direkt am Fluss, in nordöstliche Richtung führt. Bei Forsyth trifft der U.S. Highway 12 auf die Interstate; beide verlaufen gebündelt südlich des Flusses bis Miles City. Dort biegt der US-12 durch die Pine Hills nach Osten ab; die Interstate 94 folgt dem Fluss noch bis nach Glendive im östlichsten Montana. Hier entfernt sich auch die I-94 in östliche Richtung, stattdessen führen der kleinere Montana Highway 16 (bis Sidney), der Montana Highway 200 (von Sidney bis Fairview) sowie der North Dakota Highway 58 (von Fairview bis zur Mündung) linksseitig des Yellowstone in nordöstliche Richtung.

### Brücken

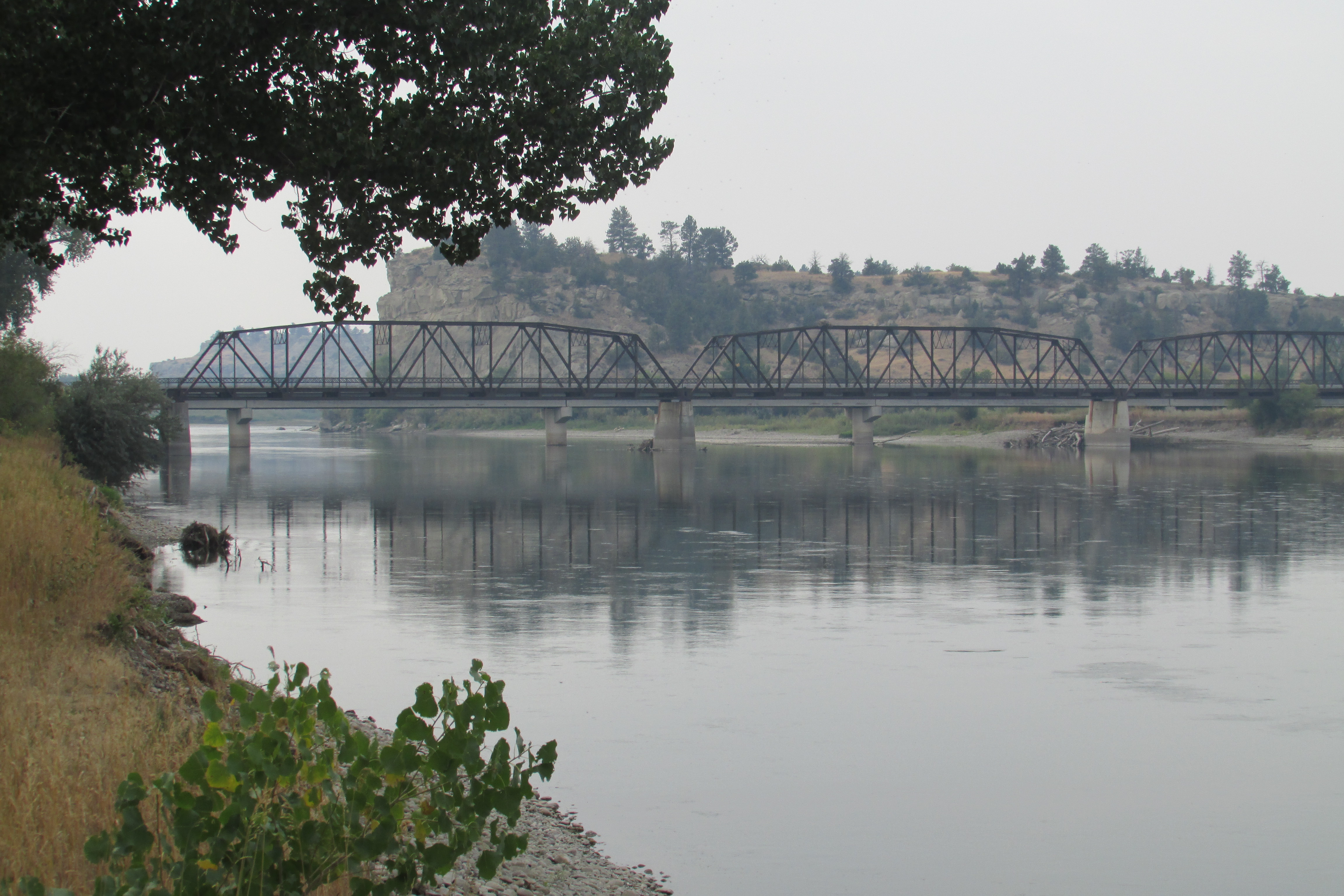
Die Bundy Bridge quert den Yellowstone bei Pompeys Pillar, Montana.

Der Yellowstone River wird von insgesamt 54 Brücken überquert. Dazu gehören zahlreiche historische Fachwerkbrücken, die auch heute teilweise noch von Zügen der Montana Rail Link befahren werden. Die älteste noch bestehende Brücke ist die 1905 erbaute BNSF - Yellowstone River Bridge bei Laurel. Einige Fachwerkbrücken wie die Fort Keogh Bridge oder die Forsyth Bridge wurden im Laufe des 21. Jahrhunderts zerstört oder abgerissen, mehrere Brücken werden heute als Fußgängerbrücken genutzt. Die wohl bedeutendste Brücke über den Yellowstone River ist die 1913 errichtete Fairview Lift Bridge, eine Hubbrücke, die den Yellowstone bei Flusskilometer 15 überquert. Die folgende Liste umfasst alle bestehenden und ehemalige Brücken über den Yellowstone River.

| North Dakota | North Dakota                       | North Dakota          | North Dakota | North Dakota        | North Dakota                                                                                        | North Dakota                             | North Dakota | North Dakota |
| Abb.         | Bezeichnung                        | Stromkilometer        | Erbaut       | Konstruktion        | Überführt                                                                                           | Ort                                      | County       | Koordinate   |
| ------------ | ---------------------------------- | --------------------- | ------------ | ------------------- | --------------------------------------------------------------------------------------------------- | ---------------------------------------- | ------------ | ------------ |
|              | ND-200 Bridge                      | 14,3 km (8,9 mi)      | 1955         | Fachwerkbrücke      | North Dakota Highway 200                                                                            | Cartwright, North Dakota                 | McKenzie     |              |
|              | Fairview Lift Bridge               | 14,6 km (9,1 mi)      | 1913         | Hubbrücke           | Great Northern Railway (bis 1956) Fairview Bridge & Cartwright Tunnel Trail (Fuß- und Radwanderweg) | Cartwright, North Dakota                 | McKenzie     |              |
| Montana      |                                    |                       |              |                     | |                                          |              |              |
| Abb.         | Bezeichnung                        | Stromkilometer        | Erbaut       | Konstruktion        | Überführt                                                                                           | Ort                                      | County       | Koordinate   |
|              | MT-23 Bridge                       | 48,5 km (30,1 mi)     | 1994         | Balkenbrücke        | Montana State Highway 23                                                                            | Sidney, Montana                          | Richland     |              |
|              | I-94 Bridge                        | 145,3 km (90,3 mi)    | 1968         | Balkenbrücke        | Interstate 94                                                                                       | Glendive, Montana West Glendive, Montana | Dawson       |              |
|              | I-94-BL Bridge                     | 147,3 km (91,5 mi)    | 1958         | Balkenbrücke        | Interstate 94-Business Loop                                                                         | Glendive, Montana West Glendive, Montana | Dawson       |              |
|              | Bell Street Bridge                 | 147,5 km (91,7 mi)    | 1925         | Fachwerkbrücke      | Bell Street                                                                                         | Glendive, Montana West Glendive, Montana | Dawson       |              |
|              | BNSF - Black Bridge                | 149,1 km (92,6 mi)    | 1910         | Fachwerkbrücke      | BNSF Railway                                                                                        | Glendive, Montana West Glendive, Montana | Dawson       |              |
|              | Yellowstone River Bridge           | 197,9 km (123 mi)     | 1945         | Fachwerkbrücke      | Frontage Road 114                                                                                   | Fallon, Montana                          | Prairie      |              |
|              | I-94 Bridges                       | 198,0 km (123 mi)     | 1978         | Balkenbrücken       | Interstate 94                                                                                       | Fallon, Montana                          | Prairie      |              |
|              | MT-253 Bridge                      | 215,0 km (133,6 mi)   | 1959         | Balkenbrücke        | Montana Secondary Highway 253                                                                       | Terry, Montana                           | Prairie      |              |
|              | Calypso Bridge                     | 227,0 km (141,1 mi)   | 1907         | Fachwerkbrücke      | Milwaukee Road (ehemals) Milwaukee Road (Straße)                                                    | Terry, Montana                           | Prairie      |              |
|              | Kinsey Bridge                      | 270,9 km (168,3 mi)   | 1907         | Fachwerkbrücke      | Milwaukee Road (ehemals) Tusler Road                                                                | Kinsey, Montana                          | Custer       |              |
|              | MT-59 Bridge                       | 289,9 km (180,1 mi)   | 1957         | Balkenbrücke        | Montana State Highway 59                                                                            | Miles City, Montana                      | Custer       |              |
|              | Fort Keogh Bridge                  | 293,9 km (182,6 mi)   | 1902         | Fachwerkbrücke      | Durch Hochwasser 2011 beschädigt, 2012 abgerissen                                                   | Miles City, Montana                      | Custer       |              |
|              | Paragon Bridge                     | 298,8 km (185,7 mi)   | 1907         | Fachwerkbrücke      | Milwaukee Road (ehemals) Unbefestigte Straße                                                        | Miles City, Montana                      | Custer       |              |
|              | MT-446 Bridge                      | 354,2 km (220,1 mi)   | 1970         | Balkenbrücke        | Montana Secondary Highway 446                                                                       | Rosebud, Montana                         | Rosebud      |              |
|              | Forsyth Bridge                     | 377,4 km (234,5 mi)   | 1904         | Fachwerkbrücke      | 1958 teilweise abgebaut, lediglich das Gerüst ist noch vorhanden                                    | Forsyth, Montana                         | Rosebud      |              |
|              | US-12 Bridge                       | 377,8 km (234,8 mi)   | 1958         | Balkenbrücke        | U.S. Highway 12                                                                                     | Forsyth, Montana                         | Rosebud      |              |
|              | Myers Bridge                       | 452,3 km (281 mi)     | 1968         | Balkenbrücke        | Myers Road                                                                                          | Myers, Montana                           | Treasure     |              |
|              | Musselshell Bridge                 | 478,8 km (297,5 mi)   | 1964         | Balkenbrücke        | Musselshell Trail Road                                                                              | Custer, Montana                          | Yellowstone  |              |
|              | Bundy Bridge                       | 526,4 km (327,1 mi)   | 1915         | Fachwerkbrücke      | Bundy Road (ehemals), heute Fußgängerbrücke                                                         | Nibbe, Montana                           | Yellowstone  |              |
|              | Bundy Bridge                       | 526,4 km (327,1 mi)   | 2001         | Balkenbrücke        | Bundy Road                                                                                          | Nibbe, Montana                           | Yellowstone  |              |
|              | Huntley Bridge                     | 558,8 km (347,2 mi)   | 1949         | Balkenbrücke        | Highway 312                                                                                         | Huntley, Montana                         | Yellowstone  |              |
|              | East Bridge                        | 578,0 km (359,2 mi)   | 1993         | Balkenbrücke        | Interstate 90-Business Loop U.S. Highway 87                                                         | Lockwood, Montana Billings, Montana      | Yellowstone  |              |
|              | MRL - Yellowstone River Bridge     | 578,1 km (359,2 mi)   | 1922         | Fachwerkbrücke      | Montana Rail Link                                                                                   | Lockwood, Montana Billings, Montana      | Yellowstone  |              |
|              | I-90 Bridges                       | 578,4 km (359,4 mi)   | 1943         | Balkenbrücken       | Interstate 90 U.S. Highway 212                                                                      | Lockwood, Montana Billings, Montana      | Yellowstone  |              |
|              | I-90 Bridges                       | 578,4 km (359,4 mi)   | 2023         | Balkenbrücken       | Interstate 90 U.S. Highway 212                                                                      | Lockwood, Montana Billings, Montana      | Yellowstone  |              |
|              | Thomas Dolan/South Billings Bridge | 588,4 km (365,6 mi)   | 1972         | Balkenbrücke        | Montana Secondary Highway 416                                                                       | Billings, Montana                        | Yellowstone  |              |
|              | Duck Creek Bridge                  | 599,5 km (372,5 mi)   | 1915         | Fachwerkbrücke      | Duck Creek Road                                                                                     | Billings, Montana                        | Yellowstone  |              |
|              | Duck Creek Bridge                  | 599,5 km (372,5 mi)   | 1991         | Balkenbrücke        | Duck Creek Road                                                                                     | Billings, Montana                        | Yellowstone  |              |
|              | US 212 Yellowstone River Bridge    | 611,7 km (380,1 mi)   | 1997         | Balkenbrücke        | U.S. Highway 212 U.S. Highway 310                                                                   | Laurel, Montana                          | Yellowstone  |              |
|              | BNSF - Yellowstone River Bridge    | 611,7 km (380,1 mi)   | 1905         | Fachwerkbrücke      | BNSF Railway                                                                                        | Laurel, Montana                          | Yellowstone  |              |
|              | MT-78 Bridge                       | 659,4 km (409,7 mi)   | 1957         | Balkenbrücke        | Montana State Highway 78                                                                            | Columbus, Montana                        | Stillwater   |              |
|              | I-90 Bridges                       | 678,9 km (421,8 mi)   | 1976         | Balkenbrücke        | Interstate 90                                                                                       | Reed Point, Montana                      | Stillwater   |              |
|              | Twin Bridges Road Bridge           | 679,6 km (422,3 mi)   | 1931         | Fachwerkbrücke      | Twin Bridges Road (ehemals), 2021 abgerissen                                                        | Reed Point, Montana                      | Stillwater   |              |
|              | MRL - Yellowstone River Bridge     | 679,6 km (422,3 mi)   | 1918         | Fachwerkbrücke      | Montana Rail Link                                                                                   | Reed Point, Montana                      | Stillwater   |              |
|              | Reed Point Bridge                  | 689,2 km (428,2 mi)   | 2000         | Balkenbrücke        | Reed Point Road                                                                                     | Reed Point, Montana                      | Stillwater   |              |
|              | Greycliff Bridge                   | 710,3 km (441,4 mi)   | 1911         | Fachwerkbrücke      | Lower Sweet Grass Road                                                                              | Greycliff, Montana                       | Sweet Grass  |              |
|              | Greycliff Bridge                   | 710,3 km (441,4 mi)   | 1991         | Balkenbrücke        | Lower Sweet Grass Road                                                                              | Greycliff, Montana                       | Sweet Grass  |              |
|              | Yellowstone River Bridge           | 731,0 km (454,2 mi)   | 1938         | Balkenbrücke        | U.S. Highway 191                                                                                    | Big Timber, Montana                      | Sweet Grass  |              |
|              | Voges Bridge                       | 745,0 km (462,9 mi)   | 1914         | Fachwerkbrücke      | Grey Bear Road                                                                                      | Big Timber, Montana                      | Sweet Grass  |              |
|              | Voges Bridge                       | 745,0 km (462,9 mi)   | 2000         | Balkenbrücke        | North Yellowstone Trail Road                                                                        | Big Timber, Montana                      | Sweet Grass  |              |
|              | Springdale Bridge                  | 760,3 km (472,4 mi)   | 1908         | Fachwerkbrücke      | Abgerissen                                                                                          | Springdale, Montana                      | Park         |              |
|              | Springdale Bridge                  | 760,3 km (472,4 mi)   | 1980         | Balkenbrücke        | Convict Grade Road                                                                                  | Springdale, Montana                      | Park         |              |
|              | Highway 89 Crossing                | 784,7 km (487,6 mi)   | 1955         | Balkenbrücke        | U.S. Highway 89                                                                                     | Livingston, Montana                      | Park         |              |
|              | NP - Yellowstone River Bridge      | 784,7 km (487,6 mi)   | 1897         | Fachwerkbrücke      | Northern Pacific Railway (ehemals) 2023 eingestürzt und abgerissen                                  | Livingston, Montana                      | Park         |              |
|              | MRL - Yellowstone River Bridge     | 793,4 km (493 mi)     | 1918         | Fachwerkbrücke      | Montana Rail Link                                                                                   | Livingston, Montana                      | Park         |              |
|              | Yellowstone River Bridge           | 793,5 km (493,1 mi)   | 1934         | Balkenbrücke        | U.S. Highway 89                                                                                     | Livingston, Montana                      | Park         |              |
|              | Yellowstone River Bridge           | 793,5 km (493,1 mi)   | 2013         | Balkenbrücke        | U.S. Highway 89                                                                                     | Livingston, Montana                      | Park         |              |
|              | I-90 Bridges                       | 797,7 km (495,7 mi)   | 1962         | Balkenbrücken       | Interstate 90 U.S. Highway 191                                                                      | Livingston, Montana                      | Park         |              |
|              | Carter's Bridge                    | 803,6 km (499,3 mi)   | 1921         | Bogenbrücke         | Montana Secondary Highway 540                                                                       | Livingston, Montana                      | Park         |              |
|              | Pine Creek Bridge                  | 815,8 km (506,9 mi)   | 1910         | Fachwerkbrücke      | Pine Creek Road                                                                                     | Pine Creek, Montana                      | Park         |              |
|              | Pine Creek Bridge                  | 815,8 km (506,9 mi)   | 1990         | Balkenbrücke        | Pine Creek Road                                                                                     | Pine Creek, Montana                      | Park         |              |
|              | Mill Creek Bridge                  | 832,7 km (517,4 mi)   | 1960         | Balkenbrücke        | Mill Creek Road                                                                                     | Pray, Montana                            | Park         |              |
|              | Emigrant Bridge                    | 843,0 km (523,8 mi)   | 1949         | Balkenbrücke        | Murphy Lane                                                                                         | Emigrant, Montana                        | Park         |              |
|              | US-89 Bridge                       | 861,7 km (535,4 mi)   | 1958         | Balkenbrücke        | U.S. Highway 89                                                                                     | South Glastonbury, Montana               | Park         |              |
|              | Carbella Bridge                    | 868,6 km (539,7 mi)   | 1918         | Fachwerkbrücke      | Tom Miner Creek Road                                                                                | Corwin Springs, Montana                  | Park         |              |
|              | Yellowstone River Bridge           | 883,3 km (548,9 mi)   | 1908         | Fachwerkbrücke      | Cinnabar Basin Road                                                                                 | Corwin Springs, Montana                  | Park         |              |
|              | Yellowstone River Bridge           | 883,3 km (548,9 mi)   | 2008         | Balkenbrücke        | Cinnabar Basin Road                                                                                 | Corwin Springs, Montana                  | Park         |              |
|              | Gardiner Bridge                    | 896,2 km (556,9 mi)   | 1930         | Fachwerkbrücke      | U.S. Highway 89                                                                                     | Gardiner, Montana                        | Park         |              |
|              | Blacktail Bridge                   | 909,6 km (565,2 mi)   | 1994         | Hängebrücke         | Blacktail Deer Creek Trail                                                                          | Gardiner, Montana                        | Park         |              |
| Wyoming      |                                    |                       |              |                     | |                                          |              |              |
| Abb.         | Bezeichnung                        | Stromkilometer        | Eröffnung    | Konstruktion        | Überführt                                                                                           | Ort                                      | County       | Koordinate   |
|              | Hellroaring Suspension Bridge      | 922,6 km (573,3 mi)   | 1935         | Hängebrücke         | Hellroaring Creek Trail                                                                             | Tower Junction, Wyoming                  | Park         |              |
|              | Yellowstone River Bridge           | 930,9 km (578,4 mi)   | 1961         | Balkenbrücke        | U.S. Highway 212 Northeast Entrance Road                                                            | Tower Junction, Wyoming                  | Park         |              |
|              | Yellowstone River Bridge           | 930,9 km (578,4 mi)   | 2025         | Balkenbrücke        | U.S. Highway 212 Northeast Entrance Road                                                            | Tower Junction, Wyoming                  | Park         |              |
|              | Chittenden Bridge                  | 965,6 km (600 mi)     | 1903         | Bogenbrücke         | South Rim Drive                                                                                     | Canyon Village, Wyoming                  | Park         |              |
|              | Chittenden Memorial Bridge         | 965,6 km (600 mi)     | 1962         | Bogenbrücke         | South Rim Drive                                                                                     | Canyon Village, Wyoming                  | Park         |              |
|              | Fishing Bridge                     | 990,0 km (615,2 mi)   | 1937         | Balkenbrücke (Holz) | U.S. Highway 14 East Entrance Road                                                                  | Fishing Bridge, Wyoming                  | Park Teton   |              |
|              | Hawk's Rest Bridge                 | 1.069,2 km (664,4 mi) | 1959         | Holzsteg            | Hawk's Lake Trail                                                                                   | Absaroka Mountains                       | Teton        |              |
|              | Hawk's Rest Bridge                 | 1.069,2 km (664,4 mi) | 2021         | Balkenbrücke (Holz) | Hawk's Lake Trail                                                                                   | Absaroka Mountains                       | Teton        |              |

## Erholung
Der Yellowstone River gilt als einer der weltweit besten Flüsse zum Angeln von Forellen. Der Oberlauf des Yellowstone in Montana gilt als bester Flussabschnitt in Bezug auf das Forellenangeln. Das schnell fließende, klare Wasser bietet die idealen Bedingungen zum Forellenangeln; der Flussabschnitt zwischen dem Yellowstone-Nationalpark und Billings gilt aus angeltechnischer Sicht als Oberlauf des Yellowstone. Vor allem im Paradise Valley sind Atlantische Forelle, Regenbogenforelle, Yellowstone-Cutthroat-Forelle und Gebirgsweißfisch zahlreich vertreten. Flussabwärts von Billings werden primär Quappe, Löffelstör, Kanadischer Zander, Schwarzbarsch und Glasaugenbarsch geangelt. Beliebt ist auch das Fliegenfischen, vor allem im Flussabschnitt flussabwärts von Gardiner bis zum Yankee Jim Canyon. Angeln und Fischen sind in Teilen des Flusses und seinen Nebenflüssen im Bereich des Yellowstone-Nationalparks, unter anderem im Grand Canyon of the Yellowstone sowie im Hayden Valley, untersagt.
Besonders am oberen Yellowstone River gibt es eine Reihe von Campingplätzen. Im Verlauf durch das Paradise Valley wird der Fluss zudem zum Wildwasserpaddeln genutzt. Mit kleineren Booten, Kanus oder Kayaks ist der Fluss auf nahezu seiner gesamten Fließstrecke einfach schiffbar. Ausnahmen bieten lediglich der Grand Canyon of the Yellowstone sowie Wildwasser-Abschnitte im Black Canyon sowie im Yankee Jim Canyon. Im Yellowstone-Nationalpark führen einige Wanderwege am Fluss entlang, zudem ist das obere Flusstal oberhalb des Yellowstone Lake bei Backpackern beliebt. Weiter flussabwärts folgt der Yellowstone River Trail dem Flussverlauf auf rund 25 Kilometern durch den Black Canyon of the Yellowstone vom Lamar Valley bis Gardiner.

## Kunst & Kultur
Bereits Ende des 19. Jahrhunderts wurde vor allem der Oberlauf des Flusses während der Expeditionen in das Gebiet des Yellowstone-Nationalparks von Landschaftsmalern und Fotografen festgehalten. Die erste Skizze der Lower Falls entstand vermutlich 1870 von Nathaniel P. Langford während der Washburn-Langford-Doane-Expedition. William Henry Jackson erstellte bedeutende Fotografien und Gemälde des Flusses und des Yellowstone Lake, die maßgeblich zur Gründung des Nationalparks beigetragen haben. Vor allem der Grand Canyon of the Yellowstone mit den Lower Falls wurde in den folgenden Jahrzehnten von zahlreichen Malern abgebildet. So schufen unter anderem Thomas Moran (in den Jahren 1871, 1872, 1900 und 1919), Albert Bierstadt (1881), Charles Roscoe Savage (1884), William Louis Sonntag (1886), Grafton Tyler Brown (1886 und 1890), John Henry Twachtman (1895) und Asahel Curtis (1928) zahlreiche Werke, die die Schlucht mit den Wasserfällen abbilden. Das heute im Smithsonian American Art Museum ausgestellte Gemälde The Grand Canyon of the Yellowstone von Thomas Moran aus dem Jahr 1872 ist dabei die wohl bekannteste Zeichnung des Yellowstone River.
In Heft 35 der deutschen Illustrierten Die Gartenlaube erschien 1883 ein ausführlicher Artikel zum Yellowstone-Nationalpark mit dem Titel Zehntausend Meilen durch den Großen Westen der Vereinigten Staaten, verfasst von Udo Brachvogel, in dem mehrere Illustrationen des Grand Canyon of the Yellowstone von Rudolf Cronau enthalten sind. Die Lower Falls wurden zudem im Roman Le Testament d'un excentrique des französischen Schriftstellers Jules Verne beschrieben und von George Roux illustriert.
Das US-amerikanische Drama Mending the Line von Joshua Cadwell aus dem Jahr 2022 mit Brian Cox und Sinqua Walls in den Hauptrollen spielt teilweise am Oberlauf des Yellowstone River sowie im Paradise Valley und wurde auch dort gedreht. Außerdem spielt die Handlung der US-amerikanischen Neowesternserie Yellowstone größtenteils in Livingston und im Paradise Valley, gedreht wurde sie aber unter anderem in Darby, Missoula oder im Bundesstaat Utah.

## Bedeutung
Der Status als längster frei fließender Fluss in den Contiguous United States hat in der Populärkultur zu einer Assoziation des Yellowstone River mit Unberührtheit und Freiheit geführt. Dadurch hat der Fluss ein Image als letzter, bedeutender Wildnisfluss erhalten. Nicolas T. Bergmann bezeichnet den Glaube an den Yellowstone als längsten frei fließenden Fluss als einen Mythos, der vor allem der Werbekampagne des Montana Department of Fish and Game in den späten 1970er-Jahren zugrunde liegt. Das Image des Yellowstone River als "unverletzlicher" Fluss nahm in den vergangenen Jahrzehnten an Bedeutung zu. So beschreibt der Photojournalist Dean Krakel II in seinem Reisebericht Downriver: A Yellowstone Journey die Integrität des Yellowstone im Vergleich zu anderen Flüssen im Westen der Vereinigten Staaten:

„Sieben Dämme brechen dem Missouri das Genick. Beton und Stahl bringen den Snake River zum Schweigen. Wasserskifahrer fahren auf der Flaming Gorge des Green River. Lachse klettern über Fischleitern den Columbia hinauf, um zu laichen. Nur ein Rinnsal des Colorado erreicht den Ozean. Lediglich der Yellowstone bleibt frei und rauscht aus den Absaroka [Mountains] herab, so klar und kalt und wild wie an dem Tag, als er vom pleistozänen Eis taute.“

Dieses populäre Bild des Yellowstone River weckt Bergmann zufolge Assoziationen mit Außergewöhnlichkeit und Unberührtheit und beeinflusst Alltagserfahrungen, intellektuelles Verständnis und politische Maßnahmen. Weiterhin erlaubt das Montana Stream Access Law eine öffentliche Nutzung nahezu des gesamten Flussverlaufs in Montana, was den Yellowstone River zu einem populären Reiseziel gemacht hat.
Relevanz hat vor allem der Oberlauf des Yellowstone River als bedeutender Bestandteil des Größeren Yellowstone-Ökosystems, einem der letzten intakten Ökosysteme der gemäßigten Zone der Erde. Mit den Einzugsgebieten von Mississippi River, Colorado River und Columbia River treffen hier drei der wichtigsten nordamerikanischen Flusssysteme aufeinander.

Oberlauf des Yellowstone River am Zusammenfluss mit dem Thorofare Creek in den Absaroka Mountains.

## Dokumentarfilme
- Epic Yellowstone – Down the River Wild. Dokumentarfilm, Vereinigte Staaten, 2019, 52 min. Regie: Thomas Winston. Erzähler: Bill Pullman. Erstsendung: 31. März 2019.
- Where the Yellowstone Goes. Abenteuerfilm, Vereinigte Staaten, 2012, 89 min. Regie: Hunter Weeks. Erstsendung: 1. April 2012.